# 多摩市

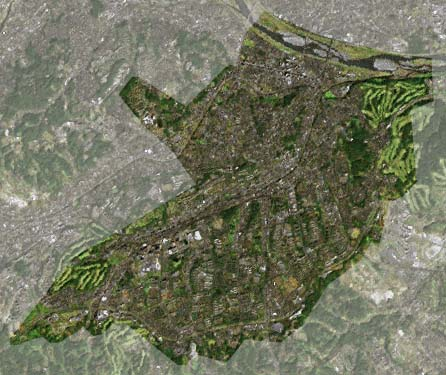
多摩市域のランドサット衛星写真

多摩市（たまし）は、東京都の多摩地域南部に位置する市。
東京のベッドタウンとして開発され、全域に住宅街が広がっている。1971年（昭和46年）市制施行。

## 概要

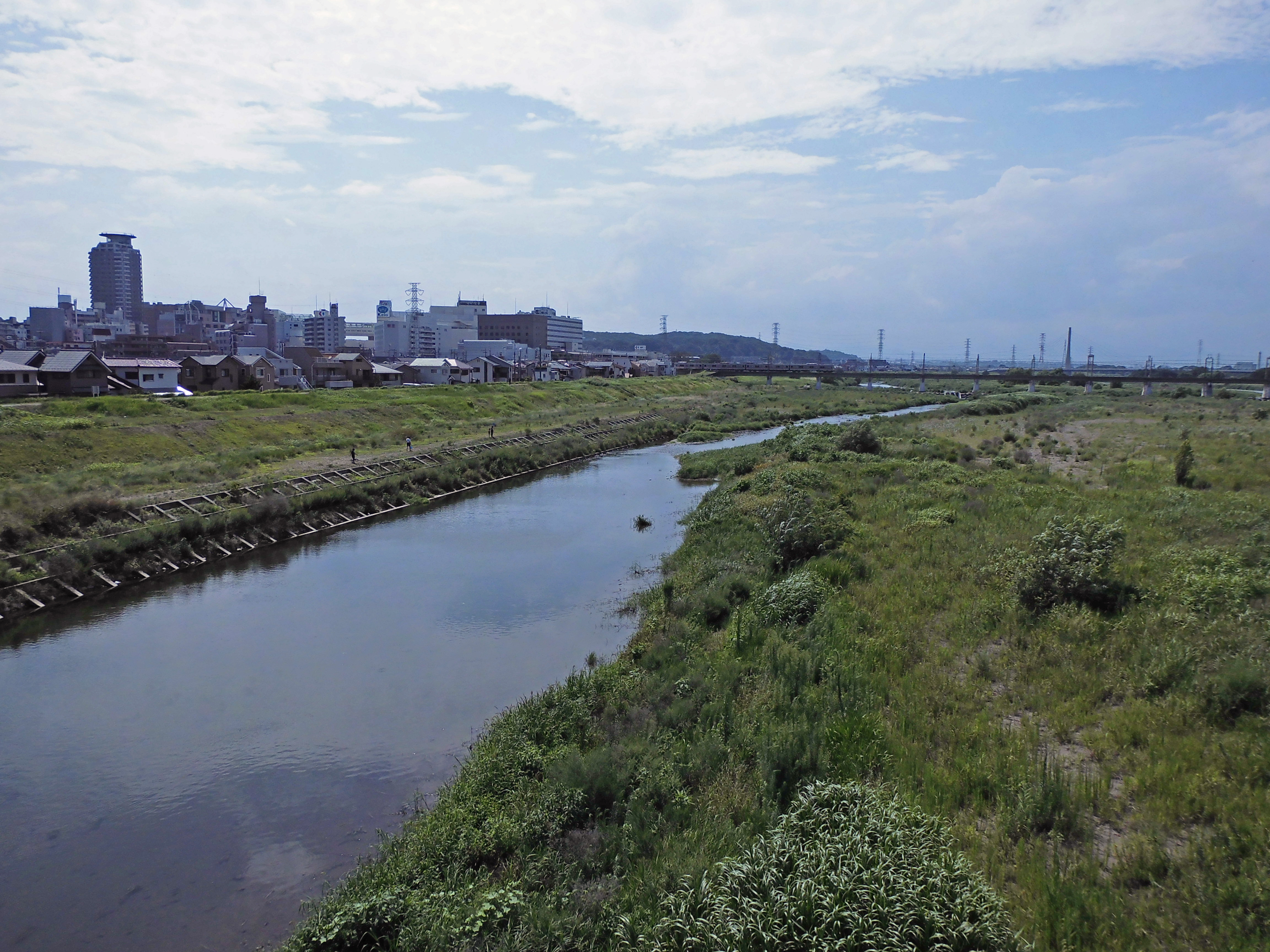
聖蹟桜ヶ丘駅付近を流れる多摩川

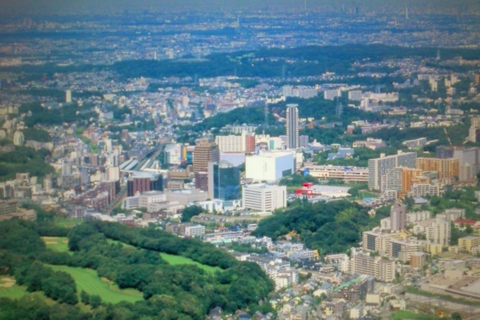
丘陵部に建設された多摩ニュータウン（多摩センター駅周辺）

市域は多摩川中流右岸に広がり、多摩丘陵の北端を占める。北端は多摩川、南端は多摩丘陵の稜線である。多摩川の支流である大栗川とその支流である乞田川が刻んだ、やや開けた谷戸状の地形を持つ。市域はこの谷戸状の地形に沿って東北東から西南西方向に長い形状をなし、起伏に富んでいる。
北を東京都府中市、東京都日野市、西を東京都八王子市、南を東京都町田市、東を神奈川県川崎市麻生区、東京都稲城市に接する。多摩ニュータウンが市域南部から稲城市、八王子市、町田市の京王相模原線沿線にまたがって造成されている。当市に位置する多摩センター駅南側の地域は多摩ニュータウンの中心的な役割を持つ。市域の約6割を多摩ニュータウンが占めており、団地型の分譲マンションが多い。初期に開発を始めた永山駅南側の諏訪・永山地区を中心に団地の老朽化と高齢化が進行しており、団地のリニューアルや再開発が検討されている。
2007年度の商業統計によると、多摩市内の商業集積地の年間売上高としては多摩センター駅前（33,140 百万円）と聖蹟桜ヶ丘駅前（47,612 百万円）が突出した規模となっている。それぞれ東京都の「都心等拠点地区」と「一般拠点地区」に位置づけられている地区である。これらは地理的には多摩センター駅周辺は八王子市と隣接し、聖蹟桜ヶ丘駅周辺は府中市・日野市に隣接する多摩市の“端っこ”だが、どちらも多摩市都市計画マスタープランで「広域型商業・業務地」と位置付けられる多摩市の中心地である。聖蹟桜ヶ丘駅前は京王電鉄を始め、京王グループ各社が本社を構えている。また、当市は業務核都市の指定を受けている。多摩センター駅前に位置しているサンリオピューロランドは国内では珍しい屋内型テーマパークであり、国内外から多くのサンリオファンが訪れる観光施設として知られる。聖蹟桜ヶ丘はジブリ映画「耳をすませば」のモデルであることを活かして町おこしの取り組みが行われている。
多摩センター駅から東西方向に京王相模原線や小田急多摩線が通じ、東京都心への主要なアクセスとなっている。また、南北方向には多摩都市モノレールが走り、多摩地域の南北へのアクセスを担っている。
東洋経済新報社の「住みよさランキング2015」の総合評価において多摩市は、関東地方での順位は15位、東京都での順位は3位と、上位にランクインしている。また、同ランキングで多摩市は、人口に対する商業の利便性を評価した「利便度」において全国順位で30位、財政健全度を評価した「富裕度」において全国順位で24位 になっている。2018年度の3年平均の財政力指数は1.1であり、普通交付税不交付団体となっている。

### 隣接している自治体（行政区）
- 東 - 稲城市
- 北 - 府中市
- 西 - 日野市、 八王子市
- 南 - 町田市
- 南東 - 神奈川県川崎市（麻生区）

## 歴史
- 旧石器時代 - 約25,000年から20,000年前の石器が豊ヶ丘で出土している。
- 縄文時代 - 約10,000年前から3,000年前位まで、多数の縄文人が定住をしていた（当時の住居等の建物跡、土器、石器、墓が多数発見される）。
- 古墳時代後期 - 稲荷塚古墳（八角墳）、臼井塚古墳、塚原古墳群など多数の古墳（和田古墳群）が築造される。
- 奈良時代 - 武蔵国多磨郡と表記されるようになる。またこの頃、南多摩窯跡群が作られる。
- 奈良時代頃 - 武蔵国の六所宮の一つ、武蔵一宮として小野神社が創建される。
- 鎌倉時代 - 1213年、関戸に鎌倉幕府の関所である霞ノ関が築造される。
- 鎌倉時代 - 後醍醐天皇に呼応した鎌倉幕府への反乱が相次ぐ中、1333年5月16日、“関戸の戦い”が起こり、鎌倉攻略を目指す新田義貞軍が北条泰家を破り、霞ノ関を突破する。この戦いの直後、新田軍を監視するため関戸城が築かれる。
- 鎌倉時代〜江戸時代末期 - 関戸が宿場町として栄える
- 江戸時代中期 - 江戸を中心とした経済圏が多摩にも広がり、貨幣経済が浸透する
- 江戸時代・中世後期〜近世 - 当時多摩市域に広がっていた「郷」が解体され始める。また、この頃から入会地をめぐる争いが頻発する
- 1871年 - 廃藩置県が行われ、関戸村など8カ村が神奈川県多摩郡に入る。
- 1872年 - 学制が発布され、学校の運営を始める。
- 1878年 - 多摩郡を東西南北の4郡に分ける。
- 1881年 - 連光寺一帯に連光寺村御猟場が設置される。
- 1882年、1892年、1893年 - 1882年に連光寺から稲城にかけての1213町歩が連光寺御猟場に指定される。また、同年に向岡、1892年に兆民、1893年に処仁の各校が開設される。
- 1889年4月1日 - 市制町村制施行により、関戸村・連光寺村・貝取村・乞田村・落合村・和田村・東寺方村・一ノ宮村の8ヶ村、および百草村・落川村両村の飛地が合併して多摩村となる（村役場は関戸に設置）。
- 1893年4月1日 - 東京府に移管。
- 1912年 - 向岡、兆民、処仁の各校が合併し、多摩尋常高等小学校が開校する。
- 1925年 - 玉南電気鉄道の関戸駅（1937年に聖蹟桜ヶ丘駅へ改称）が営業開始。同年、多摩村全域に電気が供給される。
- 1930年 - 多摩聖蹟記念館（現：旧多摩聖蹟記念館）が開館する。
- 1943年 - 東京都制施行。
- 1952年 - 現市役所の位置に忠魂碑が建てられる（現存）。
- 1960年 - 京王帝都電鉄（現・京王電鉄）が桜ヶ丘分譲地を建設。
- 1962年5月 - 関戸・一ノ宮・和田・東寺方地区の一部に水道が開通（1964年までには村内ほぼ全ての地区に水道が開通）。
- 1964年4月1日 - 町制が施行され、多摩町となる。
- 1965年
  - 1月5日 - 現在の市章である町章を制定する[11]。
  - 12月 - 多摩ニュータウン開発が都市計画決定される。
- 1971年
  - 3月26日 - 多摩ニュータウン諏訪・永山地区入居開始。
  - 11月1日 - 市制が施行され、多摩市となる。なお、隣接している南多摩郡稲城町も同時に市制を施行したため、南多摩郡は消滅した。
- 1972年 - 多摩ニュータウン愛宕地区入居開始
- 1973年
  - 4月 - 多摩清掃工場が稼働。
  - 8月 - 市内初の公民館（現・関戸公民館）と図書館（旧本館）が開館。他の図書館の開館年月日は「図書館」の項を参照。
  - 12月 - 町田市上小山田町、下小山田町、小野路町の一部が多摩市に編入、多摩市落合の一部が町田市に編入された。多摩市に編入した部分は永山、貝取、豊ヶ丘、落合、鶴牧、唐木田、南野のそれぞれ一部となった。
- 1974年
  - 6月 - 小田急多摩線が小田急永山駅まで開通。
  - 10月 - 京王相模原線が京王多摩センター駅まで開通。
- 1975年4月 - 小田急多摩線が小田急多摩センター駅まで開通。
- 1976年 - 多摩ニュータウン貝取・豊ヶ丘・落合地区入居開始
- 1982年 - 八王子市鹿島・松が谷地区で多摩市への編入運動が起こる。
- 1983年 - 多摩ニュータウン鶴牧地区入居開始。
- 1984年 - 多摩ニュータウン聖ヶ丘地区入居開始。
- 1986年11月 - 長野県富士見町と友好都市の提携を結ぶ。
- 1988年3月 - 多摩中央警察署開設。
- 1990年
  - 3月 - 小田急多摩線が唐木田駅まで開通。
  - 4月 - 防災行政無線運用開始。
- 1991年 - 多摩ニュータウン唐木田・中沢地区入居開始。
- 1997年11月 - 多摩市ミニバス運行開始。
- 1999年 - 業務核都市の指定を受ける。
- 2000年1月 - 多摩都市モノレール線が多摩センター駅まで開通。
- 2005年 - 多摩ニュータウン多摩センター地区入居開始。
- 2019年10月12日初の大雨特別警報が出された

## 遺跡・古墳

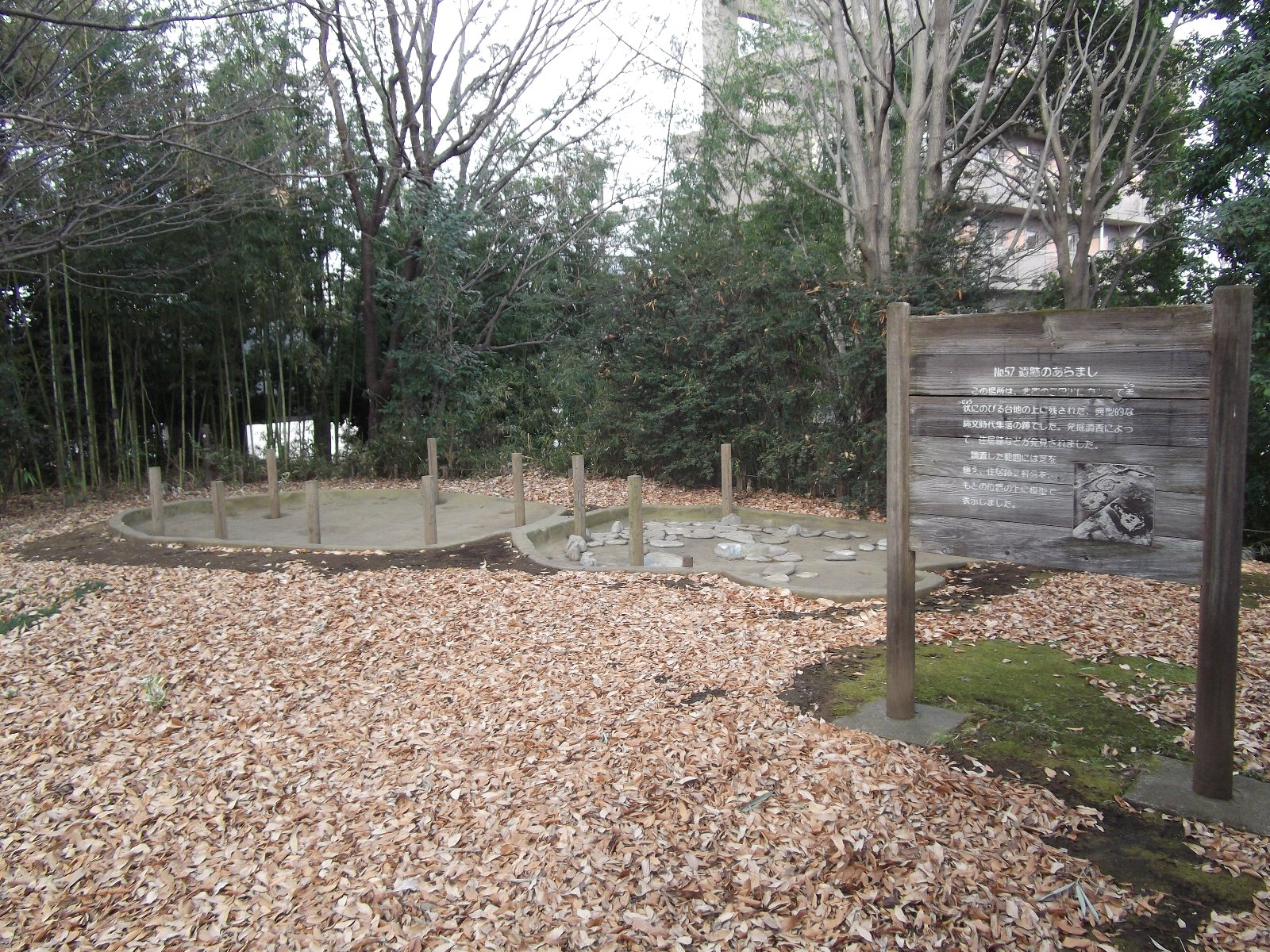
多摩ニュータウンNo.57遺跡

多摩丘陵ではおよそ3万年前から人類が住み始めたと言われている。1965年（昭和40年）辺りから広範囲に宅地や商業地の造成（多摩ニュータウンの開発など）が行われる事が決まり、それに伴い大規模な遺跡の発掘調査が行われた。縄文時代、古墳時代を中心に遺跡調査が綿密に行われ、古いもので旧石器時代である約25,000年から20,000年前の石器が豊ヶ丘で出土している。

### 縄文時代

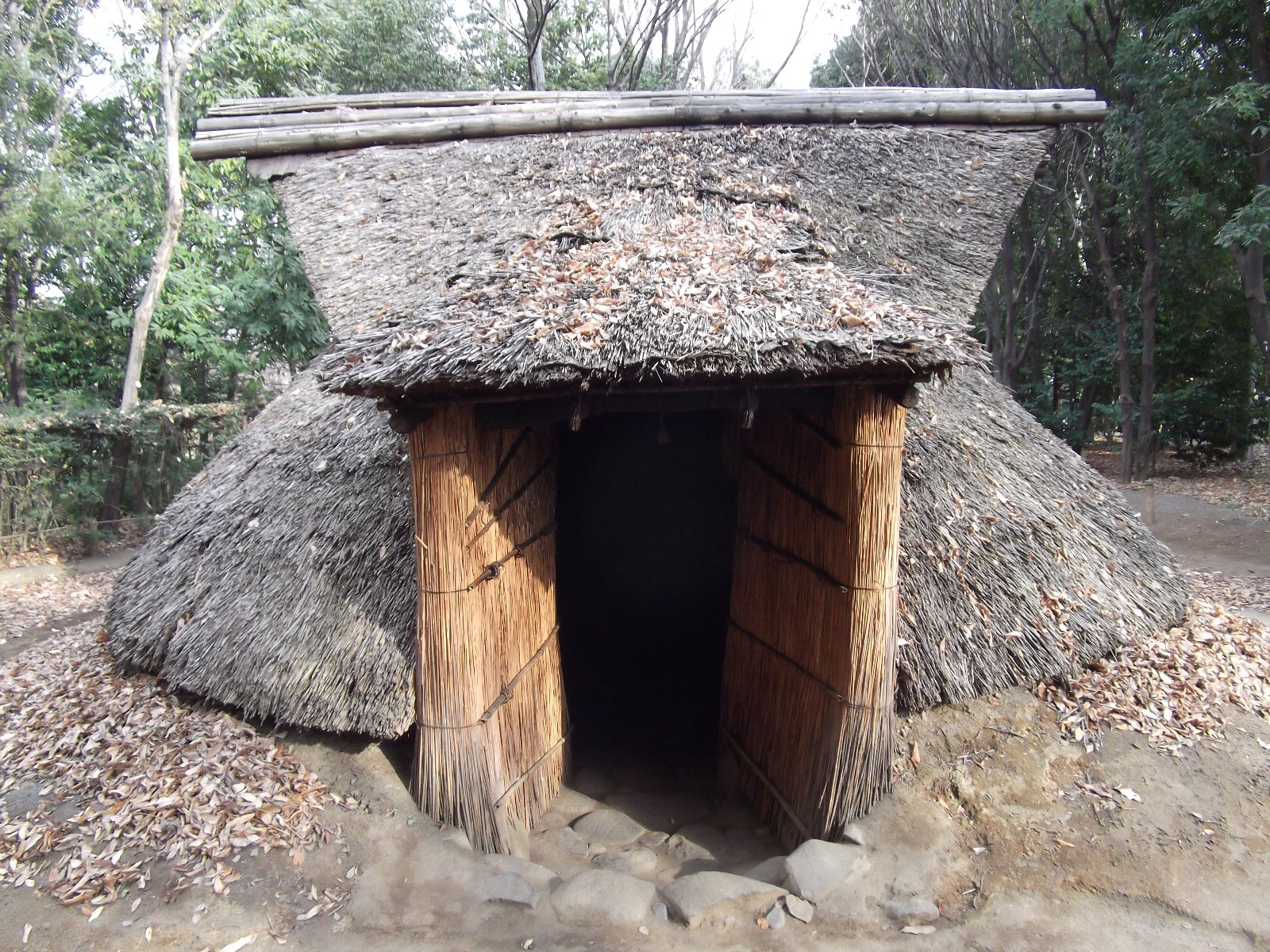
遺跡庭園の復元竪穴建物。

縄文時代（約10,000年前〜）には大栗川、乞田川沿いの高台に多くの縄文人が定住し複数の村を形成しており、長い間（およそ7000年間）この地に定住をしていたと思われる。和田西遺跡（約5,700年〜4,700年前）では大型竪穴建物跡が7棟発見され、集会場などとして利用されていたと考えられている。しかし縄文時代後期（約4,000年〜3,000年前）に入り遺跡数は急激に減る。その要因として人口急増や気候の寒冷化に伴う食料の枯渇、箱根山や富士山の度重なる噴火、稲作の始まりによる低地への移動などが挙げられている。東京ではあまり発見されない縄文時代晩期前半（約3,000年前）の遺跡（新堂遺跡・集団墓地）が多摩市で発見され珍しい遺物が出土しているが、その遺跡を最後に古墳時代までほぼ定住者はいなくなったと考えられている。
多摩市和田周辺では昭和40年代以前には、畑を耕したり大雨が降ったりすると縄文土器が出土する事が度々あったと言われている。
東京都埋蔵文化財センターでは遺物の展示や多摩ニュータウンNo.57遺跡（東京都指定文化財）の保存と活用を兼ねて建設された遺跡庭園があり、竪穴建物が3棟復原されている。50種類の樹木などを植栽するなど当時の景観の中で散策ができるようになっている。

### 古墳時代

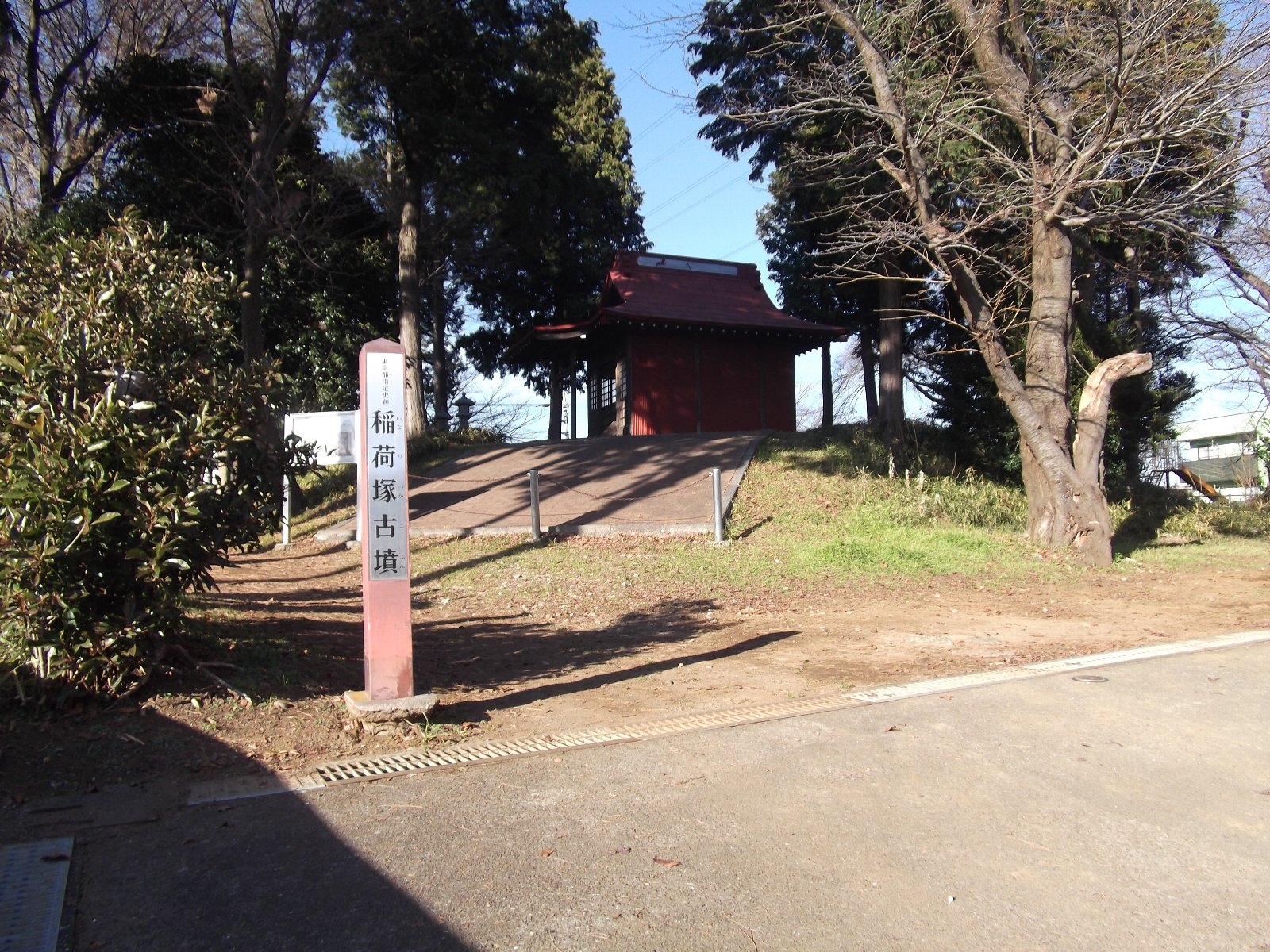
稲荷塚古墳

全国的に珍しい八角形の古墳、稲荷塚古墳（東京都指定文化財）が百草にある。凝灰岩の切石を用いた石室など、当時としてはかなり精巧な技術で作られているため、その重要性が指摘されている。当初、円墳と思われていたが調査をした結果、東日本では初めての発見となる八角墳と判明した。全国でおよそ15万基造られた古墳の内、八角墳は全国で15例ほどしかない。稲荷塚古墳の築造時期は7世紀前半と言われているが、その後八角墳は主に天皇陵（天智天皇、天武天皇、持統天皇など）の古墳として築造されている。なぜこのような高度な古墳がこの地に作られ、どのような人物が埋葬されていたかは不明である。
稲荷塚古墳の近くには臼井塚古墳があり、こちらも築造時期は7世紀前半で凝灰岩の切石を用いた石室である。
他、6世紀中頃から7世紀中頃までの100年間に渡り造られた塚原古墳群（つかっぱらこふんぐん）がある。江戸時代後期の『新編武蔵風土記稿』には「古墳が元禄の頃には40〜50基あったが、14、5基に減少した。」とされている。しかし現在までに確認されているのは10基である。川原石を用いた横穴式石室を持つ古墳群である。
他に多摩丘陵最大の横穴墓群である中和田横穴墓群や庚申塚古墳、市境にある日野市万蔵院台古墳群など6世紀中頃〜7世紀中頃にかけて幾多の古墳があり、都内でも有数の古墳群の一つである。
しかし現在はそれらの古墳のほとんどは姿を消し、確認できる古墳は少数となっている。

## 大規模開発

### 桜ケ丘住宅地

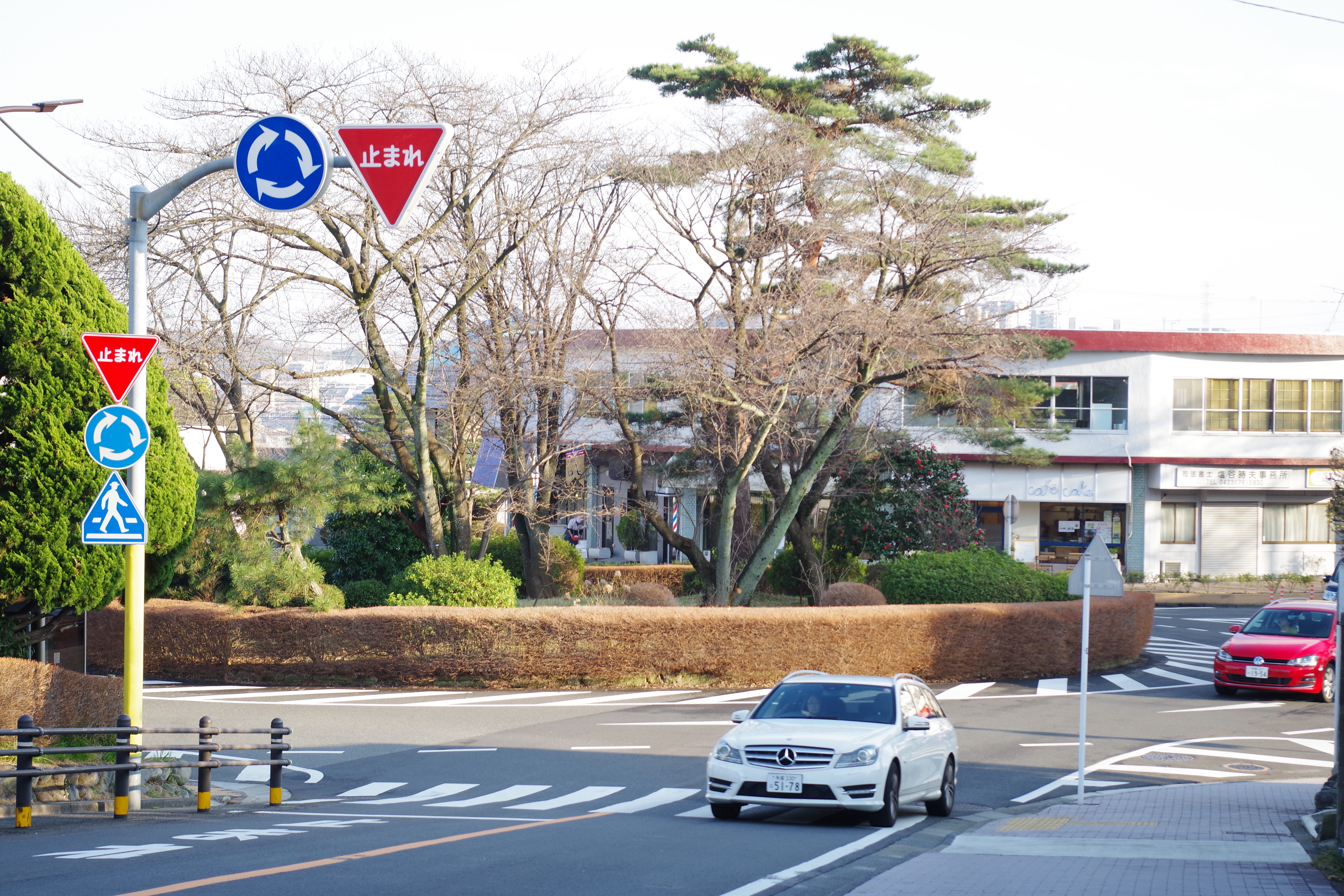
桜ケ丘住宅地のロータリー

桜ケ丘住宅地は当時の京王帝都電鉄が計画的に開発した住宅地で、聖蹟桜ヶ丘駅（京王線）の南側から、永山駅（小田急多摩線・京王相模原線）の北側にかけて広がる。多摩丘陵の北端に位置するため、眺望良好な宅地が比較的多い。「自然条件を十分に活かした高級住宅地」という位置づけで、1区画は平均100坪となっている。地区計画で敷地面積は最低で50坪（165平方メートル）と定められ、それ以下への分割は認められていない。
1960年に工事がスタートし、1962年に第1期分譲が開始された。1963年には、この住宅地から都心への速達のために、京王線で無料特急の運行が開始されて聖蹟桜ヶ丘駅が停車駅となり、新宿駅までの所要時間は25分となった。この開発に関連して聖蹟桜ヶ丘駅前の開発も行われ、京王聖蹟桜ヶ丘SCや聖蹟桜ヶ丘OPAといった商業施設や、京王電鉄本社やパシフィックコンサルタンツ本社といった企業のオフィスが進出した。

### 多摩ニュータウン

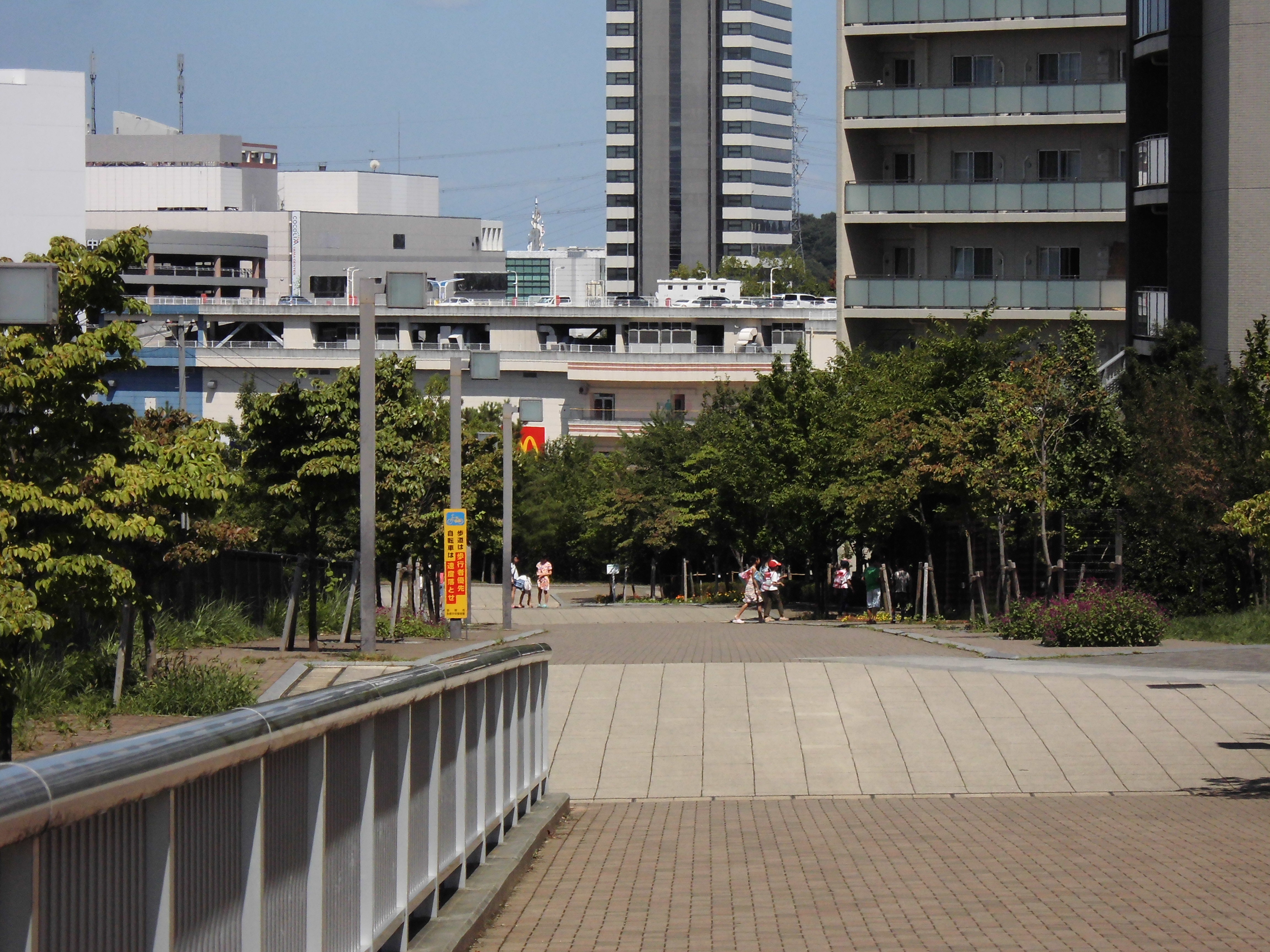
住宅地から多摩センター駅前へと続く歩行者専用道路（遊歩道）

土地区画整理事業で整備された街並み

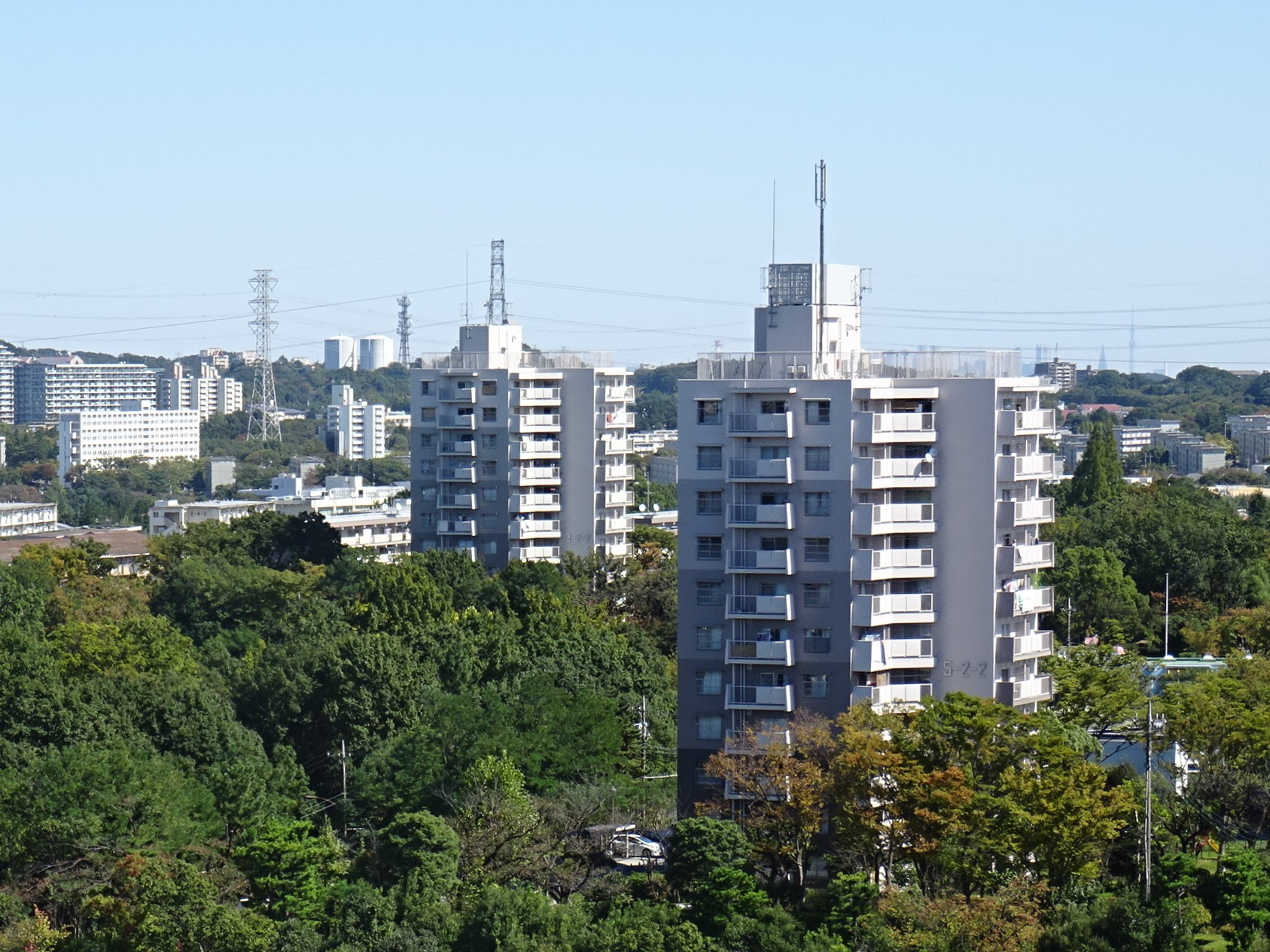
初期に開発された街並み（新住宅市街地開発事業で整備）

多摩ニュータウンは、多摩市南部から稲城市、八王子市、町田市にまたがって開発された東西約15km、南北約5km、区域面積約2,884ヘクタールの日本最大規模のニュータウンである。京王相模原線では若葉台駅 - 多摩境駅間、小田急多摩線では小田急永山駅 - 唐木田駅間に広がる。この多摩ニュータウンの中心地として多摩センター駅南側一帯の「多摩センター地区」が「都市センター」として定められ、ココリアやイトーヨーカドーといった商業施設や、朝日生命多摩本社やベネッセ東京本社といったオフィスビルの立地が進められている。
事業手法としては土地区画整理事業および新住宅市街地開発事業である。土地区画整理事業区域では集合住宅や戸建住宅、商店が適度に混在した街並みが形成されている。新住宅市街地開発事業区域は近隣住区理論に基づいて開発された街並みで、区域全体にわたって自動車と交通を分離した歩行者専用道路（遊歩道）が整備され、車道を一切横断することなく移動ができ安全である。この歩行者専用道路は、多摩センター駅前・永山駅前のペデストリアンデッキ（歩行者デッキ）とも接続している。
当初は東京の住宅不足の解消のために計画され、1971年に諏訪・永山地区で入居が始められて多摩ニュータウンの人口は1974年に3万人に達した が、入居開始のわずか2年後の1973年に起きたオイルショックでは高度成長期の終焉とともに住宅不足は沈静化し、多摩ニュータウンは計画の転換を迫られた。そして1982年に東京都のマイタウン構想を受けて多摩ニュータウンは、住宅だけでなく業務・商業・文化の機能導入も図っていくこととなった。住宅も多彩なものが供給されてゆき、多摩ニュータウンは「理想的な都市をつくる」計画に変わっていった。その後、多摩ニュータウンの人口は1985年に10万人、1991年に15万人に達した。
多摩ニュータウンで主に住宅を供給してきた住宅・都市整備公団が1997年に分譲マンション事業から撤退して以降は、未開発の土地が売却され、民間が多摩ニュータウン開発の中心を担うようになった。2000年代以降、多摩市内では多摩センター地区や幹線道路沿いを中心に民間のマンションが次々と建設され、多摩ニュータウンの人口増加を牽引している。そして2010年に多摩ニュータウンの人口は21万人に達した。
多摩ニュータウンは京王線で新宿から30分圏内 にありながら、市街地の30%を公園や緑地等が占める緑豊かな街並みが評価される 一方で、2010年現在の多摩ニュータウンの高齢化率は全域で16.0% に達し、住民の世代交代が課題となっている（ただし、同年の東京都の高齢化率は20.3%）。初期に開発された諏訪・永山地区では大規模集合住宅の建て替えが複数進んでいるほか、中古物件として流通している既存の集合住宅をリフォームして住むことが提唱されている。多摩ニュータウンで1970年代後半以降建てられた集合住宅は、21世紀に入った今でも家族居住に十分な居住面積であり、これらを中古で安く購入して新築同様にリフォームし、一般的に大きい負担となる住宅取得のコストを低減しようというものである。鉄筋コンクリートの建物の寿命は100年と言われていることから、これは環境面でもエコである。

## 人口
2024年4月現在の人口は下記の通り。
- 人口：147,751人（2014年：147,593人）
- 世帯数：75,286世帯　(2014年：68,521世帯）
- 世帯人員：1.96人（2014年：2.15人）
- 高齢化率：29.3％（2014年：24.1％）

市制施行前年の1970年の人口は25,105人で、多摩ニュータウンの入居開始以降急増し、1983年に10万人台、1991年に14万人台に達し、これ以降ほぼ横ばいである。2003年の住宅・土地統計調査で多摩市は空き家率8.6%と空き家の発生は少なく（東京都50区市中4番目に低い）、新規住宅供給量に対して需要が追い付いていることから、世帯数は増加を続けている。
2014年現在の高齢化率は24.1%、年少人口比率は12.2%であり、多摩市の世代構成は全国平均と近い（同年の全国平均の高齢化率26.0%、年少人口比率12.8%）。なお、当市南部から周辺3市にかけて広がる多摩ニュータウンの高齢化率は、東京都都市整備局の調査によると2014年現在、20.2%である。同調査では、多摩ニュータウンで最初の1971年に入居が始まった永山地区の高齢化率は28.6%と出ており、初期入居地区において高齢化が進んでいることが問題となっている。こうした初期入居地区にある住宅は当時の水準から住戸面積が小さく、それゆえ家賃が安いため、年金生活でなおかつ2人もしくは1人の高齢者世帯にとって魅力的で、高齢者が集中してしまっていると指摘されている。
2011年の多摩市の人口想定では、人口のピークとなる2026年まで横ばいから微増し、それ以降人口の減少が始まるとされている。2031年までの高齢化率の推移の想定もされており、多摩市の高齢化率は2015年頃に日本の高齢化率とほぼ等しくなって以降は、日本の高齢化率に前後する形で推移するとみられている。
| |                                        |  |
| 多摩市と全国の年齢別人口分布（2005年） | 多摩市の年齢・男女別人口分布（2005年） |  |
| ■紫色 ― 多摩市 ■緑色 ― 日本全国 | ■青色 ― 男性 ■赤色 ― 女性              |  |
| 多摩市（に相当する地域）の人口の推移 \| 1970年（昭和45年） \| 30,672人 \| \| \| 1975年（昭和50年） \| 65,466人 \| \| \| 1980年（昭和55年） \| 95,248人 \| \| \| 1985年（昭和60年） \| 122,135人 \| \| \| 1990年（平成2年） \| 144,489人 \| \| \| 1995年（平成7年） \| 148,113人 \| \| \| 2000年（平成12年） \| 145,862人 \| \| \| 2005年（平成17年） \| 145,877人 \| \| \| 2010年（平成22年） \| 147,648人 \| \| \| 2015年（平成27年） \| 146,631人 \| \| \| 2020年（令和2年） \| 146,951人 \| \| |                                        |  |
| 総務省統計局 国勢調査より |                                        |  |
| 1970年（昭和45年） | 30,672人                               |  |
| 1975年（昭和50年） | 65,466人                               |  |
| 1980年（昭和55年） | 95,248人                               |  |
| 1985年（昭和60年） | 122,135人                              |  |
| 1990年（平成2年） | 144,489人                              |  |
| 1995年（平成7年） | 148,113人                              |  |
| 2000年（平成12年） | 145,862人                              |  |
| 2005年（平成17年） | 145,877人                              |  |
| 2010年（平成22年） | 147,648人                              |  |
| 2015年（平成27年） | 146,631人                              |  |
| 2020年（令和2年） | 146,951人                              |  |

### 昼夜間人口
昼間人口÷夜間人口で算出される、2010年の昼夜間人口比は0.99である。昼間人口とは、市外からの通勤者と通学生の人口および居住者で市内に昼間残留する人口の合計で、これは145,569人。夜間人口とはすなわち居住者人口のことで147,648人。昼夜間人口比を年齢別にみると、 15歳未満:1.02／15-19歳:0.94／20-24歳:1.18／25-29歳:1.00／30-34歳:1.00 35-39歳:0.98／40-44歳:1.01／45-49歳:1.02／50-54歳:1.00／55-59歳:0.90／60-64歳:0.88／65歳以上:0.96 となっている。

## 町名
多摩市では、住居表示に関する法律に基づく住居表示は実施されておらず、町名と地番を整理する方法により住所整理が行われている。住所整理は1960年代から順次実施されてきたが、2000年の東寺方一丁目での実施を最後として、それ以降は行われていない。2009年には、市が設置していた町名地番整理審議会により和田地区の住所整理の答申（一丁目、四丁目〜八丁目を新設）が出されたが、実施されないままとなっている。

### 多摩市役所管内
| 町名         | 町区域新設年月日 | 住居表示実施年月日 | 住居表示実施前の町名等 | 備考 |
| ------------ | ---------------- | ------------------ | ---------------------- | ---- |
| 関戸         | 1889年4月1日     | 未実施             |                        |      |
| 関戸一丁目   | 1987年11月1日    | 未実施             |                        |      |
| 関戸二丁目   | 1987年11月1日    | 未実施             |                        |      |
| 関戸三丁目   | 1987年11月1日    | 未実施             |                        |      |
| 関戸四丁目   | 1987年4月1日     | 未実施             |                        |      |
| 関戸五丁目   | 1995年11月5日    | 未実施             |                        |      |
| 関戸六丁目   | 1993年9月11日    | 未実施             |                        |      |
| 連光寺       | 1889年4月1日     | 未実施             |                        |      |
| 連光寺一丁目 | 1989年11月5日    | 未実施             |                        |      |
| 連光寺二丁目 | 1989年11月5日    | 未実施             |                        |      |
| 連光寺三丁目 | 1988年11月6日    | 未実施             |                        |      |
| 連光寺四丁目 | 1988年11月6日    | 未実施             |                        |      |
| 連光寺五丁目 | 1988年11月6日    | 未実施             |                        |      |
| 連光寺六丁目 | 1988年11月6日    | 未実施             |                        |      |
| 貝取         | 1889年4月1日     | 未実施             |                        |      |
| 乞田         | 1889年4月1日     | 未実施             |                        |      |
| 和田         | 1889年4月1日     | 未実施             |                        |      |
| 百草         | 1889年4月1日     | 未実施             |                        |      |
| 落川         | 1889年4月1日     | 未実施             |                        |      |
| 東寺方       | 1889年4月1日     | 未実施             |                        |      |
| 東寺方一丁目 | 2000年11月3日    | 未実施             |                        |      |
| 一ノ宮       | 1889年4月1日     | 未実施             |                        |      |
| 一ノ宮一丁目 | 1997年11月3日    | 未実施             |                        |      |
| 一ノ宮二丁目 | 1997年11月3日    | 未実施             |                        |      |
| 一ノ宮三丁目 | 1998年11月1日    | 未実施             |                        |      |
| 一ノ宮四丁目 | 1998年11月1日    | 未実施             |                        |      |
| 桜ヶ丘一丁目 | 1964年6月1日     | 未実施             |                        |      |
| 桜ヶ丘二丁目 | 1963年10月1日    | 未実施             |                        |      |
| 桜ヶ丘三丁目 | 1962年10月1日    | 未実施             |                        |      |
| 桜ヶ丘四丁目 | 1962年5月1日     | 未実施             |                        |      |
| 聖ヶ丘一丁目 | 1983年2月1日     | 未実施             |                        |      |
| 聖ヶ丘二丁目 | 1983年2月1日     | 未実施             |                        |      |
| 聖ヶ丘三丁目 | 1980年11月1日    | 未実施             |                        |      |
| 聖ヶ丘四丁目 | 1983年2月1日     | 未実施             |                        |      |
| 聖ヶ丘五丁目 | 1983年11月1日    | 未実施             |                        |      |
| 馬引沢一丁目 | 1990年1月27日    | 未実施             |                        |      |
| 馬引沢二丁目 | 1990年1月27日    | 未実施             |                        |      |
| 山王下一丁目 | 1993年9月11日    | 未実施             |                        |      |
| 山王下二丁目 | 1993年9月11日    | 未実施             |                        |      |
| 中沢一丁目   | 1993年9月11日    | 未実施             |                        |      |
| 中沢二丁目   | 1993年9月11日    | 未実施             |                        |      |
| 唐木田一丁目 | 1993年9月11日    | 未実施             |                        |      |
| 唐木田二丁目 | 1993年9月11日    | 未実施             |                        |      |
| 唐木田三丁目 | 1993年9月11日    | 未実施             |                        |      |
| 諏訪一丁目   | 1972年3月20日    | 未実施             |                        |      |
| 諏訪二丁目   | 1970年10月1日    | 未実施             |                        |      |
| 諏訪三丁目   | 1975年1月1日     | 未実施             |                        |      |
| 諏訪四丁目   | 1970年10月1日    | 未実施             |                        |      |
| 諏訪五丁目   | 1970年10月1日    | 未実施             |                        |      |
| 諏訪六丁目   | 1975年1月1日     | 未実施             |                        |      |
| 永山一丁目   | 1971年5月1日     | 未実施             |                        |      |
| 永山二丁目   | 1970年10月1日    | 未実施             |                        |      |
| 永山三丁目   | 1970年10月1日    | 未実施             |                        |      |
| 永山四丁目   | 1970年10月1日    | 未実施             |                        |      |
| 永山五丁目   | 1971年5月1日     | 未実施             |                        |      |
| 永山六丁目   | 1975年1月1日     | 未実施             |                        |      |
| 永山七丁目   | 1975年11月1日    | 未実施             |                        |      |
| 貝取一丁目   | 1980年9月1日     | 未実施             |                        |      |
| 貝取二丁目   | 1977年9月1日     | 未実施             |                        |      |
| 貝取三丁目   | 1975年1月1日     | 未実施             |                        |      |
| 貝取四丁目   | 1975年11月1日    | 未実施             |                        |      |
| 貝取五丁目   | 1975年11月1日    | 未実施             |                        |      |
| 豊ヶ丘一丁目 | 1980年9月1日     | 未実施             |                        |      |
| 豊ヶ丘二丁目 | 1977年9月1日     | 未実施             |                        |      |
| 豊ヶ丘三丁目 | 1977年9月1日     | 未実施             |                        |      |
| 豊ヶ丘四丁目 | 1975年11月1日    | 未実施             |                        |      |
| 豊ヶ丘五丁目 | 1975年11月1日    | 未実施             |                        |      |
| 豊ヶ丘六丁目 | 1975年11月1日    | 未実施             |                        |      |
| 落合一丁目   | 1980年6月1日     | 未実施             |                        |      |
| 落合二丁目   | 1980年9月1日     | 未実施             |                        |      |
| 落合三丁目   | 1975年11月1日    | 未実施             |                        |      |
| 落合四丁目   | 1975年11月1日    | 未実施             |                        |      |
| 落合五丁目   | 1980年9月1日     | 未実施             |                        |      |
| 落合六丁目   | 1980年9月1日     | 未実施             |                        |      |
| 鶴牧一丁目   | 1980年6月1日     | 未実施             |                        |      |
| 鶴牧二丁目   | 1980年9月1日     | 未実施             |                        |      |
| 鶴牧三丁目   | 1980年9月1日     | 未実施             |                        |      |
| 鶴牧四丁目   | 1980年9月1日     | 未実施             |                        |      |
| 鶴牧五丁目   | 1980年9月1日     | 未実施             |                        |      |
| 鶴牧六丁目   | 1980年9月1日     | 未実施             |                        |      |
| 南野一丁目   | 1978年11月1日    | 未実施             |                        |      |
| 南野二丁目   | 1975年11月1日    | 未実施             |                        |      |
| 南野三丁目   | 1982年2月16日    | 未実施             |                        |      |
| 東寺方三丁目 | 1971年8月1日     | 未実施             |                        |      |
| 和田三丁目   | 1971年8月1日     | 未実施             |                        |      |
| 愛宕一丁目   | 1971年8月1日     | 未実施             |                        |      |
| 愛宕二丁目   | 1971年8月1日     | 未実施             |                        |      |
| 愛宕三丁目   | 1971年8月1日     | 未実施             |                        |      |
| 愛宕四丁目   | 1971年8月1日     | 未実施             |                        |      |

1. 1 2 3 4 5 6 7 8 9 10 11 12 13 14 15 16 17 18 19 20 21 22 23 24 25 26 27 28 29 30 31 32 33 34 35 36 37 38 39 40 41 42 43 44 45 46 47 48 49 50 51 52 53 54 55 56 57 58 59 60 61 62 63 64 65 66 67 68 69 70 71 72 73 74 75 76 77 78 79 80  町名地番整理実施区域

### 旧地名
現在でも使用される場合がある。
- 向岡（むかいのおか） - 向ノ岡大橋周辺
- 向岡上（むかいのおかかみ） - 現：桜ヶ丘
- 向岡下（むかいのおかしも） - 現：桜ヶ丘
- 竜ヶ峰（りゅうがみね） - 現：和田
- 中和田（なかわだ） - 現：和田
- 上和田（かみわだ） - 現：和田 緑ヶ丘幼稚園周辺
- 倉沢（くらさわ） - 現：和田
- 蓮光寺（れんこうじ） - 現：連光寺
- 寺方（てらかた） - 現：東寺方
- 有山（ありやま） - 現：東寺方1丁目周辺
- 小野路町（おのじまち） - 町田市より一部を編入。現：永山6・7丁目、貝取3〜5丁目、豊ヶ丘4〜6丁目、落合4・6丁目、鶴牧4・5丁目、南野1〜3丁目
- 下小山田町（しもおやまだまち） - 町田市より一部を編入。現：鶴牧4・5丁目、南野3丁目の一部
- 上小山田町（かみおやまだまち） - 町田市より一部を編入。現：唐木田3丁目周辺

## 行政
- 市職員数：849人（2003年4月1日）

### 市長
- 阿部裕行（あべ ひろゆき） 2010年4月21日から2026年4月20日まで（予定）。多摩市（村町）政史上初の革新系市政となる。

### 歴代市長
| 多摩村長 | 多摩村長 | 多摩村長   | 多摩村長       | 多摩村長                    |
| 代       | 期       | 氏名       | 就任日         | 退任日                      |
| -------- | -------- | ---------- | -------------- | --------------------------- |
| 1        | 1        | 富澤政賢   | 1889年6月24日  | 1904年10月5日               |
| 2        | 1        | 佐伯太兵衛 | 1905年2月21日  | 1908年3月17日               |
| 3        | 2        | 富澤政賢   | 1908年9月28日  | 1920年11月30日              |
| 4        | 1        | 藤井保太郎 | 1921年1月29日  | 1925年1月28日               |
| 5        | 1        | 伊野平三   | 1925年4月1日   | 1930年8月13日               |
| 6        | 1        | 臼井丈助   | 1930年9月11日  | 1933年5月11日               |
| 7        | 1        | 下野延太郎 | 1933年5月12日  | 1941年5月11日               |
| 8        | 1        | 小金豊成   | 1941年5月12日  | 1943年4月30日               |
| 9        | 1        | 杉田浦次   | 1943年5月1日   | 1945年5月3日                |
| 10       | 1        | 小川次郎   | 1945年6月7日   | 1946年11月16日              |
| 11       | 1        | 高野幾三   | 1946年11月17日 | 1947年                      |
| 12       | 2        | 高野幾三   | 1951年         | 1955年4月30日               |
| 13       | 2        | 杉田浦次   | 1955年5月1日   | 1959年4月30日               |
| 14       | 1        | 富澤政鑒   | 1959年5月1日   | 1963年                      |
| 15       | 2        | 富澤政鑒   | 1963年         | 1964年3月31日               |
| 多摩町長 |          |            |                |                             |
| 代       | 期       | 氏名       | 就任日         | 退任日                      |
| 1        | 2        | 富澤政鑒   | 1964年4月1日   | 1967年                      |
| 2        | 3        | 富澤政鑒   | 1967年         | 1971年10月31日              |
| 多摩市長 |          |            |                |                             |
| 代       | 期       | 氏名       | 就任日         | 退任日                      |
| 1        | 4        | 富澤政鑒   | 1971年11月1日  | 1975年                      |
| 2        | 5        | 富澤政鑒   | 1975年         | 1979年4月30日               |
| 3        | 1        | 臼井千秋   | 1979年5月1日   | 1983年                      |
| 4        | 2        | 臼井千秋   | 1983年         | 1987年                      |
| 5        | 3        | 臼井千秋   | 1987年         | 1991年                      |
| 6        | 4        | 臼井千秋   | 1991年         | 1995年                      |
| 7        | 5        | 臼井千秋   | 1995年         | 1999年4月30日               |
| 8        | 1        | 鈴木邦彦   | 1999年5月1日   | 2002年3月4日                |
| 9        | 1        | 渡辺幸子   | 2002年4月21日  | 2006年                      |
| 10       | 2        | 渡辺幸子   | 2006年         | 2010年4月20日               |
| 11       | 1        | 阿部裕行   | 2010年4月21日  | 2014年                      |
| 12       | 2        | 阿部裕行   | 2014年         | 2018年                      |
| 13       | 3        | 阿部裕行   | 2018年         | 2022年                      |
| 14       | 4        | 阿部裕行   | 2022年         | 2026年4月20日（任期満了日） |

### 財政
- 当初予算規模（2011年度）：481.5億円（一般会計）、266.4億円（特別会計）

特別会計内訳（2011年度）
1. 国民健康保険154.5億円 2. 介護保険62.4億円 3. 下水道事業26.8億円 4. 後期高齢者医療22.3億円 5. 介護保険サービス事業0.4億円
2011年度の主要な財政指標は以下の通り。
- 財政力指数：1.144（3年平均）[34]

財政力指数は地方公共団体の財政力を示す指標として用いられるものであり、数値が高いほど優秀となる。この指標は過去3年間の平均をとるのが一般的である。これが1.0を超えると国から、財政優良な自治体として「不交付団体」に指定され、普通交付税の交付を受けることができなくなる。財政力指数が1.144である多摩市は「不交付団体」に指定されているが、国から普通交付税の交付を受けられないことから、むしろ財政難を悪化させているのではないかという指摘もある。全国的にも高い水準にある東京都の市の中においても、多摩市は26市中5位で、26市平均（0.981）と比べても高くなっている。
- 公債費負担比率：7.5%[34]

公債費負担比率は財政構造の弾力性を判断する指標の1つであり、一般財源の総額に対して公債費（借入金の返済）にどれだけの一般財源を投じているかの割合を示したものである。この比率が高くなると、財政悪化の兆候といえる。東京都の26市中、多摩市は5位で、今後も数値が減少する見込みとされる。
- 経常収支比率：90.6%（従来の方式で93.1）[34]

経常収支比率は財政構造の弾力性を判断する指標で、数値が低いほど優秀。75～80%が妥当とされ、80%以上ある多摩市は人件費等が高過ぎるということになる。ただし、多摩市のような都市基盤の整備が進んだ都市部では高い傾向になるとされ、東京都の26市中、多摩市は7位である。
2009年の多摩市の実質公債費比率は0.0%で、実質的な借金は無いということになり、これは東京都下で多摩市が唯一である。2011年（平成23年）も引き続き0.0%を維持している。

#### 自治体職員平均年収
多摩市では、自治体職員の平均年収が2008年4月時点で約845万円であり、全国の自治体職員平均年収のトップであると報じられた。

### 広域行政
- 東京都三市収益事業組合 - 稲城、あきる野、本市の3市で江戸川競艇を開催している。
- 多摩ニュータウン環境組合

### ゴミ処理・リサイクル

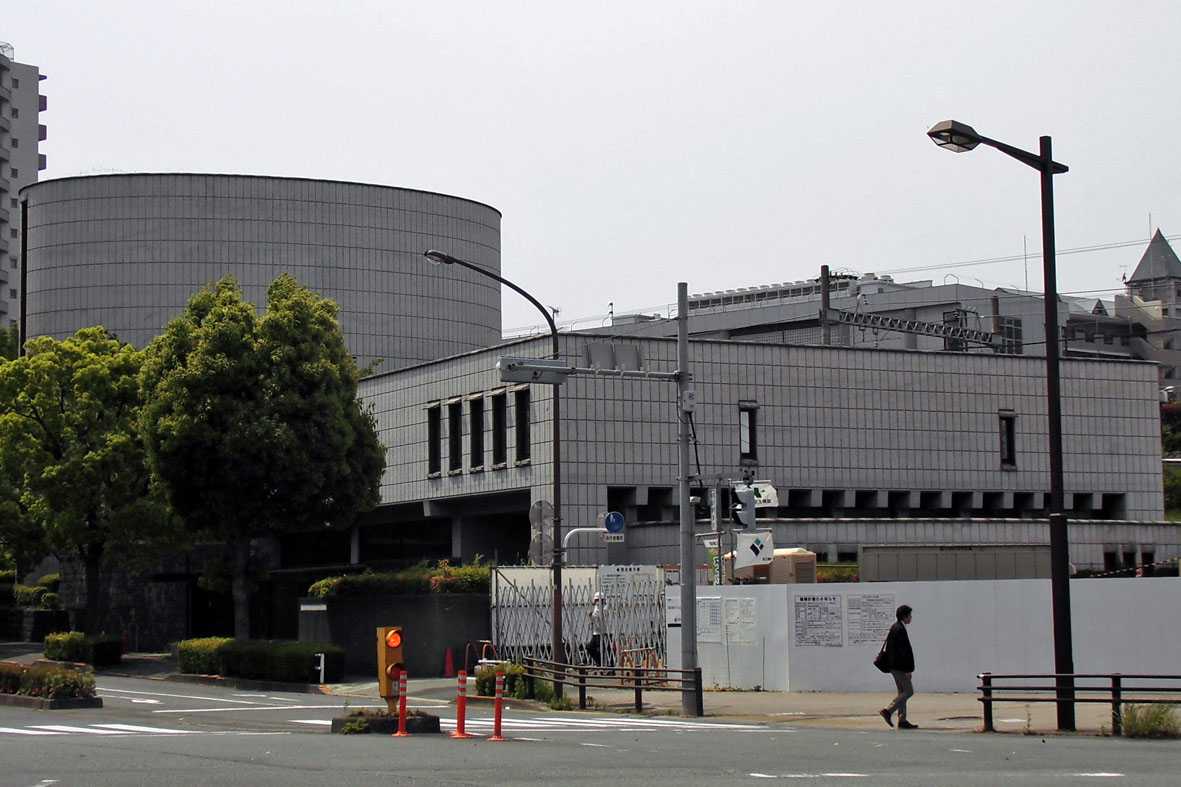
管路収集センター跡地

家庭系有料指定ごみ袋
2007年9月の市議会第3回定例会にて、有料指定袋によるごみ収集に関する条例が可決され、翌2008年4月1日より有料化がスタートした。
戸別収集
従来からの「地域に設けられた集積所に出す」方式ではなく、住宅（集合住宅においてはその建物）前に出されたゴミを収集車が回収していく方法をとっている。
管路収集
多摩センター駅の周辺地区にはゴミ収集用の地下パイプが設置されているが、清掃工場に直結しているわけではなく、途中から車両で運搬するものであった。1977年に国のモデル事業となり、1983年に日本住宅公団が整備、1986年に市に移管された。しかし、ゴミの量が少ない、維持費がかさむといった理由によって2004年に休止され、新たに設置された集積所にゴミを集めて回収する方式に移行した。新しい集積所はその多くがそれまでとは別の場所に造られたため、既存の管路収集設備は駐車場あるいは駐輪場へと整備しなおされた（地面のタイルが他より真新しいことから区別できる）。しかしながら、地下パイプ本体や換気口などは撤去されずに現存している。
エコプラザ多摩
ゴミと分別してから出される資源を、品物ごとに選別し保管する施設。廃プラスチック中間処理施設の建設計画について近隣住民（特に川崎市麻生区側住民）との合意形成の手順を踏んでいないとされ、現在紛争中である。
マルチパック回収実験
2010年8月11日より、日本初の試みとして、缶ビールを束ねる際に使われるマルチパック（クラスターパック）を拠点回収する実験をスタートさせた。この実験は、「お店に返そうキャンペーン」 の一環として、製造メーカー・古紙回収業者・スーパーマーケット事業者の協力により行われるもので、回収されたパックは板紙や段ボールへとリサイクルされる。
古紙回収実験
ごみの減量化やリサイクルの推進に関する取り組みを強化するため、2010年8月より個人持ち込みの古紙類（新聞、雑誌・雑紙、紙パック、段ボール）をトイレットペーパーや古本と交換する「古紙交換市」を行っている。集められた古紙はトイレットペーパーに再生され、今後の交換市で活用される。

### まちづくり事業

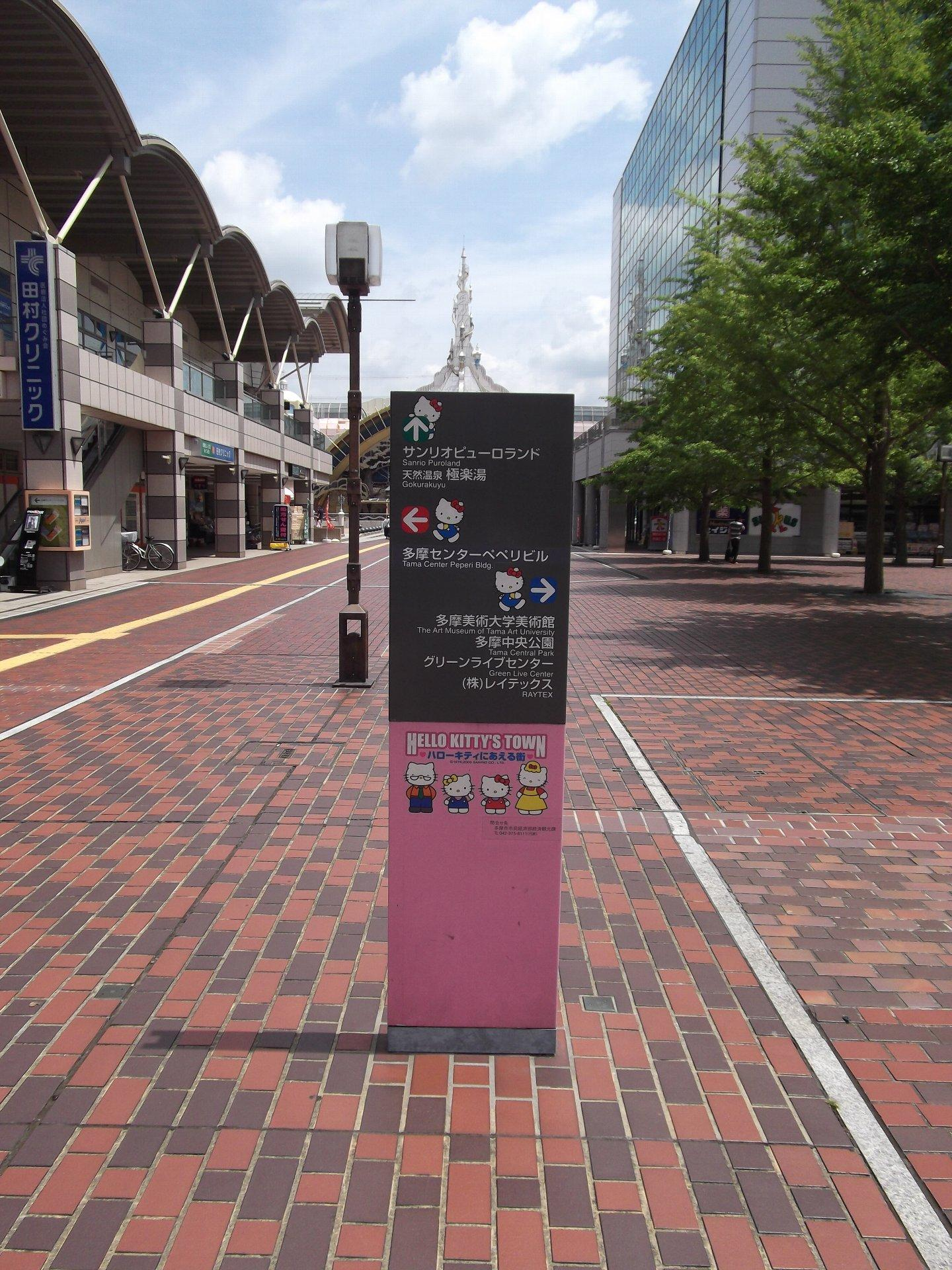
サンリオのキャラクターを活用した案内板

ハローキティのマンホール蓋。市のPR活動の一環により設置されている。

ハローキティにあえる街 多摩センター
2003年、多摩センター地区を「ハローキティにあえる街」と制定し、ハローキティを「多摩センター親善大使」に任命した。周辺立地企業と協力・協働し、ラッピングバスの運行、サンリオのキャラクターを起用した案内板の設置、ハローキティの絵柄入り住民票の発行 などを行っている。また、毎週土曜15時頃より、サンリオキャラクターがパルテノン大通り周辺を散歩するイベントを開催している。

### 主な発行物
※1回の発行部数が1万部以上のもの
| 名称                       | 発行日           | 発行部数 | 発行回数 | 担当課       |
| -------------------------- | ---------------- | -------- | -------- | ------------ |
| たま広報                   | 毎月5・20日      | 56,500部 | 年24回   | 広報広聴課   |
| 多摩市の便利な本           | 10月             | 10,000部 | 年1回    | 広報広聴課   |
| TAMA市議会だより           | 2・4・7・10月    | 53,600部 | 年4回    | 議会事務局   |
| 教育委員会だより           | 2・4・7・9・12月 | 10,800部 | 年5回    | 教育振興課   |
| ごみ・資源収集カレンダー   | 3月              | 75,000部 | 年1回    | ごみ対策課   |
| ごみ減量啓発情報紙「ACTA」 | 3・6・11月       | 75,000部 | 年3回    | ごみ対策課   |
| 多摩のこども               | 7・12月          | 50,400部 | 年2回    | 児童青少年課 |
| あすなろ                   | 2・5・9月        | 12,000部 | 年3回    | 児童青少年課 |

### 東京ヴェルディへの出資

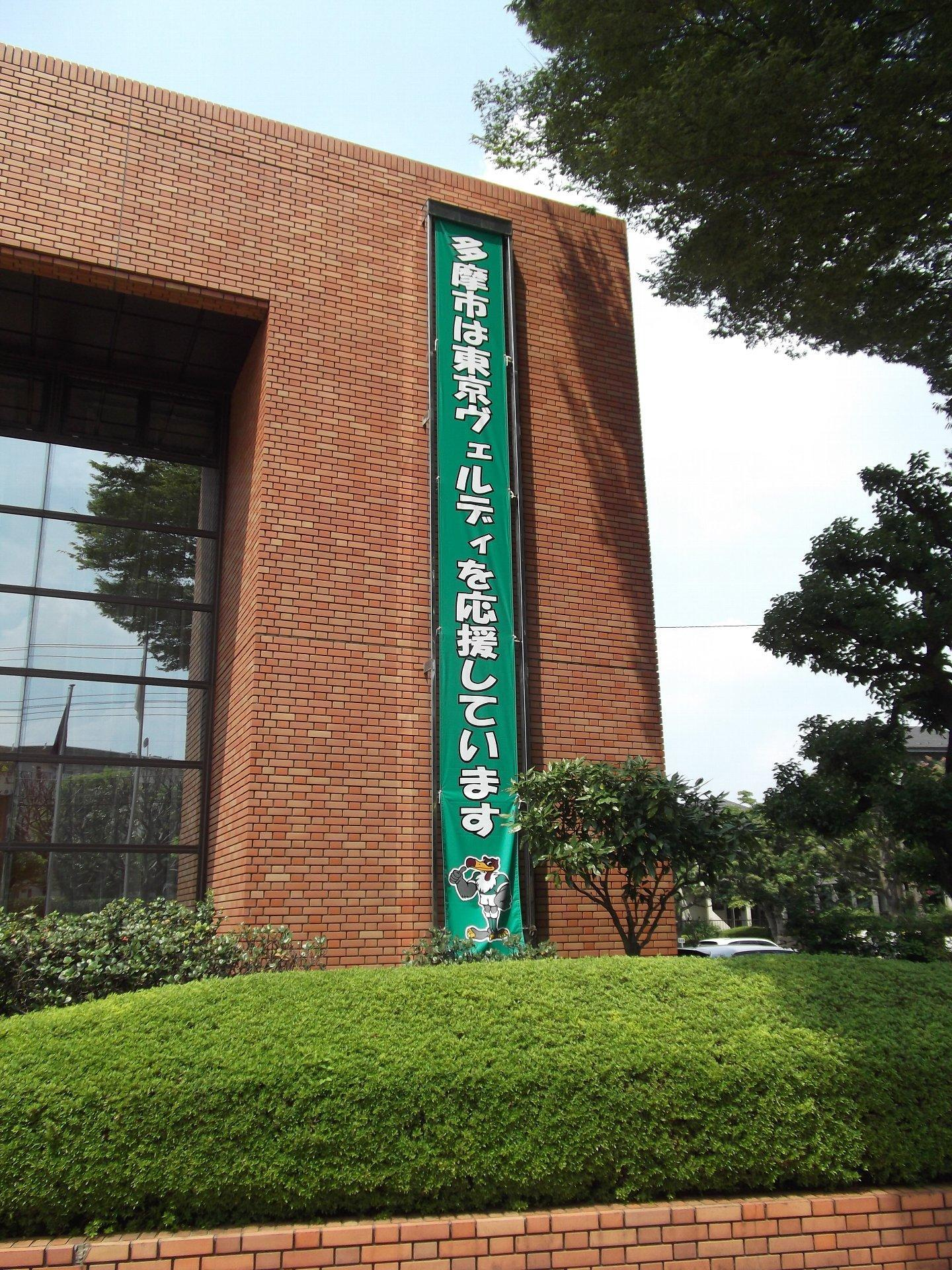
総合体育館に設置された垂れ幕

2004年より日本プロサッカーリーグ（Jリーグ）加盟の東京ヴェルディ1969に出資している。出資を開始して以来、同クラブと協働して様々な環境啓発活動に取り組んでおり、2008年には、多摩市・東京ヴェルディ・恵泉女学園大学の共同制作によるオリジナルマイバッグが「平成20年度 あなたに使って欲しいマイバッグ環境大臣賞 マイバッグ作品部門」にて第2位を、2010年には、「多摩市×ヴェルディ エコタンブラー事業」が「平成21年度容器包装3R推進環境大臣賞 地域の連携・協働部門」にて奨励賞を受賞した。また、市は、2011年2月14日付で同クラブと「市立陸上競技場の活用に関する協定」を、2012年4月20日付で「まちづくりの推進に関する基本協定」を締結した。
| これまでに実施された主な協働事業・取り組み        | これまでに実施された主な協働事業・取り組み |
| 事業名                                            | 内容 |
| ------------------------------------------------- | --- |
| 多摩市×東京ヴェルディ「お店に返そうキャンペーン」 | 紙パックやマルチパックと景品を交換する企画 |
| 専門家派遣事業                                    | 普及促進部コーチが市立の保育園・小中学校を訪問し、体育授業でサッカーを指導する活動。                                                               |
| 多摩市/八ヶ岳子供サッカー交流事業                 | コーチによるサッカー教室 |
| 子どもサッカー体験事業                            | 稲城市・富士見町との共催事業。コーチによるサッカー教室など。                                                                                       |
| 多摩市サンクスマッチ                              | 前身は「多摩市民DAY」。公式戦への無料招待、市民参加型イベントの実施など。                                                                          |
| ヴェルディギャラリー                              | 写真パネル展、選手によるトークショー・サイン会、親子サッカー教室、フットサル大会など。                                                             |
| 東北地方太平洋沖地震被災者支援チャリティーフェア  | 多摩市立陸上競技場を会場に、東京ヴェルディとヴァンフォーレ甲府による練習試合やチャリティーバザー、チャリティーオークション、募金活動などを行った。 |
| 東日本大震災復興支援チャリティーマッチ            | チャリティーツアーで来日したアーセナル・レディースと日テレ・ベレーザによるチャリティーマッチ。会場は多摩市立陸上競技場。                           |

## 議会

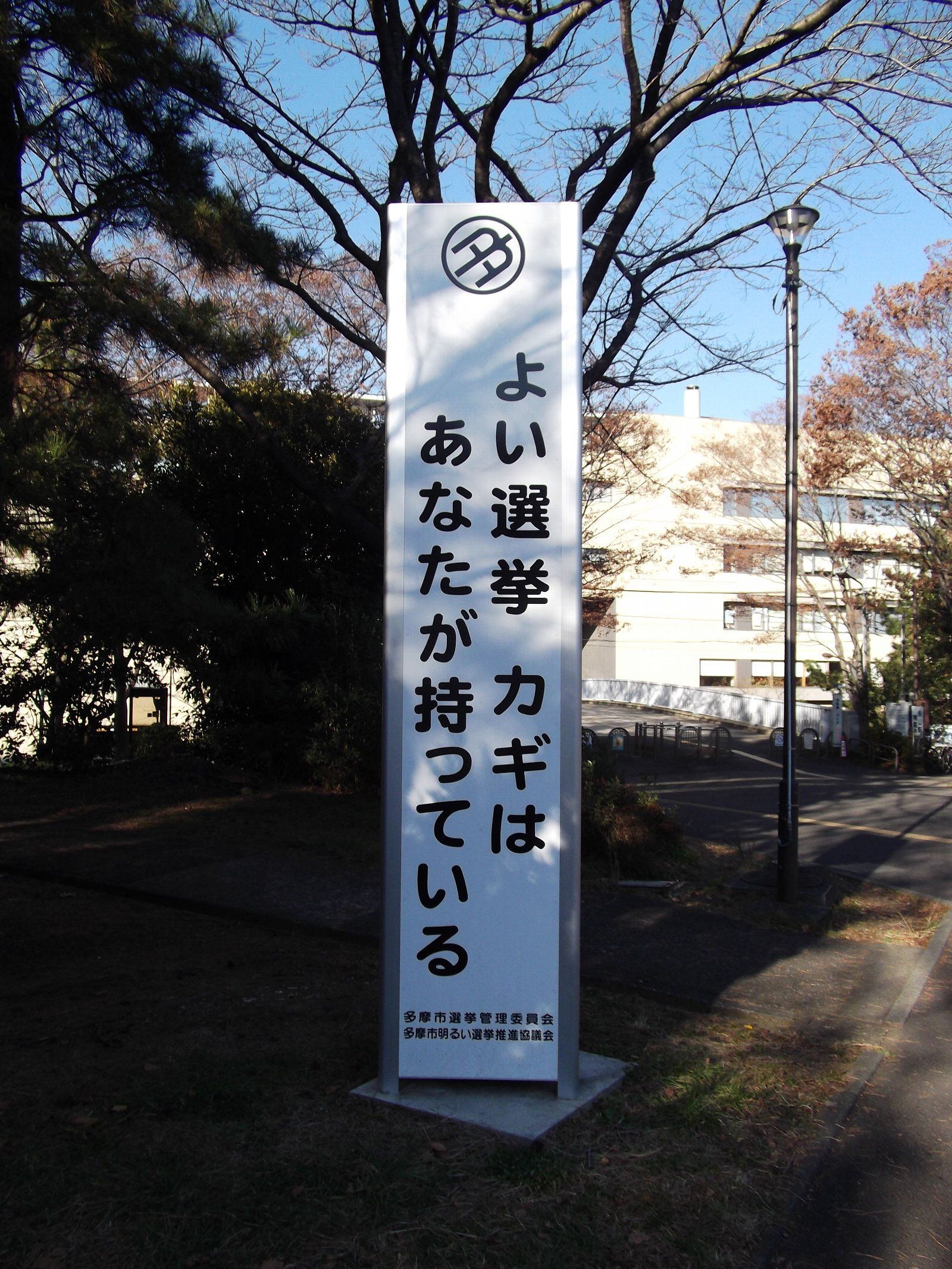
多摩市選挙管理委員会による啓発看板

### 東京都議会
2025年東京都議会議員選挙
- 選挙区：南多摩選挙区（多摩市、稲城市）
- 定数：2人
- 任期：2025年7月23日 - 2029年7月22日
- 投票日：2025年6月22日
- 当日有権者数：199,666人
- 投票率：49.42％

| 候補者名 | 当落 | 年齢 | 所属党派           | 新旧別 | 得票数   |
| -------- | ---- | ---- | ------------------ | ------ | -------- |
| 遠藤千尋 | 当   | 49   | 都民ファーストの会 | 現     | 30,959票 |
| 岩佐行浩 | 当   | 43   | 無所属             | 新     | 26,129票 |
| 小礒明   | 落   | 73   | 自由民主党         | 現     | 16,705票 |
| 藤原正範 | 落   | 66   | 無所属             | 新     | 13,398票 |
| 渡辺純平 | 落   | 40   | 再生の道           | 新     | 10,026票 |

2024年東京都議会議員補欠選挙
- 選挙区：南多摩選挙区（多摩市、稲城市）
- 定数：1人
- 投票日：2024年7月7日
- 当日有権者数：200,400人
- 投票率：61.22％

| 候補者名 | 当落 | 年齢 | 所属党派           | 新旧別 | 得票数   |
| -------- | ---- | ---- | ------------------ | ------ | -------- |
| 遠藤千尋 | 当   | 48   | 都民ファーストの会 | 新     | 48,018票 |
| 岩永久佳 | 落   | 47   | 立憲民主党         | 新     | 44,748票 |

2021年東京都議会議員選挙
- 選挙区：南多摩選挙区（多摩市、稲城市）
- 定数：2人
- 投票日：2021年7月4日
- 当日有権者数：198,888人
- 投票率：43.96％

| 候補者名   | 当落 | 年齢 | 所属党派           | 新旧別 | 得票数   | 備考                |
| ---------- | ---- | ---- | ------------------ | ------ | -------- | ------------------- |
| 石川良一   | 当   | 69   | 都民ファーストの会 | 現     | 29,233票 | 2024年6月16日に死去 |
| 小礒明     | 当   | 69   | 自由民主党         | 元     | 24,823票 |                     |
| 斉藤礼伊奈 | 落   | 42   | 立憲民主党         | 現     | 20,753票 |                     |
| 上杉直     | 落   | 41   | 日本共産党         | 新     | 11,333票 |                     |

2017年東京都議会議員選挙
- 選挙区：南多摩選挙区（多摩市、稲城市）
- 定数：2人
- 投票日：2017年7月2日
- 当日有権者数：195,071人
- 投票率：54.20％

| 候補者名   | 当落 | 年齢 | 所属党派           | 新旧別 | 得票数   |
| ---------- | ---- | ---- | ------------------ | ------ | -------- |
| 斉藤礼伊奈 | 当   | 38   | 都民ファーストの会 | 新     | 32,525票 |
| 石川良一   | 当   | 65   | 都民ファーストの会 | 現     | 29,269票 |
| 小礒明     | 落   | 65   | 自由民主党         | 現     | 23,162票 |
| 菅原重美   | 落   | 68   | 日本共産党         | 新     | 16,538票 |
| 土居範洋   | 落   | 35   | 無所属             | 新     | 2,946票  |

### 衆議院
- 選挙区：東京30区 （府中市、多摩市、稲城市）
- 任期：2024年10月27日 - 2028年10月26日
- 投票日：2024年10月27日
- 当日有権者数：419,060人
- 投票率：57.63％

| 当落 | 候補者名   | 年齢 | 所属党派         | 新旧別 | 得票数   | 重複 |
| ---- | ---------- | ---- | ---------------- | ------ | -------- | ---- |
| 当   | 五十嵐衣里 | 40   | 立憲民主党       | 新     | 98,146票 | ○    |
| 比当 | 長島昭久   | 62   | 自由民主党       | 前     | 91,798票 | ○    |
|      | 早川寛     | 44   | 日本共産党       | 新     | 19,061票 |      |
|      | 武田祐一郎 | 38   | 参政党           | 新     | 17,013票 |      |
|      | 三井健     | 61   | みんなでつくる党 | 新     | 7,815票  |      |

## 友好都市
- 富士見町（長野県）

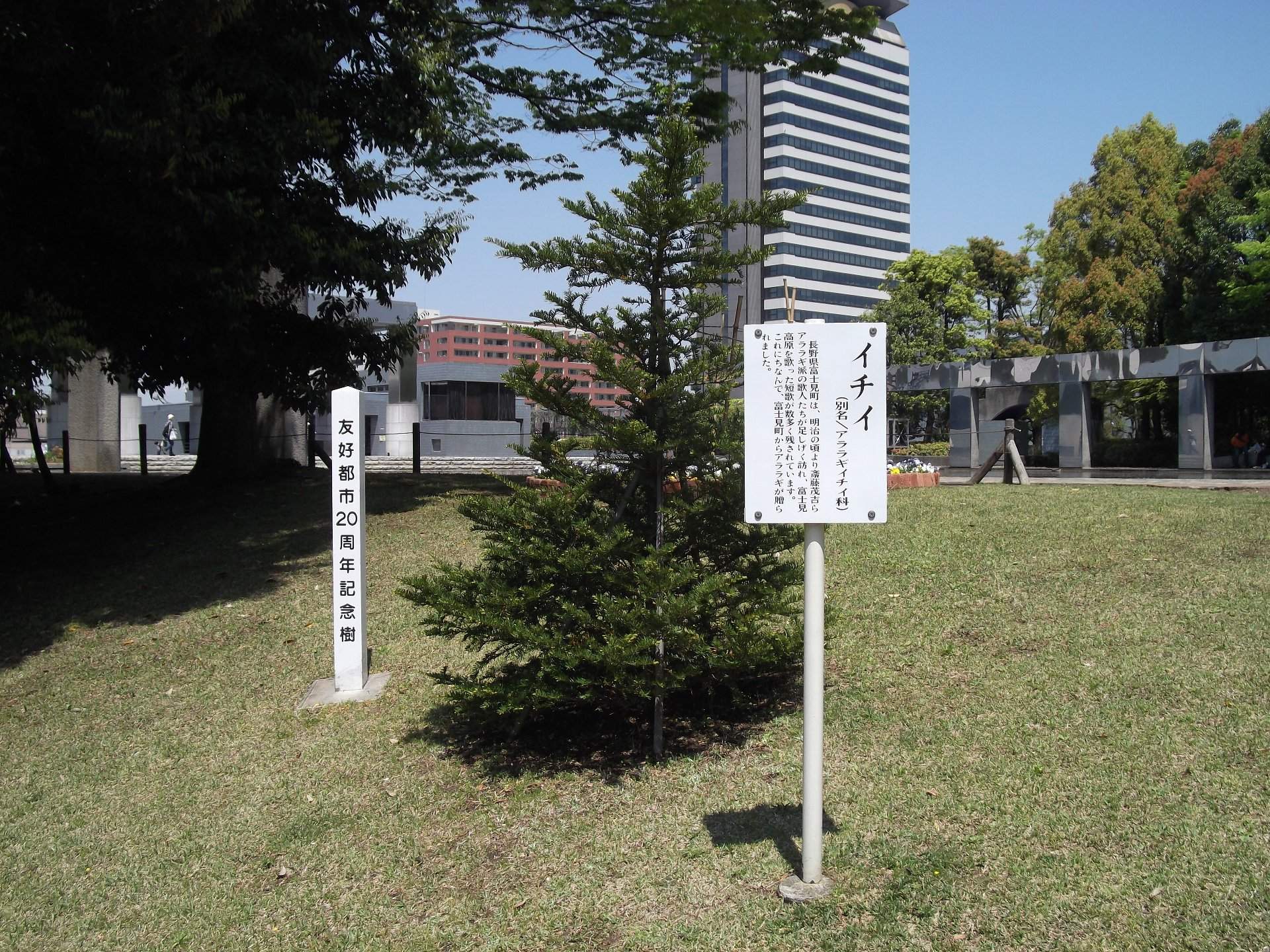
友好都市20周年記念樹

  - 1980年に同町に「多摩市立八ヶ岳少年自然の家」が建設されたことをきっかけに交流が始まり、1986年11月1日に友好都市の提携を結んだ[53]。毎年冬に開催される「多摩センターイルミネーション」では、同町から贈られたモミの木が飾られる。2010年にはグリナード永山の1階に多摩市と富士見町の特産品や観光名所を紹介する共同アンテナショップが開設された[54][55]。

## 公共機関

### 警察
- 警視庁多摩中央警察署
  - 永山四丁目交番（ハイテク交番）
  - 貝取交番（ハイテク交番）
  - 多摩センター駅前交番
  - 桜ヶ丘駅前交番
  - 落合六丁目交番
  - 愛宕交番
  - 和田駐在所
  - 桜ヶ丘駐在所
  - 連光寺駐在所
  - 聖ヶ丘駐在所
  - 北貝取駐在所
  - 唐木田駅前駐在所

警視庁多摩中央警察署

  - 落合地域安全センター（2007年4月1日より。旧落合交番）

### 消防

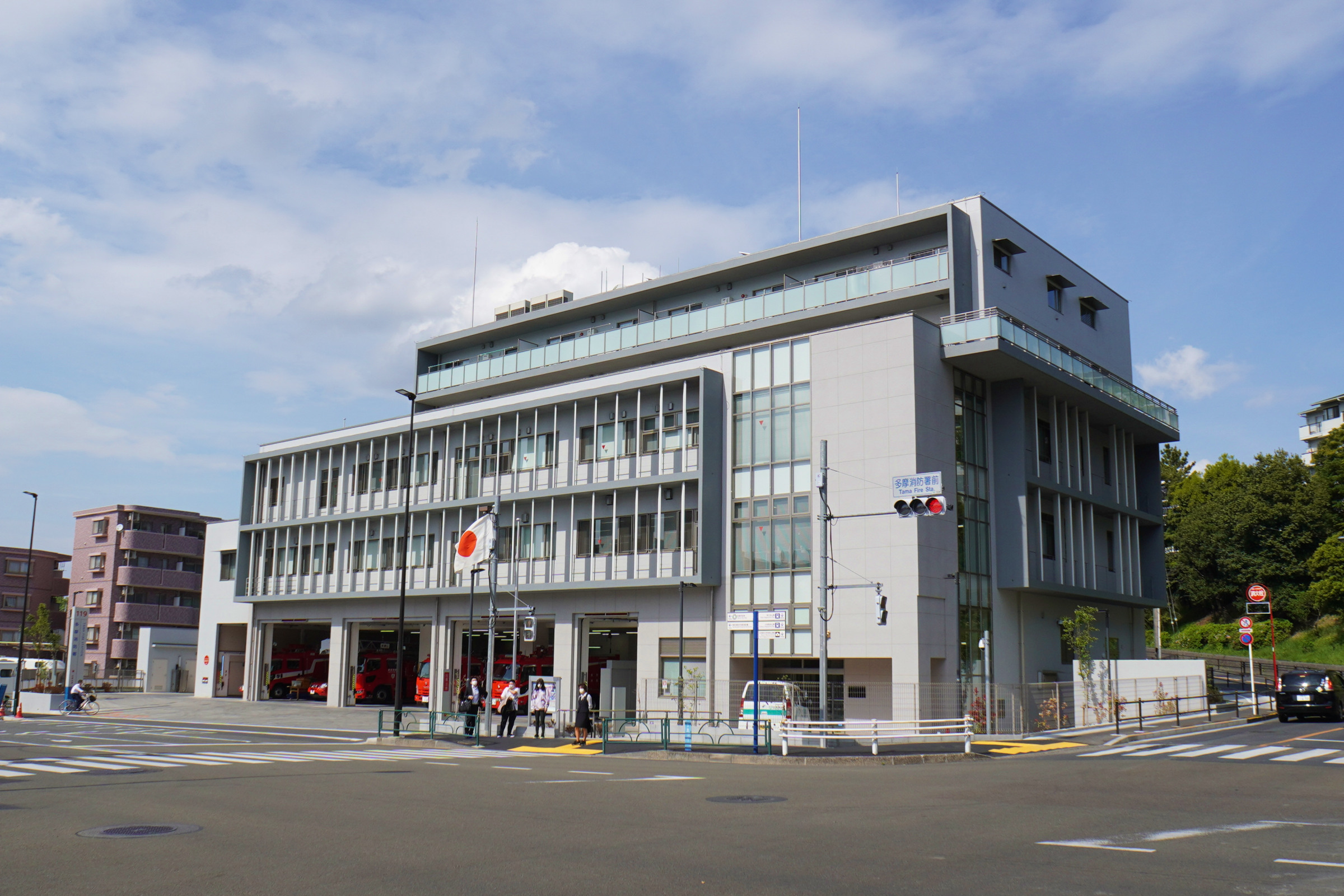
多摩消防署

- 東京消防庁多摩消防署
  - 多摩センター出張所
- 多摩市消防団（第1分団〜第10分団）

### 東京都の機関
- 東京都南多摩保健所
- 東京都中央卸売市場多摩ニュータウン市場

### 郵便

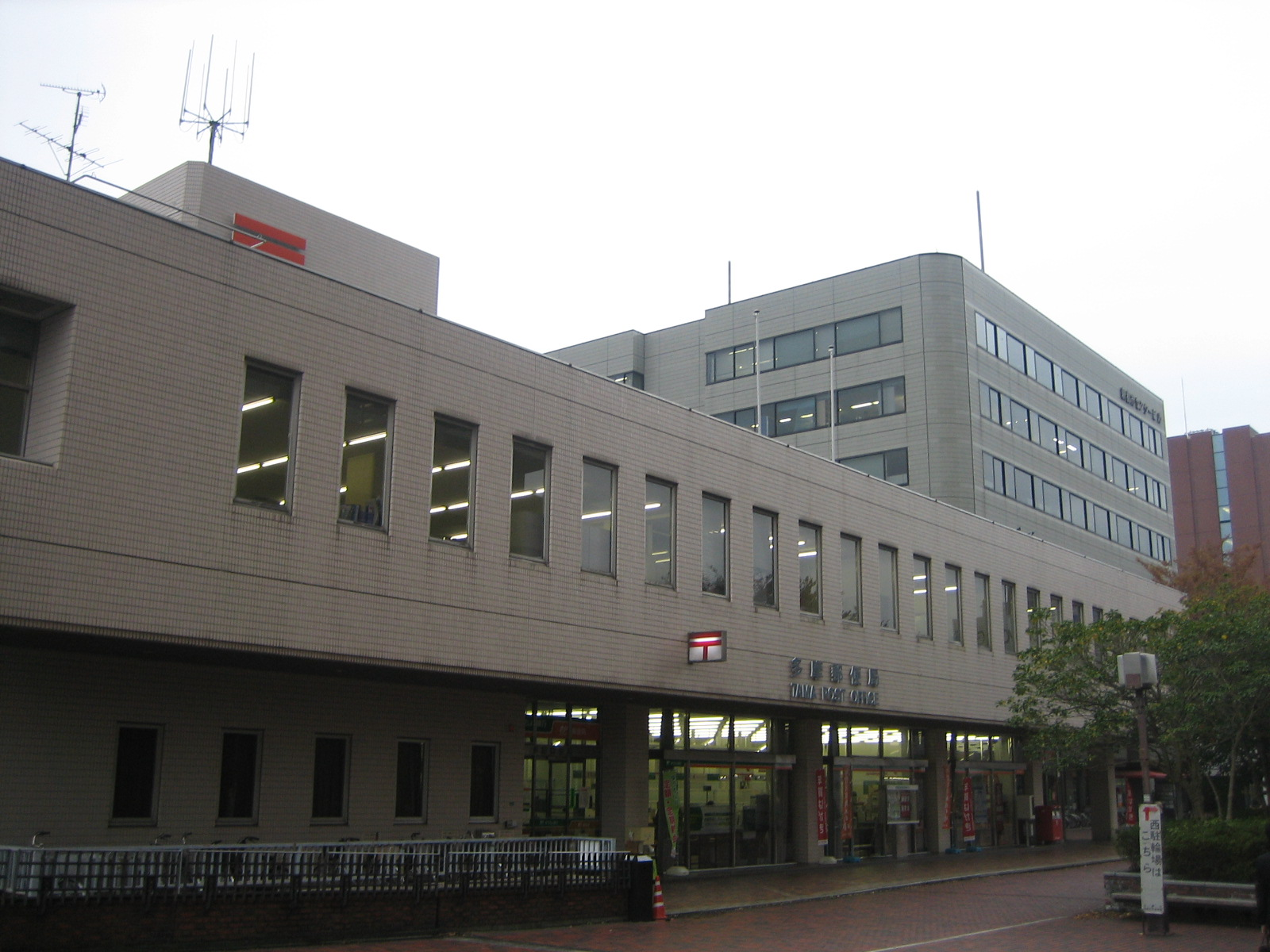
多摩郵便局

- 郵便局
  - 多摩郵便局[注釈 3]が市内全域の集配を行っている。郵便番号は全て「206」から始まる。
  - 似た名称の郵便局として東京多摩郵便局が府中市にあるが、これは多摩地域全体の郵便輸送拠点となる局である。
  - 多摩市内にある郵便局は以下の通り。尚、下表の他、団地内を中心に多摩局作業所が設置されている。

- 多摩郵便局（集配局）
- 唐木田駅前郵便局
- 聖蹟桜ヶ丘郵便局（多摩局旧局舎を利用して開局）
- 多摩貝取北郵便局
- 多摩桜ヶ丘郵便局
- 多摩聖ヶ丘郵便局
- 多摩センター郵便局
- せいせきC館内郵便局

- 多摩落合郵便局
- 多摩貝取郵便局
- 多摩関戸郵便局
- 多摩鶴牧郵便局
- 多摩永山郵便局
- 多摩和田郵便局
- 永山駅前郵便局

### 電話
- 市外局番：042
- 市内局番：3XX
- 市内局番：40X

（市内全域、1998年以前は0423）。

## 経済

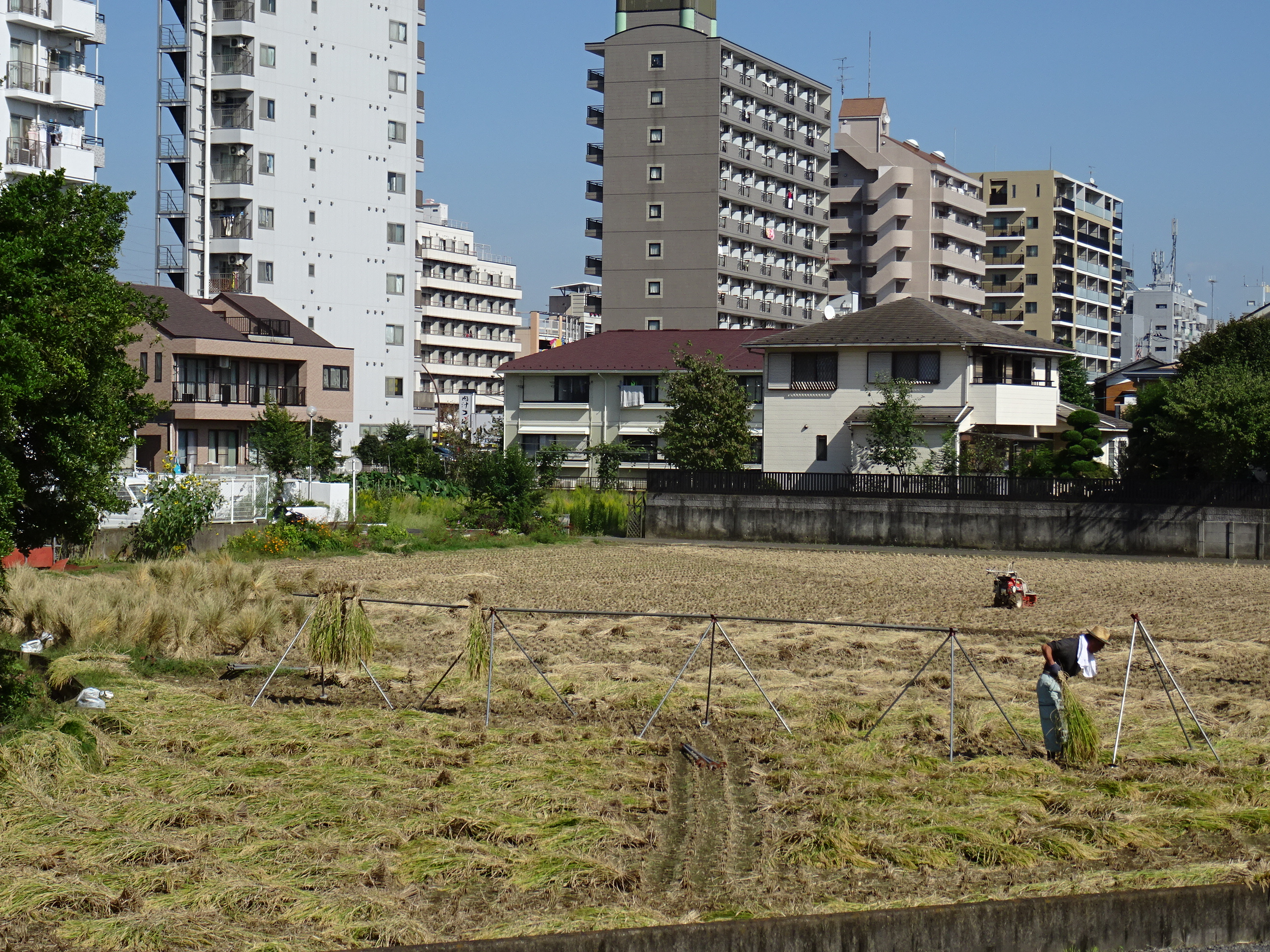
都市化に飲まれる農業（一ノ宮）

### 農業
ネギ、ホウレンソウを作っている農家が多い。毎週月曜日・木曜日に聖蹟桜ヶ丘駅前で開催される「いきいき市」では、多摩市内の農家が野菜を販売している。

### 商業
多摩市内では、「広域型業務・商業地」と位置づけられている聖蹟桜ヶ丘駅前や多摩センター駅前に商業の集積があるほか、永山駅前や幹線道路にも大型商業施設の立地がみられる。
商業の魅力や競争力をはかる小売吸引指数をみると、2007年時点で、多摩市の小売吸引指数は103.6となっている。この数字が100を超えていると買い物客が流入傾向にあり、100を下回ると流出傾向にあることになり、多摩市は周辺自治体から買い物客が流入傾向にある。周辺自治体の小売吸引指数と比較すると、南に接し、同じく小売吸引指数が100を超える町田市（102.2）と競合しながら、多摩市は北および東西方向から買物客を集客していることがわかる。

#### 商業施設等
聖蹟桜ヶ丘駅周辺
- 京王聖蹟桜ヶ丘ショッピングセンター

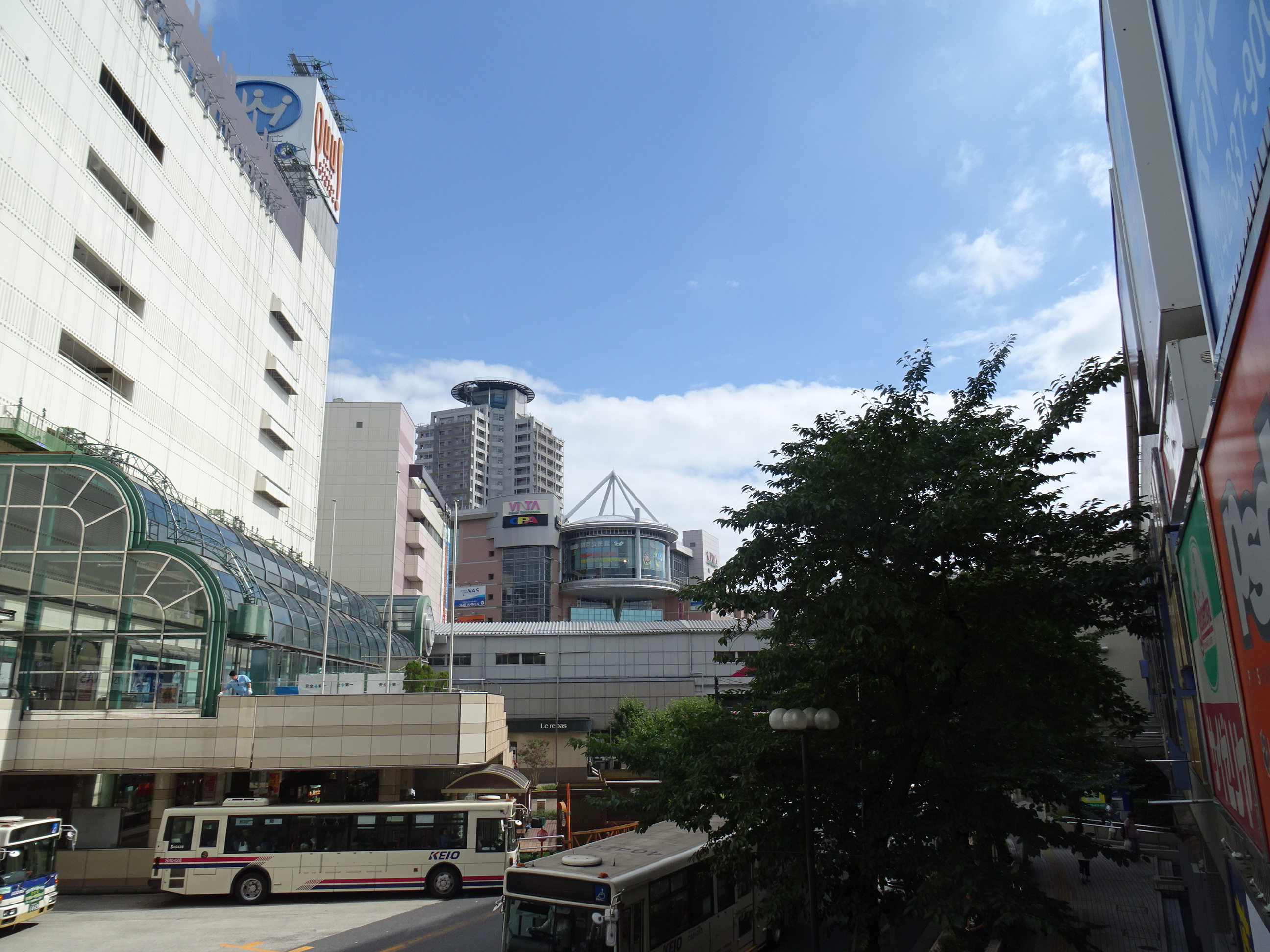
聖蹟桜ヶ丘駅前の様子

ココリア多摩センター

  - A館 - 京王アートマン、京王ストア、ビックカメラ、無印良品、その他
  - B館 - 京王百貨店、ユニクロ、その他
  - せいせき SAKURA GATE - ヴィクトリアゴルフ、その他
- The Square（ザ・スクエア） - 西松屋、食品館あおば、その他
- 聖蹟桜ヶ丘OPA / ジーユー、タカキュー、ハニーズ、ニトリデコホーム、ブックオフ、アニメイト、コモディイイダ、その他

京王多摩センター駅 / 小田急多摩センター駅 / 多摩センター駅周辺
- ココリア多摩センター - 丸善書店、ユニクロ、ABCマート、ユザワヤ、オリヒカ、ジーンズメイト、パシオス、その他
- 小田急マルシェ - 3コインズ、成城石井、その他
- 京王多摩センターSC - 啓文堂書店、京王アートマン、テスコ、その他
- 丘の上プラザ - イトーヨーカドーと専門店
- 丘の上パティオ - イオンシネマ多摩センター[注釈 4]、その他
- イコット多摩センター - ザ・ダイソー、その他
- クロスガーデン多摩 - フーディアム、その他

京王永山駅 / 小田急永山駅周辺
- グリナード永山 - 永山駅前のショッピングセンター。西友を核店舗として専門店街、飲食店街がある。
- ヒューマックスパビリオン永山 - 永山駅前の娯楽施設。
- PLUSYU - 永山駅前。営業中のショップとしては日本最古のApple、Macintosh専門店。

その他
- 東寺方ショッピングセンター
  - サミットストア - 東寺方店
  - サンドラッグ - 和田店
- コープみらい貝取店 - 鎌倉街道沿道
  - マツモトキヨシ多摩貝取店
  - セリア多摩貝取店
  - ファッションセンターしまむら貝取店
- BOOKOFF SUPER BAZAAR 多摩永山店 - 「リユース業態8業態を複合する全国最大の旗艦店」とされる[57]。鎌倉街道と尾根幹線の交差点付近に立地。永山駅前よりシャトルバスが発着する。
- DCM唐木田店 - 唐木田駅前、尾根幹線沿道

## 主な事業所

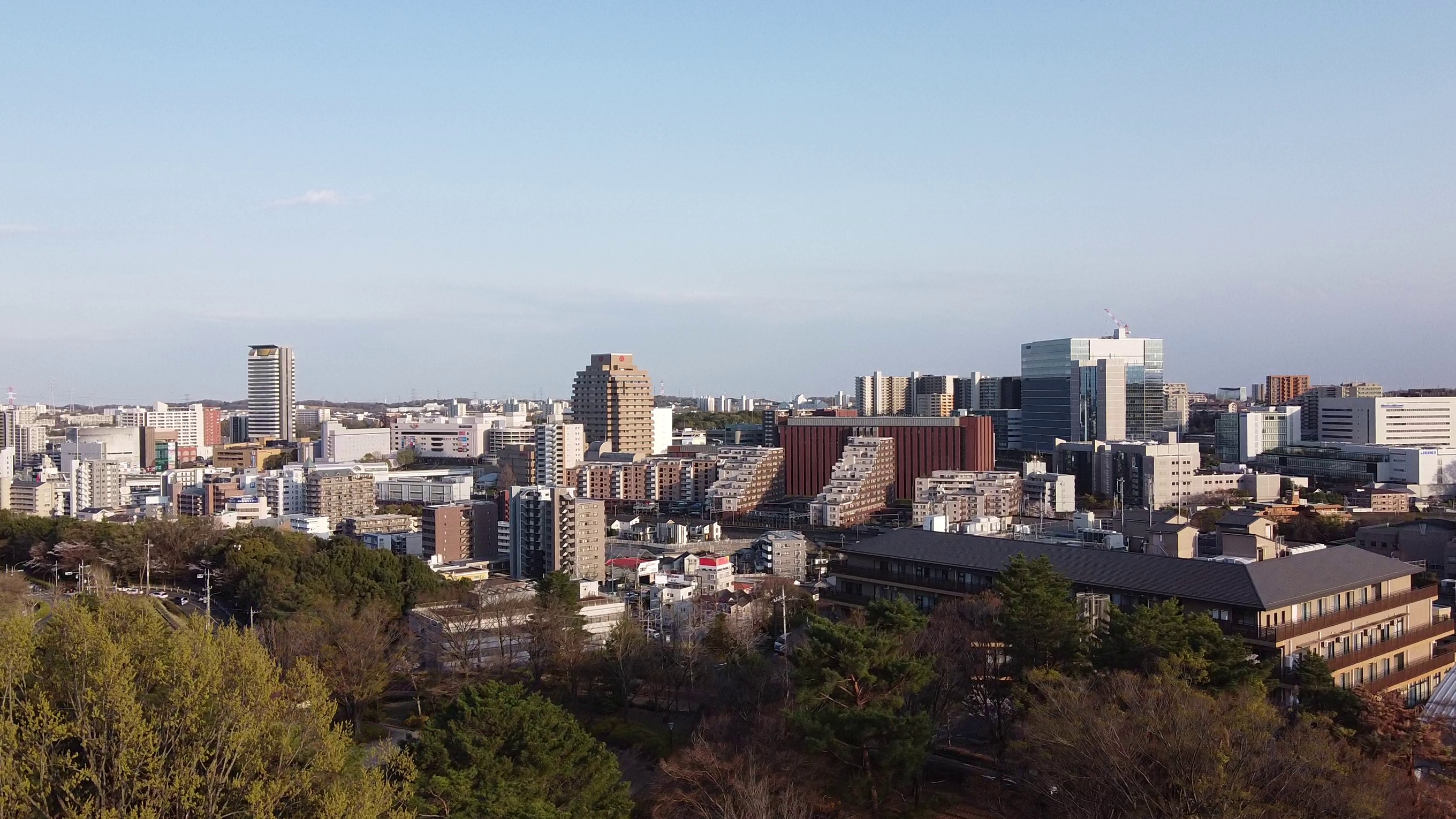
企業のビルが集積する多摩センター駅周辺

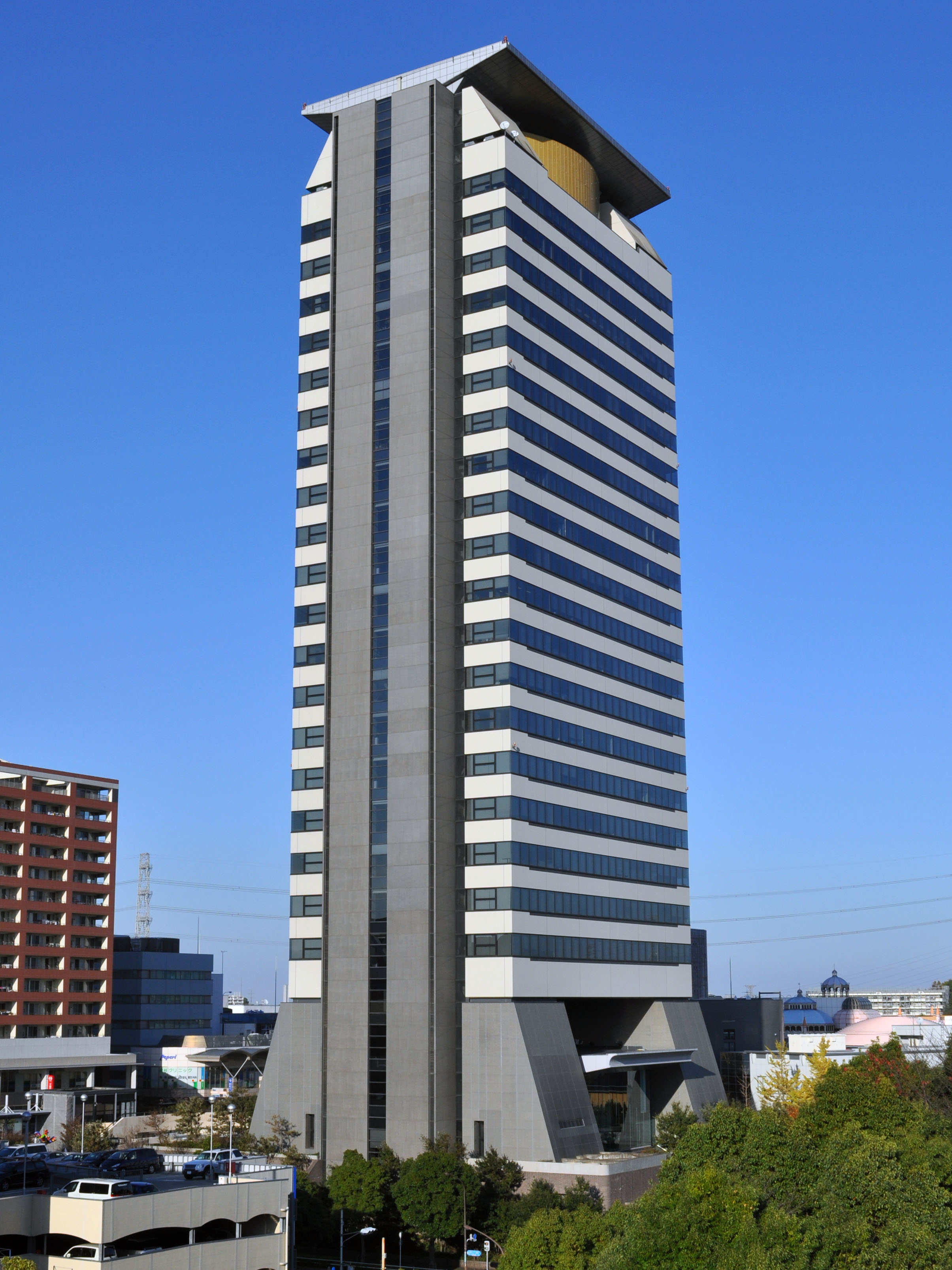
ベネッセ東京本部

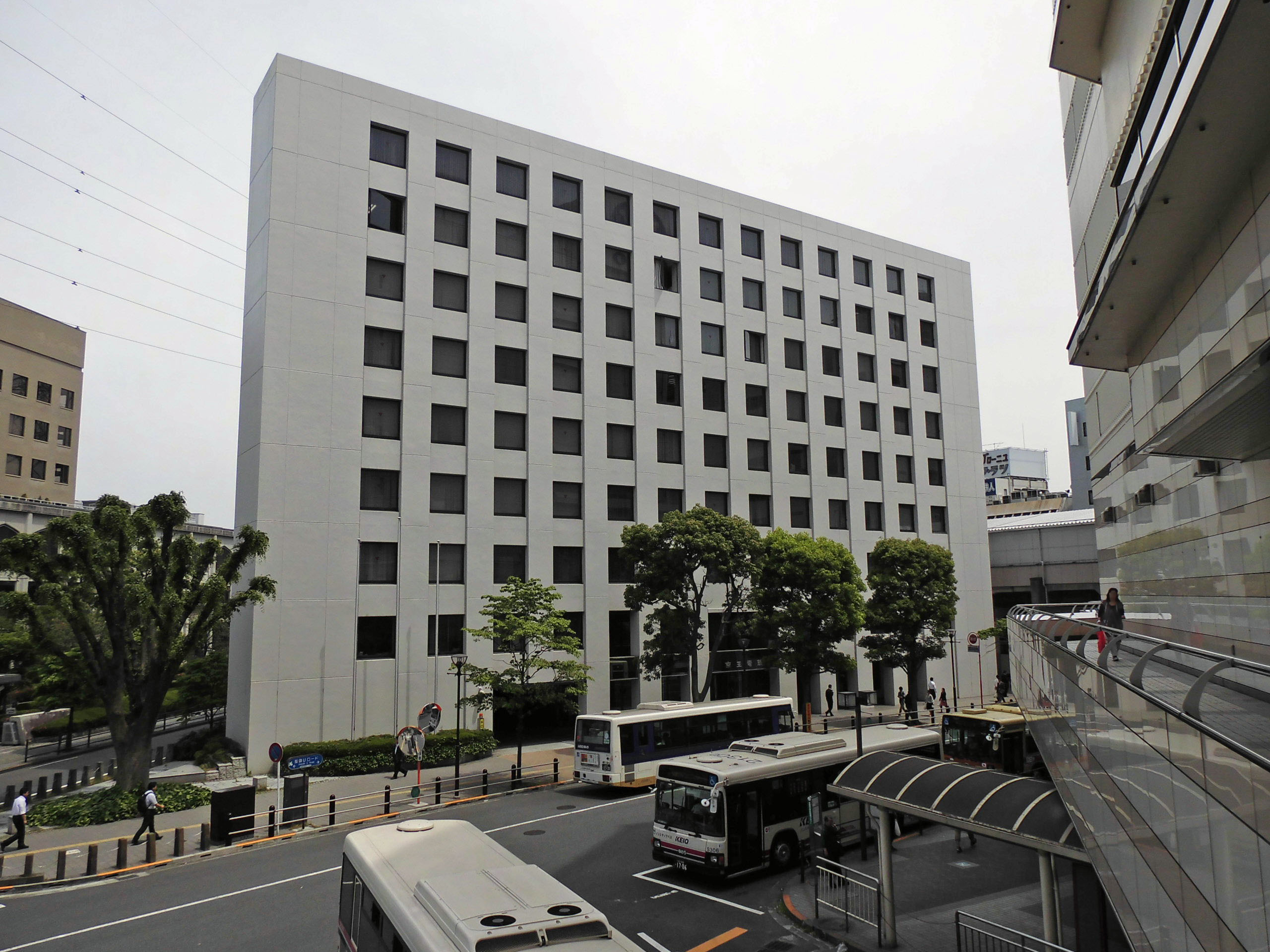
京王電鉄本社

聖蹟桜ヶ丘駅周辺（関戸など）には京王電鉄の本社があり、それに伴って京王グループの各本社も多い。また多摩センター駅周辺（落合、鶴牧など）には1990年代以降、ベネッセ東京本部など多くの企業が進出している。
- サンリオエンターテイメント本社 - 落合/多摩センター
- ベネッセコーポレーション東京本部 - 落合/多摩センター
- ティアック本社（東証1部 6803） - 落合/多摩センター
- 朝日生命保険多摩本社 - 鶴牧/多摩センター
- みずほ銀行多摩情報センター - 鶴牧/多摩センター
- 東京海上日動システムズ本社 - 鶴牧/多摩センター
- ミツミ電機本社 - 鶴牧/多摩センター
- JUKI本社 - 工業ミシン最大手。鶴牧/多摩センター
- 多摩テレビ本社 - CATV局 鶴牧/多摩センター
- SCSK多摩センターオフィス - 山王下/多摩センター
- 東京都民銀行多摩研修センター - 山王下/多摩センター
- 野村総研東京第一DC - 山王下/多摩センター
- 京西テクノス本社 - 愛宕/多摩センター
- セコム研修所 - 愛宕/多摩センター
- 京王電鉄本社（東証1部上場 証券コード9008） - 関戸
- 京王自動車本社 - 関戸
- 京王ストア本社 - 関戸
- 京王アートマン本社 - 関戸
- 京王書籍販売本社 - 落合/多摩センター
- あいおいニッセイ同和損保桜ヶ丘センター - 関戸
- ムラキ本社（JASDAQ 7477） - 関戸
- トヨタ西東京カローラ本社 - 関戸
- CSK情報教育センター - 諏訪
- ジェイティービー多摩本社 - 永山
- AIG損害保険多摩研修センター - 永山
- セブン&アイ・ホールディングス多摩研修所 - 永山
- ケル本社（JASDAQ 6919） - 永山
- 国際計測器本社（JASDAQ上場 証券コード7722） - 永山
- 日本自動車連盟中央研修所 - 永山
- KDDI多摩通信センター - 南野
- 大和証券グループ多摩研修センター - 唐木田
- 三菱UFJ銀行情報センター - 唐木田
- 日本アニメーション本社 - 和田

※「都市センター地区」及び「多摩センター北地区」と定められた範囲を「多摩センター」として補足する。

## 教育

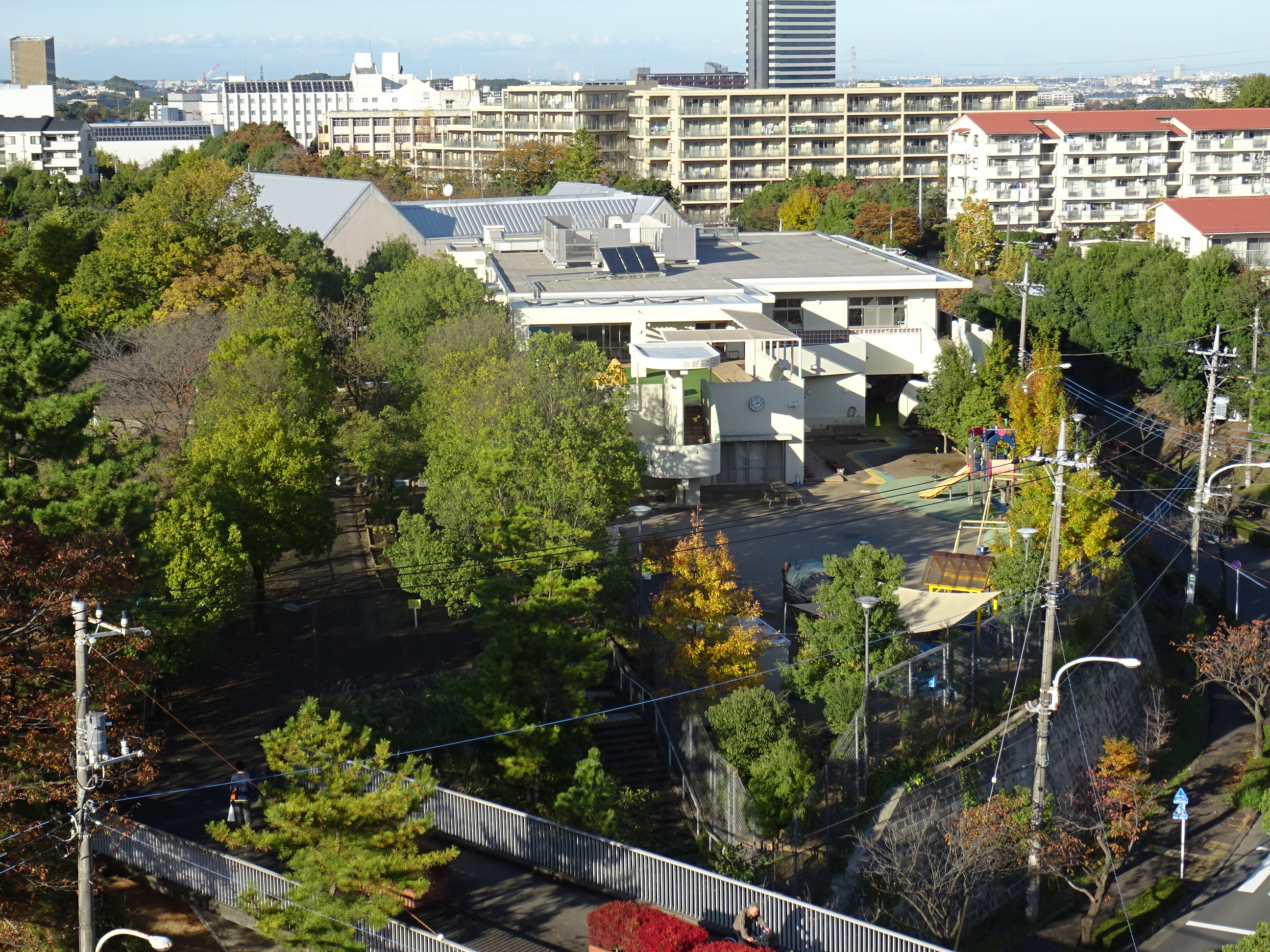
おだ認定こども園

### 認定こども園
- おだ認定こども園 - 2010年4月、おだ学園幼稚園とおだっ子園がおだ認定こども園となり、多摩地域26市で初の幼保連携型認定こども園として開園した。

### 保育園
- 市立
  - 多摩保育園
  - 貝取保育園
- 私立
  - 桜ケ丘第一保育園
  - ゆりのき保育園
  - こばと第一保育園
  - みさと保育所
  - バオバブ保育園
  - こぐま保育園
  - みどりの保育園
  - やまと保育園
  - ピオニイ第二保育園
  - かおり保育園
  - かしのき保育園
  - こころ保育園
  - バオバブ保育園ちいさな家
  - りすのき保育園
  - あおぞら保育園
  - 丘の上アンジュ保育園
  - のびのびっこ保育園

### 東京都認証保育所
- 私立
  - ウィズチャイルド さくらがおか幼保園
  - 永山駅前こどもの家
  - ウィズチャイルド さくらがおかみなみ園
  - 多摩センターこどもの家
  - キッズガーデンかわせみ

### 幼稚園
- 私立
  - 緑ヶ丘幼稚園
  - 諏訪幼稚園
  - 錦秋幼稚園
  - せいとく幼稚園
  - 多摩みゆき幼稚園
  - 富士ヶ丘幼稚園
  - 大谷幼稚園
  - すみれ幼稚園

### 学校
多摩ニュータウンではマスタープランに基づき、1住区につき小学校2校、中学校1校が設置されている。ただし、1970年代の初期入居エリアでは、第二次ベビーブームの影響をまともに受け、1住区に対し小学校4校、中学校2校の計画がなされ、これらは少子化の進行のなか過剰となって統廃合が進むことになった。
1994年に中諏訪小学校、1996年に東永山小学校と南永山小学校、1997年に西永山小学校が廃校となり、通学区域は北諏訪小学校、南諏訪小学校、永山小学校、瓜生小学校などに編入された。2011年には北豊ヶ丘小学校と北貝取小学校、南豊ヶ丘小学校と南貝取小学校がそれぞれ統合し、豊ヶ丘小学校と貝取小学校となった。更に、2013年以降に東愛宕小学校と西愛宕小学校を統合する計画があり、両校及び多摩第二小学校の通学区域の見直しについても併せて検討されている。
一方で、統合後の小学校において児童数の増加から児童数が800を超え学校運営に支障をきたしたり、老朽化により建て替えた小学校で予想以上に児童数が増加して校庭を利用したプレハブ校舎が検討されたりもしている。こういった学校では引き続き児童数・生徒数の増加が見込まれており、多摩市内の年少人口はほぼ横ばいで推移しているものの地区ごとに大きく偏りがあることが分かる。
多摩ニュータウン区域内では歩車分離が徹底され、歩行者専用道路を通じて通学することができる。

#### 小学校

多摩第一小学校

すべての市立小学校がユネスコスクールとして持続可能な開発のための教育（ESD）に取り組んでいる。
- 市立
  - 多摩第一小学校 - 1971年開校（旧向岡尋常小学校）
  - 多摩第二小学校 - 1971年開校（旧兆民尋常小学校）
  - 多摩第三小学校 - 1971年開校（旧処仁尋常小学校）
  - 連光寺小学校 - 1974年開校
  - 北諏訪小学校 - 1975年開校
  - 東寺方小学校 - 1976年開校
  - 南鶴牧小学校 - 1982年開校
  - 聖ヶ丘小学校 - 1984年開校
  - 西落合小学校 - 1984年開校
  - 大松台小学校 - 1989年開校
  - 諏訪小学校 - 1994年開校
  - 永山小学校 - 1996年開校
  - 瓜生小学校 - 1996年開校
  - 東落合小学校 - 1999年開校
  - 貝取小学校 - 2011年開校
  - 豊ヶ丘小学校 - 2011年開校
  - 愛和小学校 - 2014年開校
- 私立
  - 帝京大学小学校 - 2005年開校

#### 中学校

落合中学校

すべての市立中学校がユネスコスクールとして持続可能な開発のための教育（ESD）に取り組んでいる。
- 市立
  - 多摩中学校 - 1947年開校
  - 東愛宕中学校 - 1972年開校
  - 和田中学校 - 1977年開校
  - 諏訪中学校 - 1978年開校
  - 聖ヶ丘中学校 - 1984年開校
  - 鶴牧中学校 - 1989年開校
  - 多摩永山中学校 - 1997年開校
  - 落合中学校 - 2000年開校
  - 青陵中学校 - 2008年開校
- 私立
高校と併設のものは高校の項にまとめて記す。

#### 高等学校
- 都立
  - 永山高等学校
- 私立
  - 多摩大学附属聖ヶ丘中学校・高等学校
  - 大妻多摩中学校・高等学校

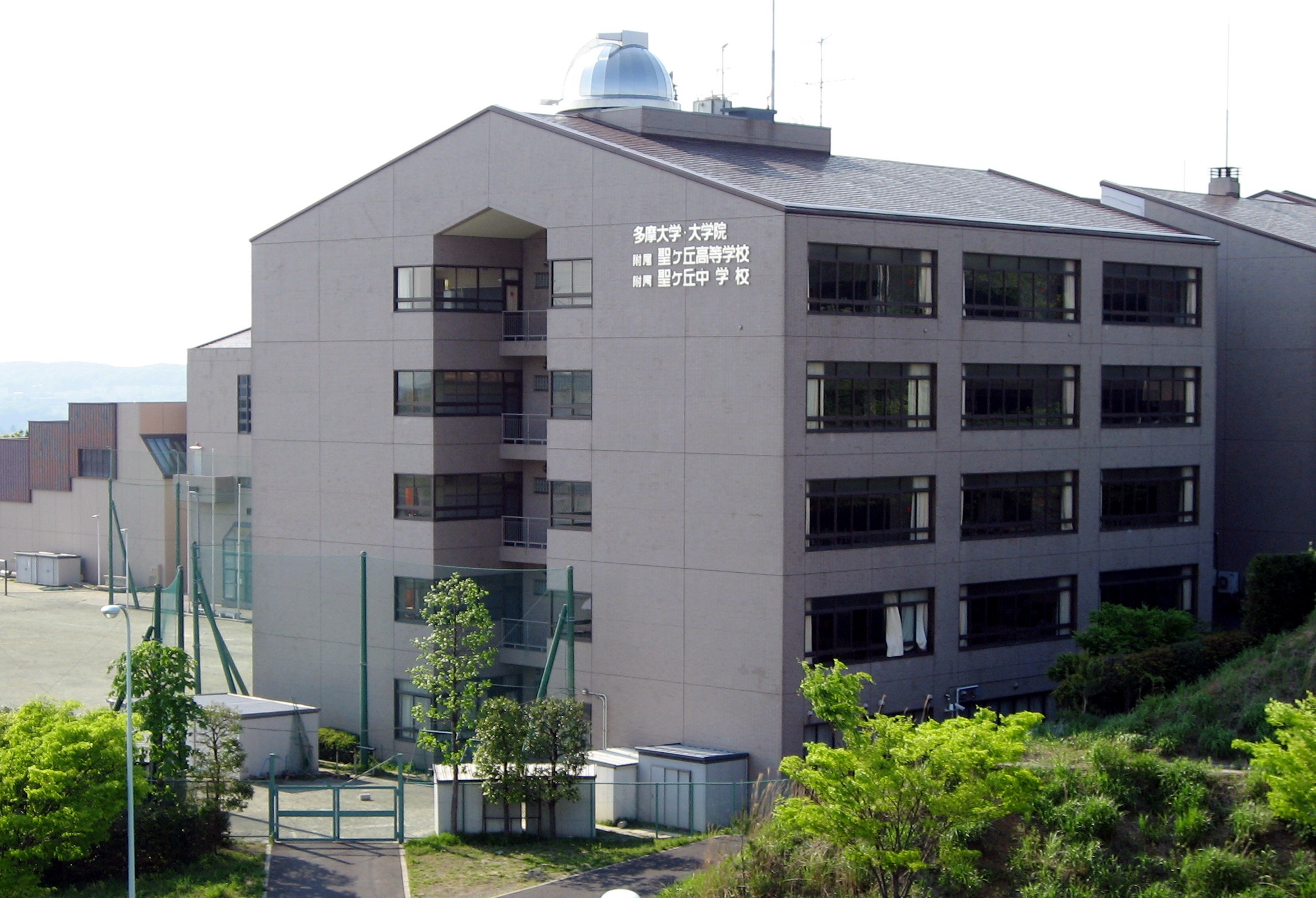
多摩大学附属聖ヶ丘高校

※ 都立高は他に南野高等学校があったが2004年3月に閉校（跡地は隣接する恵泉女学園大学の所有を経て、現在は国士舘大学が所有）。卒業生への証明書類発行などの事務は、同じく閉校した稲城高等学校の跡地に開校した「若葉総合高等学校」が引き継ぐ。

#### 大学
- 多摩大学 多摩キャンパス
- 大妻女子大学 多摩キャンパス
- 恵泉女学園大学 多摩キャンパス
- 国士舘大学 多摩キャンパス（体育学部）
- 国士舘大学 多摩南野キャンパス
- 東京医療学院大学
- 桜美林大学 多摩キャンパス

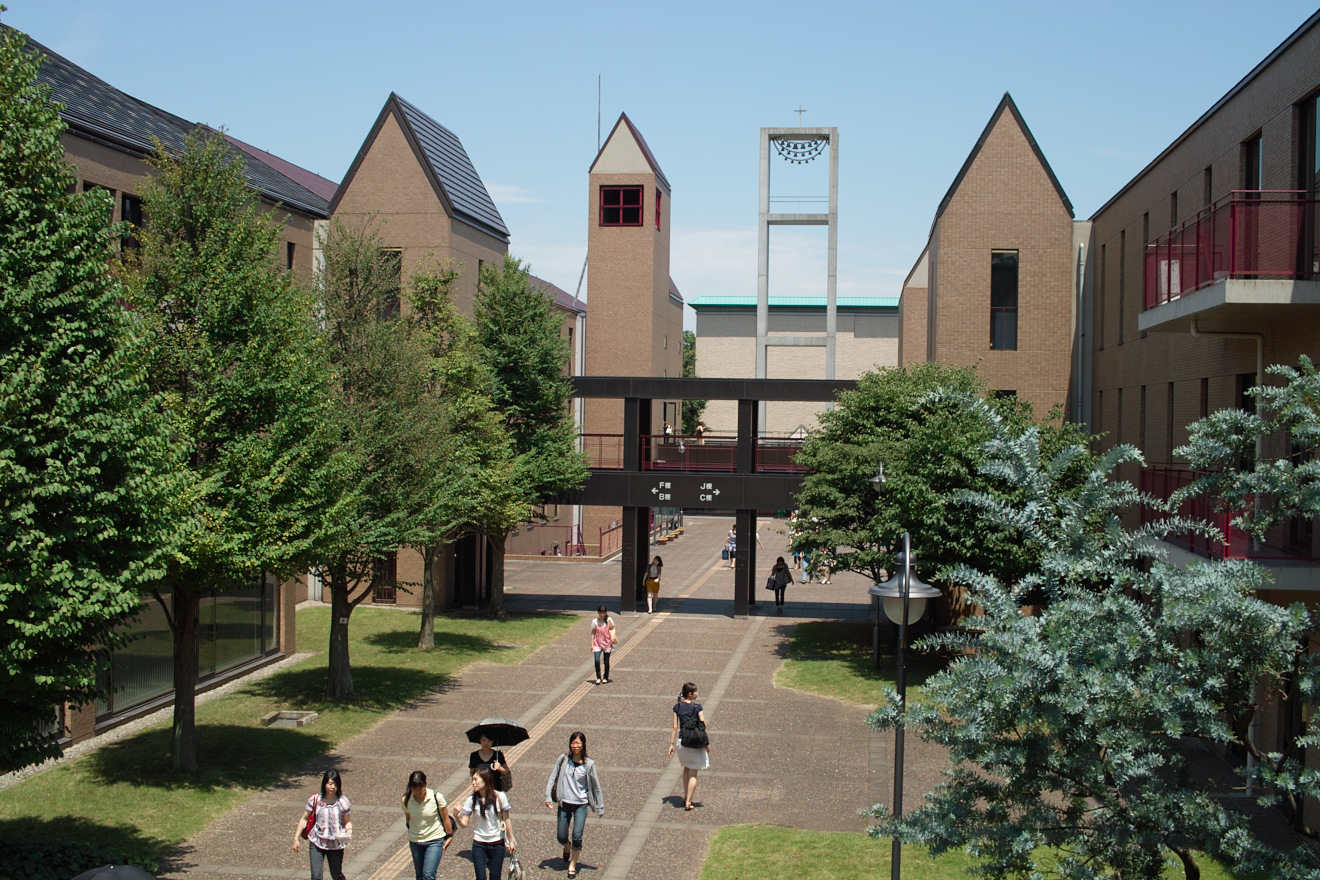
恵泉女学園大学

- 帝京大学 八王子キャンパス - 八王子市との境界に立地し、敷地の約半分が多摩市側にある。住所上は八王子市。

多摩市は2019年1月29日、2020年東京オリンピック・パラリンピックに向けた連携協定を6大学（上記のうち帝京大学以外）と結んだ。

#### その他学校
- 都立
  - 南多摩看護専門学校
  - 多摩桜の丘学園
- 私立
  - 東京多摩調理製菓専門学校
  - 芸術工芸高等専修学校
  - 啓光学園
  - 武蔵野音楽大学パルナソス多摩（特修科・武蔵野音楽大学附属多摩音楽教室）
- その他
  - 東急自動車学校 - 二子玉川地区の再開発により、2009年12月に世田谷区上野毛2丁目から移転した[65]。

### 市立幼・小・中学校の廃止・統廃合に伴う跡地利用

東京医療学院大学

| 園名・校名                           | 現在の施設 |
| 幼稚園                               | 幼稚園 |
| ------------------------------------ | --- |
| 多摩幼稚園 1965年5月 - 2006年3月     | 子育て総合センター 多摩幼稚園は和田へ移転となった。 |
| 小学校                               | |
| 南諏訪小学校 1972年4月 - 1994年3月   | 諏訪小学校 南諏訪小・中諏訪小を統合、発足。 |
| 中諏訪小学校 1977年4月 - 1994年3月   | 諏訪複合教育施設 諏訪団地の建て替えに伴い、既存住民の移転先として「多摩ニュータウン諏訪五丁目団地」が建設予定。 |
| 北永山小学校 1974年4月 - 1996年3月   | 永山小学校 北永山小・東永山小（北半分）・西永山小（永山3-31）を統合、発足。 |
| 西永山小学校 1979年4月 - 1996年3月   | 瓜生小学校 北永山小・東永山小（南半分）・西永山小・南永山小を統合、発足。 |
| 東永山小学校 1976年4月 - 1996年3月   | 日本医科大学が今後、病院の新設を予定している。 |
| 南永山小学校 1971年4月 - 1996年3月   | 南多摩尾根幹線の整備に関連して、業務施設・商業施設の誘致が検討されている。 |
| 北落合小学校 1976年4月 - 1999年3月   | 東落合小学校 北落合小・南落合小を統合、発足。 |
| 南落合小学校 1979年4月 - 1999年3月   | 東京医療学院大学 |
| 竜ヶ峰小学校 1970年4月 - 2009年3月   | 帝京大学小学校 |
| 北豊ヶ丘小学校 1980年4月 - 2011年3月 | 豊ヶ丘小学校 北豊ヶ丘小・北貝取小を統合、発足。 |
| 南豊ヶ丘小学校 1976年4月 - 2011年3月 | 東京多摩フットボールセンター |
| 南貝取小学校 1977年4月 - 2011年3月   | 貝取小学校 南豊ヶ丘小・南貝取小を統合、発足。 |
| 北貝取小学校 1983年4月 - 2011年3月   | 多摩市立市民活動・交流センター |
| 東愛宕小学校 1972年4月 - 2014年3月   | 愛和小学校 東愛宕小学校を閉校、通学区域を変更し発足。2016年、西愛宕小を統合。 |
| 西愛宕小学校 1976年4月 - 2016年3月   | 多摩ニュータウン愛宕四丁目団地（予定） 東寺方・和田・愛宕団地の建て替えに伴い、既存住民の移転先として建設予定。 |
| 中学校                               | |
| 永山中学校 1971年4月 - 1997年3月     | 多摩永山中学校 永山中・西永山中を統合、発足。 |
| 西永山中学校 1980年4月 - 1997年3月   | ケアプラザたま |
| 東落合中学校 1981年4月 - 1997年3月   | 落合中学校 東落合・西落合中を統合、発足。 |
| 西落合中学校 1982年4月 - 2000年3月   | 多摩市立図書館本館 図書館としての暫定利用期間が終了してからは、桜美林学園の小中一貫校が開校予定。 |
| 貝取中学校 1983年4月 - 2008年3月     | 青陵中学校 豊ヶ丘中・貝取中を統合、発足。 |
| 豊ヶ丘中学校 1976年4月 - 2008年3月   | 那須高原海城中学校・高等学校多摩キャンパス 東日本大震災で被災した那須高原海城中学校・高等学校に、跡地施設（校舎・校庭）を無償で貸し出している。期間は6月1日から2011年度末までを予定していたが、同校の校舎復旧の見通しが立たないため、2012年度から学校機能を移すこととなった。2011年入学者を最後に生徒募集を停止し、その入学者が卒業する2017年3月5日に学校自体を閉鎖。 |

## 生涯学習

### 文化施設・公民館・ホール

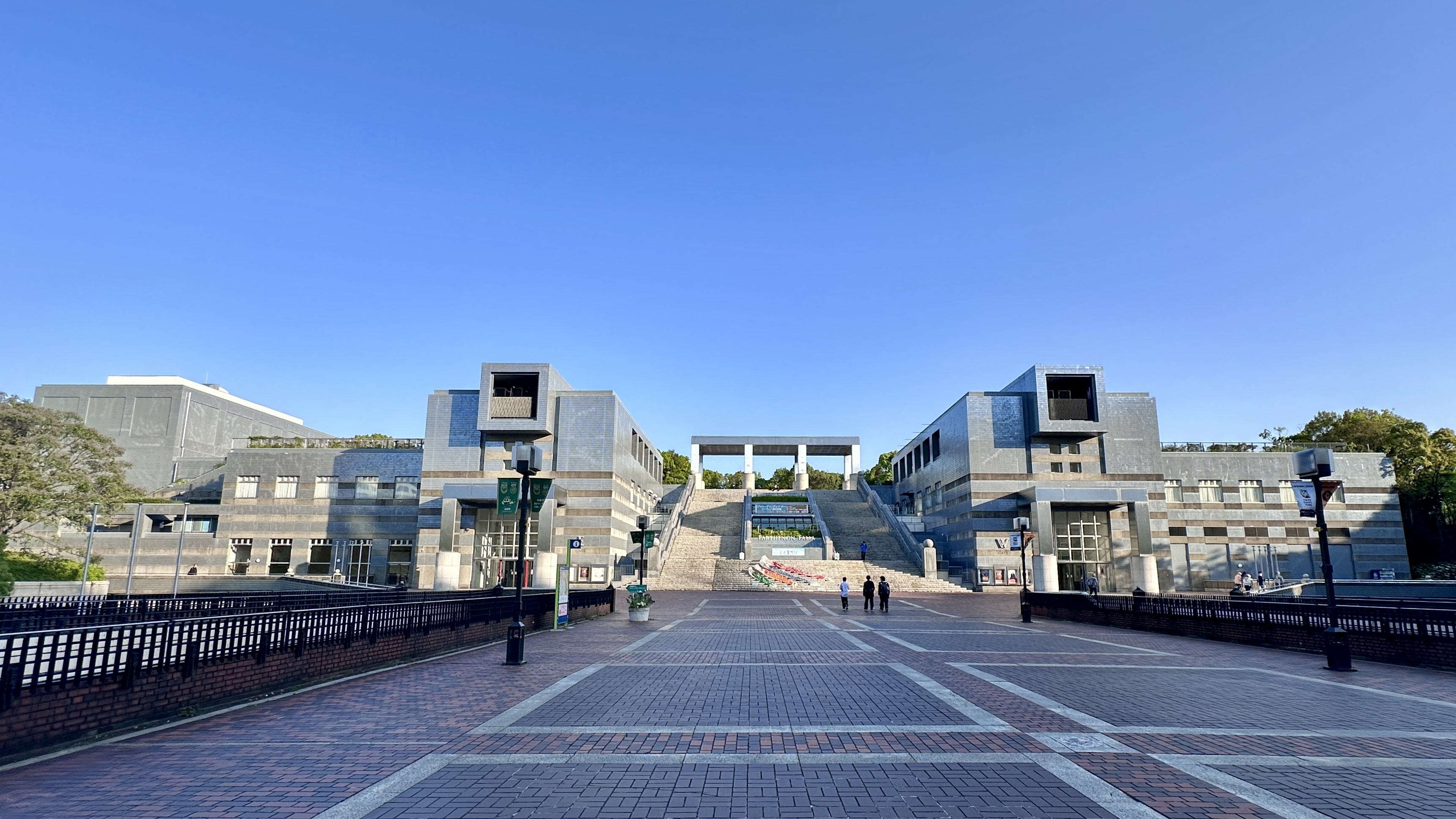
パルテノン多摩

ひじり館

- パルテノン多摩（多摩市立複合文化施設）（多摩市落合二丁目35番地）
  - 多摩市文化振興財団が指定管理者として運営。1989年オープン。大ホール、小ホールがある。
- 永山公民館（多摩市永山一丁目5番地）
  - 1997年4月開館。永山複合施設「ベルブ永山」3階-5階。多目的ホール「ベルブホール」（通称）、ギャラリー、音楽室などがある。
- 関戸公民館（多摩市関戸四丁目72番地）
  - 1999年9月開館。聖蹟桜ヶ丘駅前にある商業施設VI\TA COMMUNE（ヴィータ・コミューネ）の7階・8階。多目的ホール「ヴィータホール」（通称）、ギャラリーなどがある。
- 市立コミュニティセンター（多摩市域に8箇所）
  - 地区ごとに住民主導の運営協議会が運営する文化交流施設で「ゆう桜ケ丘」「乞田・貝取ふれあい館」「トムハウス」「貝取こぶし館」「ひじり館」「愛宕かえで館」「関・一つむぎ館」「からきだ菖蒲館」がある。
- 多摩市立子育て総合センター（多摩市豊ヶ丘一丁目21番地）
  - 2009年11月開館。「子育て支援の中核施設」として旧多摩市立幼稚園の跡施設を改修して開館した。愛称は「たまっこ」。行政のほか、特定非営利活動法人たすけあいの会ぽれぽれ、学校法人大妻学院により運営されている。
- LINK FOREST（多摩市鶴牧三丁目）
  - 2020年4月1日開業。KDDI株式会社の複合型研修宿泊施設。最大1,500名以上が入る「FOREST HALL」、「KDDI MUSEUM」と「KDDI ART GALLERY」、研修室、レストラン、宿泊施設（シングル171室、ツイン10室）がある。

閉鎖した施設
- やまばとホール（通称）（多摩市関戸六丁目12番地1）
  - 正式名は「多摩市立関戸公民館ホール」。多摩市役所本庁舎の東側にあったが、老朽化により閉鎖・解体された。

### 博物館・美術館
- パルテノン多摩 歴史ミュージアム - 多摩丘陵の開発の歴史、多摩ニュータウンに関しての展示。入場無料。
- 東京都埋蔵文化財センター - 多摩ニュータウンを中心に都内で発掘された遺跡などの埋蔵文化財の研究、公開を行っている。遺跡庭園「縄文の村」がある。
- KDDI MUSEUM - 国際通信の歴史やKDDIの歴史の展示、auブランドの歴代の携帯電話の展示、体験展示、企画展などが行われている。「KDDI ART GALLERY」 が併設されており、日本画、西洋絵画、ガラス工芸品などの展示が行われている。
- 長谷工マンションミュージアム - 集合住宅の歴史、変遷やマンションの技術、未来の暮らし、長谷工グループの歴史などが紹介されている。マンションの設計や工事を体感できる。
- 武蔵野音楽大学楽器博物館多摩展示室(博物館相当施設)

### 図書館

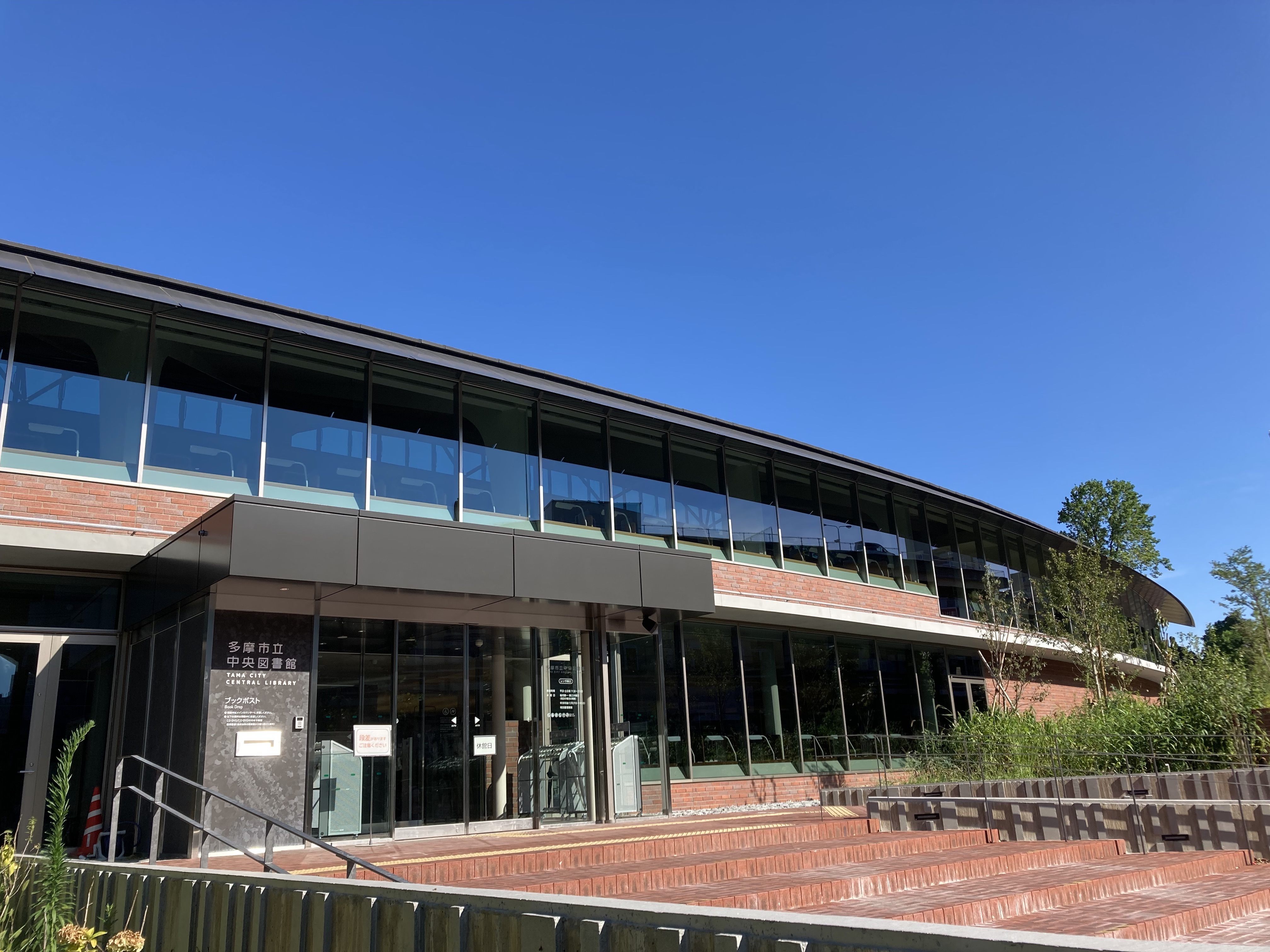
多摩市立中央図書館

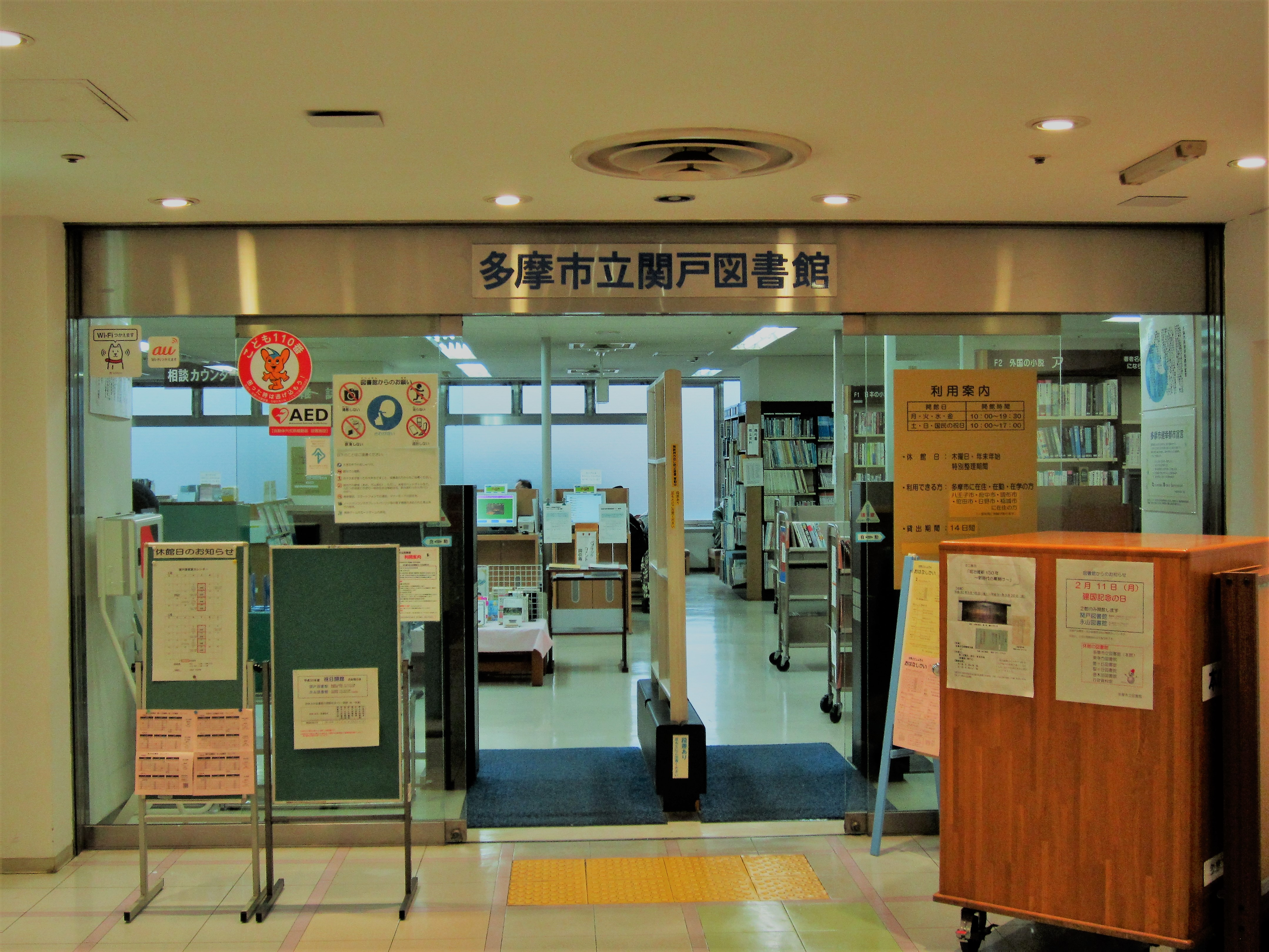
多摩市立関戸図書館

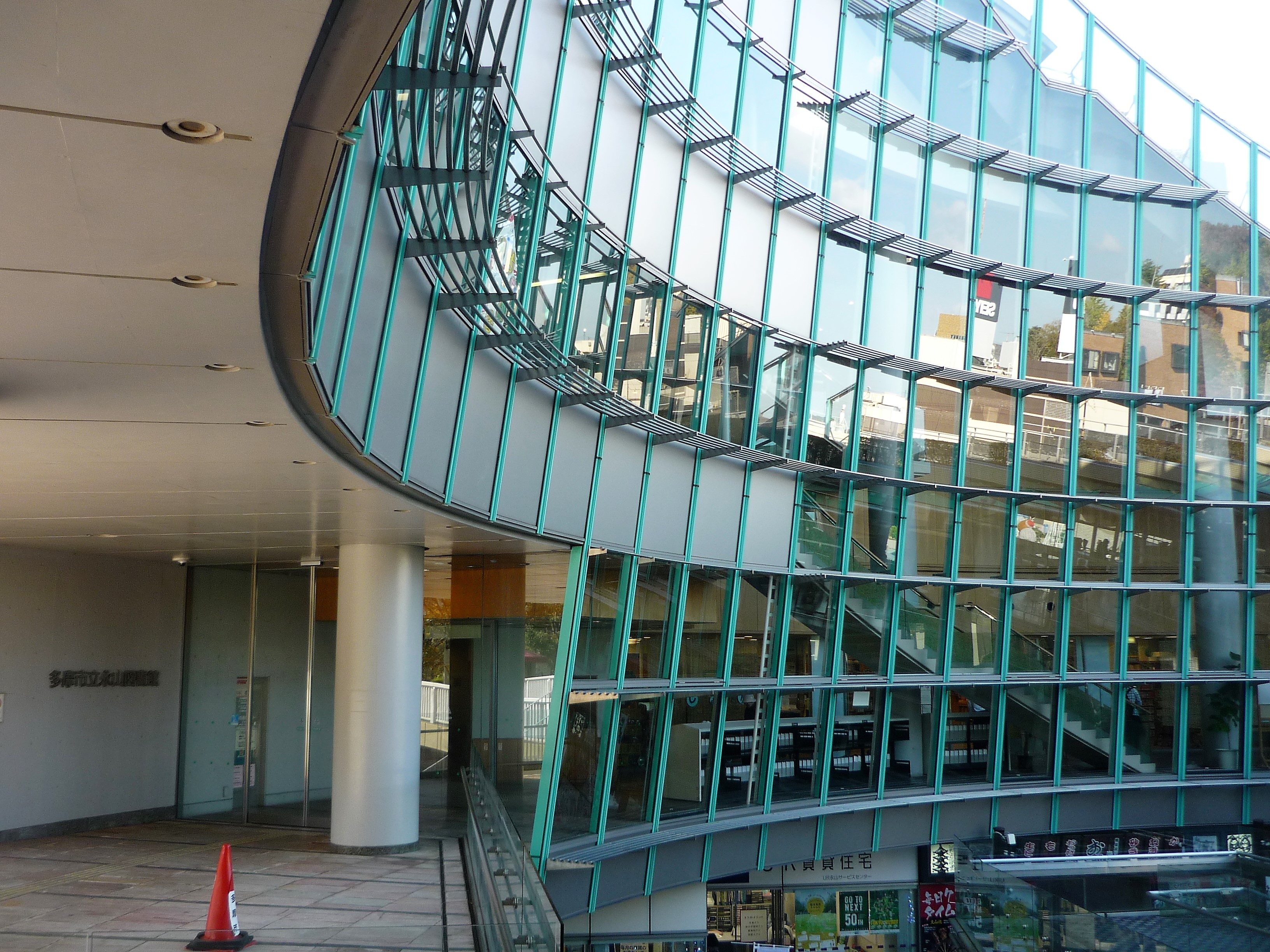
多摩市立永山図書館

多摩市内には、7館・1分室の市立図書館がある。
- 多摩市立中央図書館
  - 開館日：2023年7月1日[注釈 5]
  - 所在地：落合二丁目35番地（多摩中央公園内）
  - 開館時間：9:30〜20:00
  - 休館日：毎月第一、第三木曜日
  - 所蔵点数：432,765点（2023年度）[73]
- 多摩市立東寺方図書館
  - 開館日：1981年6月9日
  - 所在地：東寺方626番地7（総合体育館そば）
  - 開館時間：10:00〜17:00
  - 休館日：木曜日、祝日
  - 所蔵点数：37,926点（2023年度）[73]
- 多摩市立豊ヶ丘図書館
  - 開館日：1982年5月29日
  - 所在地：豊ヶ丘五丁目6番地（豊ヶ丘南公園そば）
  - 開館時間：10:00〜17:00
  - 休館日：木曜日、祝日
  - 所蔵点数：50,873点（2023年度）[73]
- 多摩市立関戸図書館
  - 開館日：1984年8月1日
  - 所在地：関戸一丁目1番地5（聖蹟桜ヶ丘駅前「ザ・スクエア」2階）
  - 開館時間：平日9:30〜19:30、土日祝日9:30〜17:00
  - 休館日：木曜日
  - 所蔵点数：94,846点（2023年度）[73]
- 多摩市立聖ヶ丘図書館
  - 開館日：1995年10月1日
  - 所在地：聖ヶ丘二丁目21番地1（聖ヶ丘コミュニティセンター「ひじり館」内）
  - 開館時間：10:00〜17:00
  - 休館日：木曜日、祝日
  - 所蔵点数：41,891点（2023年度）[73]
- 多摩市立永山図書館
  - 開館日：1997年4月1日
  - 所在地：永山一丁目5番地（永山複合施設「ベルブ永山」西側3階）
  - 開館時間：平日9:30〜19:30、土日祝日9:30〜17:00
  - 休館日：木曜日
  - 所蔵点数：95,473点（2023年度）[73]
- 多摩市立唐木田図書館
  - 開館日：2011年4月1日
  - 所在地：鶴牧六丁目14番地（唐木田コミュニティセンター「からきだ菖蒲館」1階）
  - 開館時間：10:00〜17:00
  - 休館日：月曜日、祝日
  - 所蔵点数：50,821点（2023年度）[73]
- 行政資料室
  - 開館日：2008年3月31日
  - 所在地：関戸六丁目13番地
  - 開館時間：平日8:30〜17:00
  - 休館日：土日祝日
  - 所蔵点数：11,426点（2023年度）[73]

上記いずれの施設も年末年始・特別整理期間（原則年1回）は休館となる。

#### 概要
多摩市立図書館は図書・雑誌の貸出冊数を45点までとしている。貸出期間は14日間となっているが、他の利用者の予約がなければ2週間の延長が2回まで可能。所蔵点数は2024年3月31日の時点で816,021点。多摩ニュータウン関連の資料の収集に力を入れており、それらの資料はおよそ19,000点ある。
多摩市民のほか近隣市の市民（日野市、稲城市、八王子市、町田市、調布市、府中市）または多摩市内に在勤・在学する者であれば利用者登録をして資料を借りることができる。ただし、資格によっては、資料の予約ができないなどの利用制限がある。
さらに、多摩市民は日野市、稲城市、八王子市、町田市、調布市、府中市の図書館を利用することもできる。その場合、利用者登録手続きはそれぞれの市の図書館で行う。
開館時間・休館日は各館により異なる。図書返却用のブックポストが各図書館のほかに多摩センター駅前バスターミナルにある。

#### 業務委託
市内7番目の図書館として2011年に開館した唐木田図書館は、「直営を基本としつつ、可能な範囲で業務委託を取り入れる」という方針のもと、窓口業務を図書館流通センターに委託して運営している。

#### たま市民文庫
2006年に、市ゆかりの著作物や市民が自費出版した著作物を集めた「たま市民文庫」のコーナーが旧本館内に開設された。2024年3月末現在の蔵書数は743点。著者によるリレートークなどの企画も実施されている。

#### 閉館した図書館・自動車図書館
- 関戸子ども分館
  - 開館日：1977年8月
  - 閉館日：1984年7月
- 諏訪図書館
  - 開館日：1979年10月1日
  - 閉館日：1997年3月31日
- 自動車図書館「やまばと号」
  - 運行開始日：1974年3月22日
  - 運行終了日：2004年3月

※上記の出典は多摩市立図書館編集『多摩市の図書館 平成22年度』 54-58頁

### 体育施設

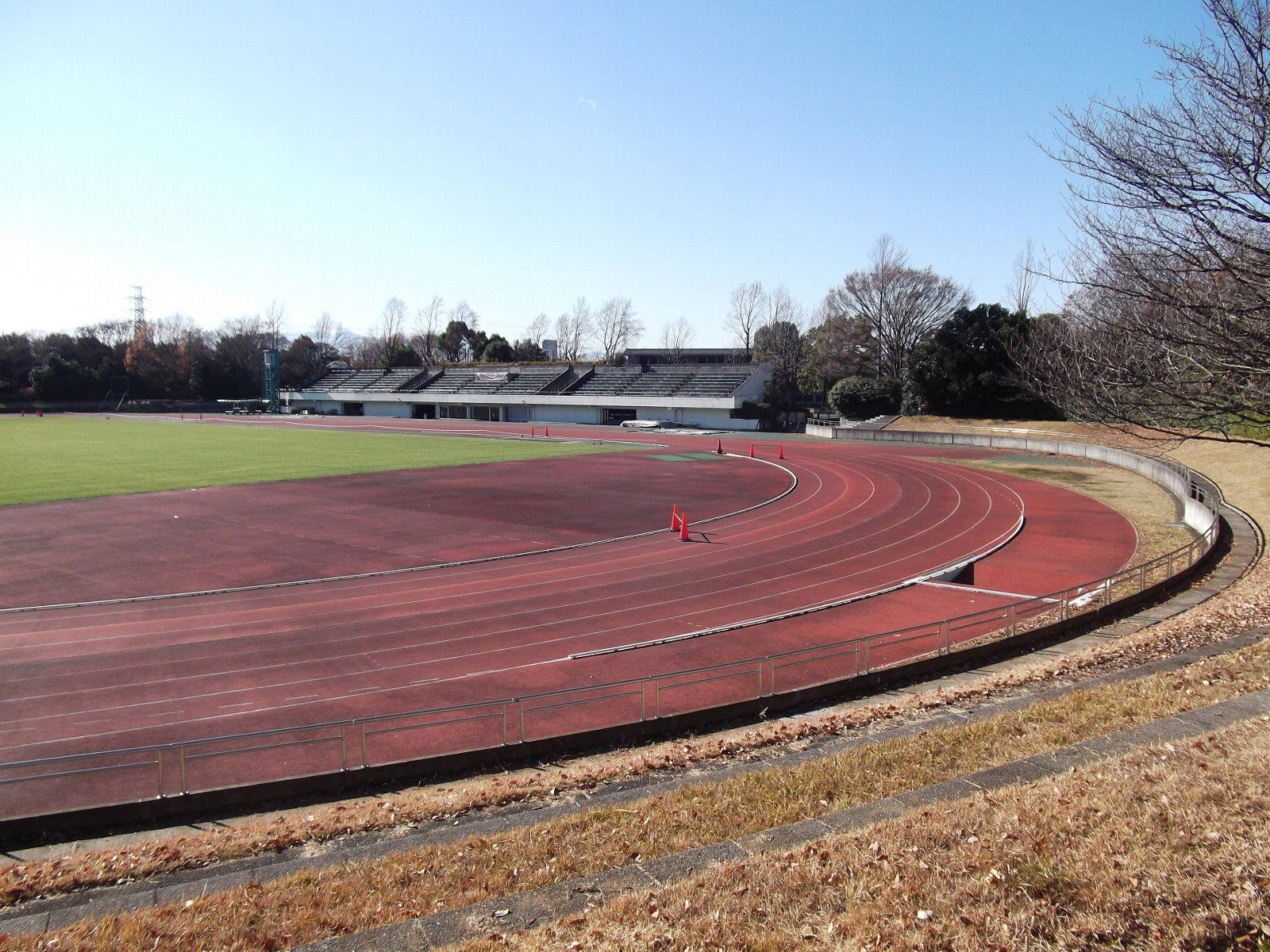
多摩市立陸上競技場

多摩市立総合体育館

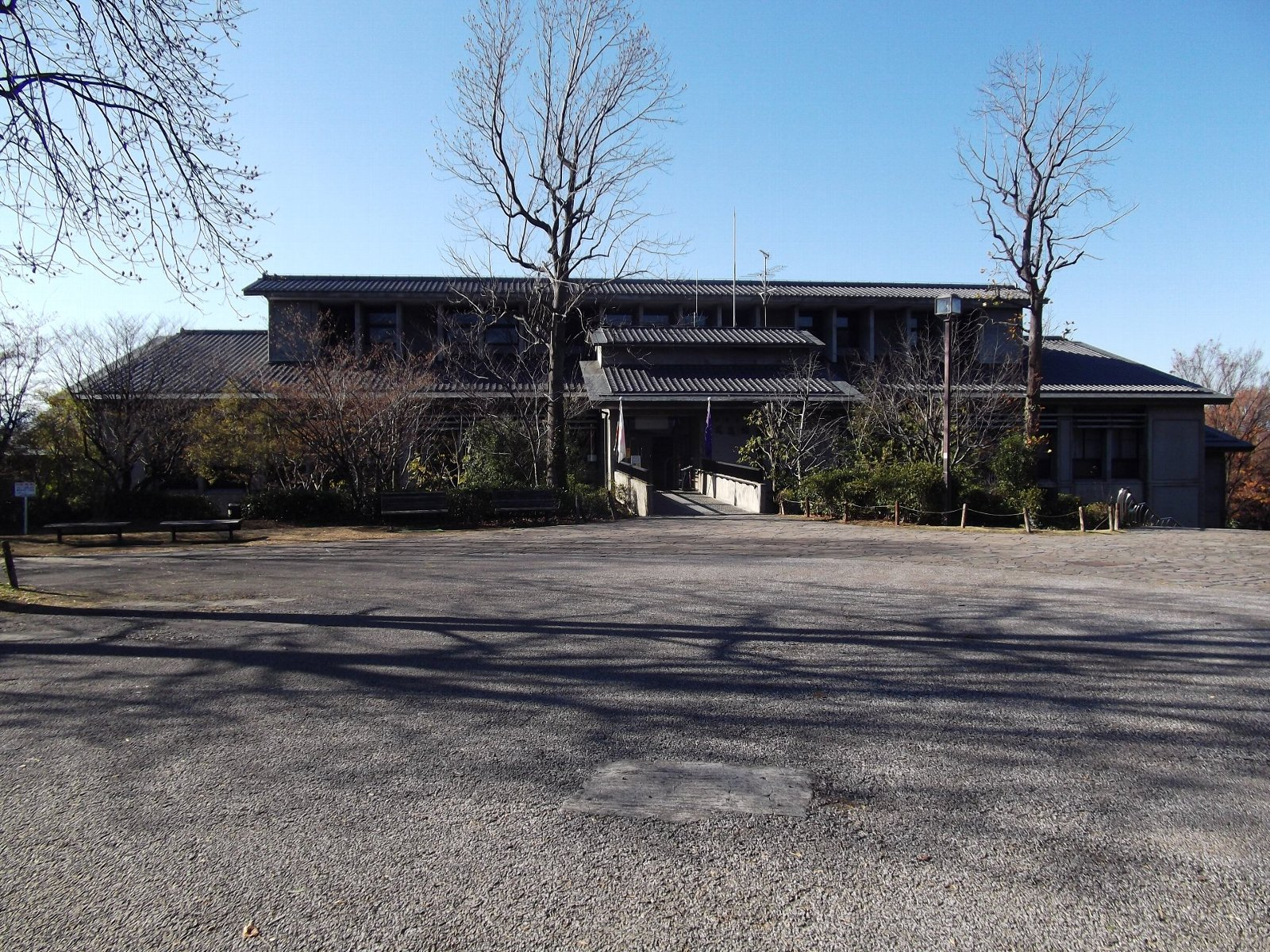
多摩市立武道館

- 多摩市立陸上競技場
- 多摩市立総合体育館
- 多摩市立武道館
- 野球場
  - 一本杉公園野球場
  - 関戸公園野球場
  - 諏訪南公園野球場
  - 貝取南公園野球場
  - 諏訪北公園野球場
- 球技場
  - 宝野公園球技場
  - 諏訪南公園球技場
  - 貝取南公園球技場
  - 和田公園球技場
  - 一ノ宮公園球技場
- 庭球場
  - 永山南公園庭球場
  - 一ノ宮公園庭球場
  - 諏訪北公園庭球場
  - 奈良原公園庭球場
  - 連光寺公園庭球場
  - 貝取北公園庭球場
  - 愛宕東公園庭球場
  - 一本杉公園庭球場
  - 多摩東公園庭球場
- 多摩スポーツセンター
- アクアブルー多摩
- 大谷戸公園キャンプ練習場

## 保健衛生・高齢者福祉

### 保健所

東京都南多摩保健所

- 東京都南多摩保健所 - 永山駅前

### 病院
- 東京都立多摩南部地域病院
  - 許可病床： 287床

東京都立多摩南部地域病院

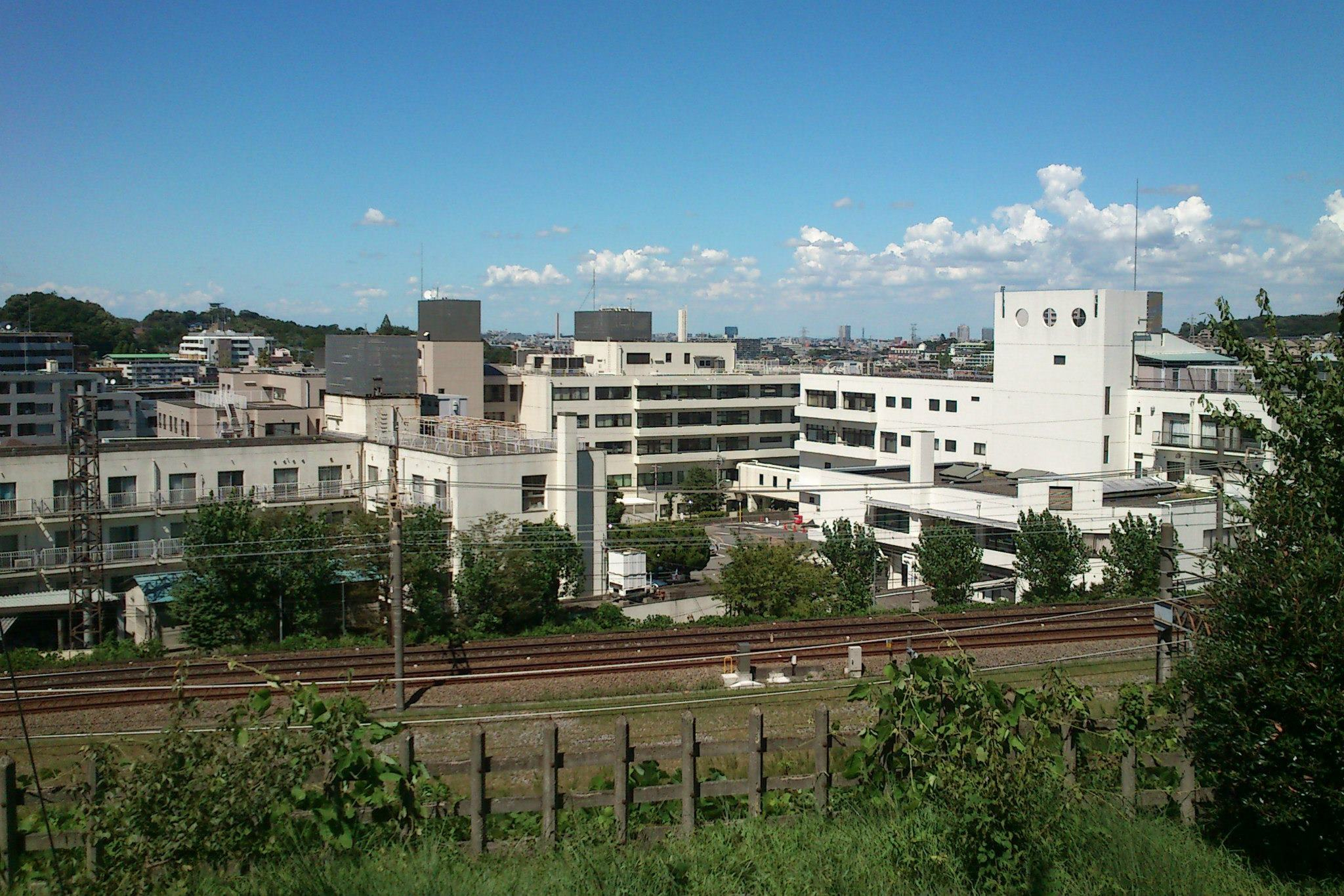
日本医科大学多摩永山病院

  - 所在地： 中沢2-1-2（多摩センター西地区）
  - 東京都災害拠点病院、東京都指定二次救急医療機関、地域医療支援病院に指定されている。
- 日本医科大学多摩永山病院
  - 許可病床： 401床
  - 所在地： 永山1-7-1（永山駅前）
  - 東京都災害拠点病院、東京都指定二次救急医療機関、東京都がん認定診療病院に指定されている。
- 厚生荘病院
  - 許可病床：243床
  - 所在地：和田1547
- 桜ヶ丘記念病院
  - 許可病床：518床
  - 所在地：連光寺1-1-1
- 天本病院
  - 許可病床：179床
  - 所在地：中沢2-5-1
- 多摩中央病院
  - 許可病床：394床
  - 所在地：連光寺2-62-2
- 聖ヶ丘病院
  - 許可病床：48床
  - 所在地：連光寺2-69-6

### 地域包括ケア
病気の予防から医療、介護まで一体的に取り組む地域包括ケア推進のため、武田薬品工業と2018年8月に協定を結んだ
。

## 交通

### 鉄道
- 京王電鉄
  - 京王線 - 聖蹟桜ヶ丘駅

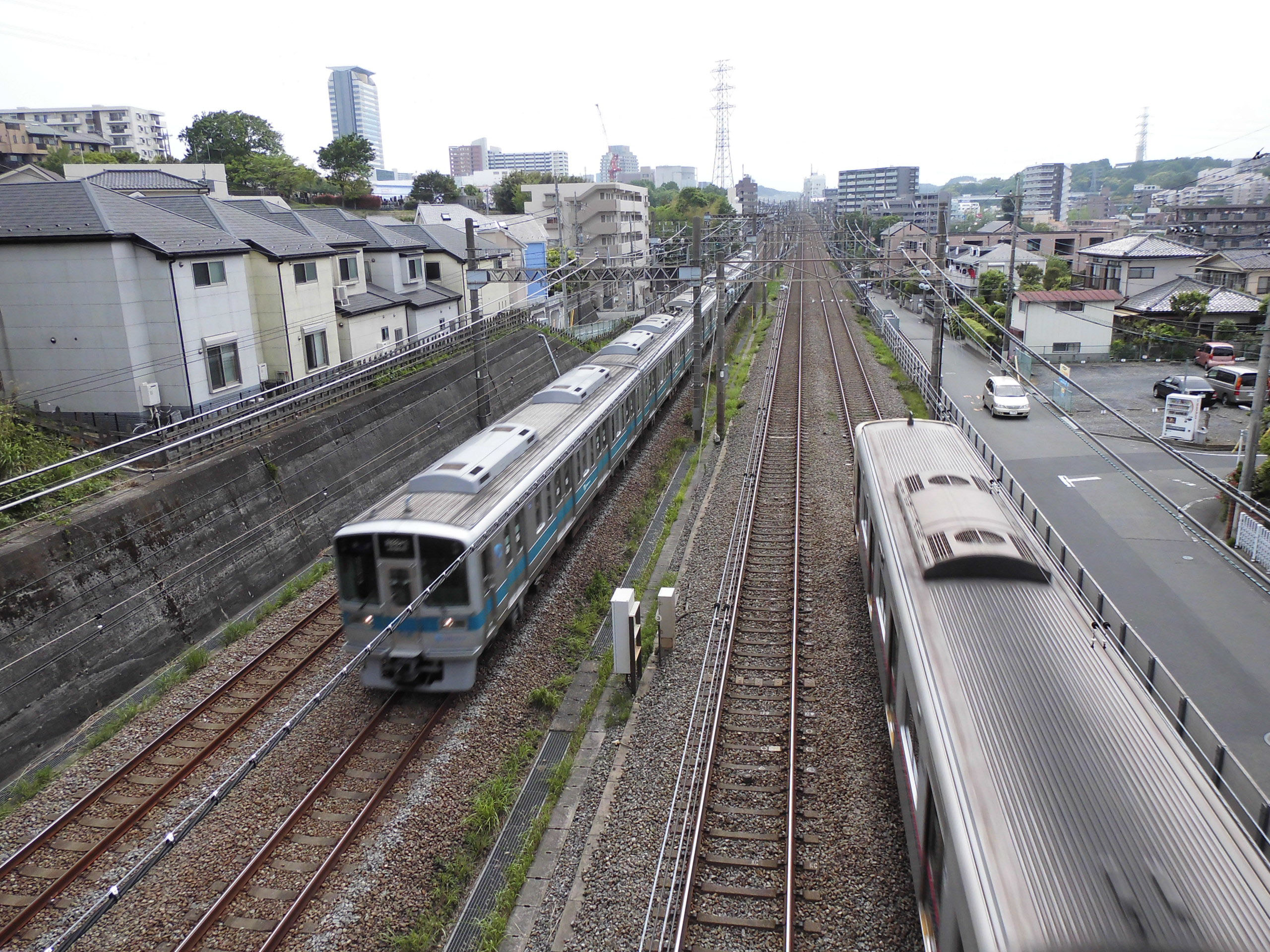
多摩市内では京王線と小田急線が並走する

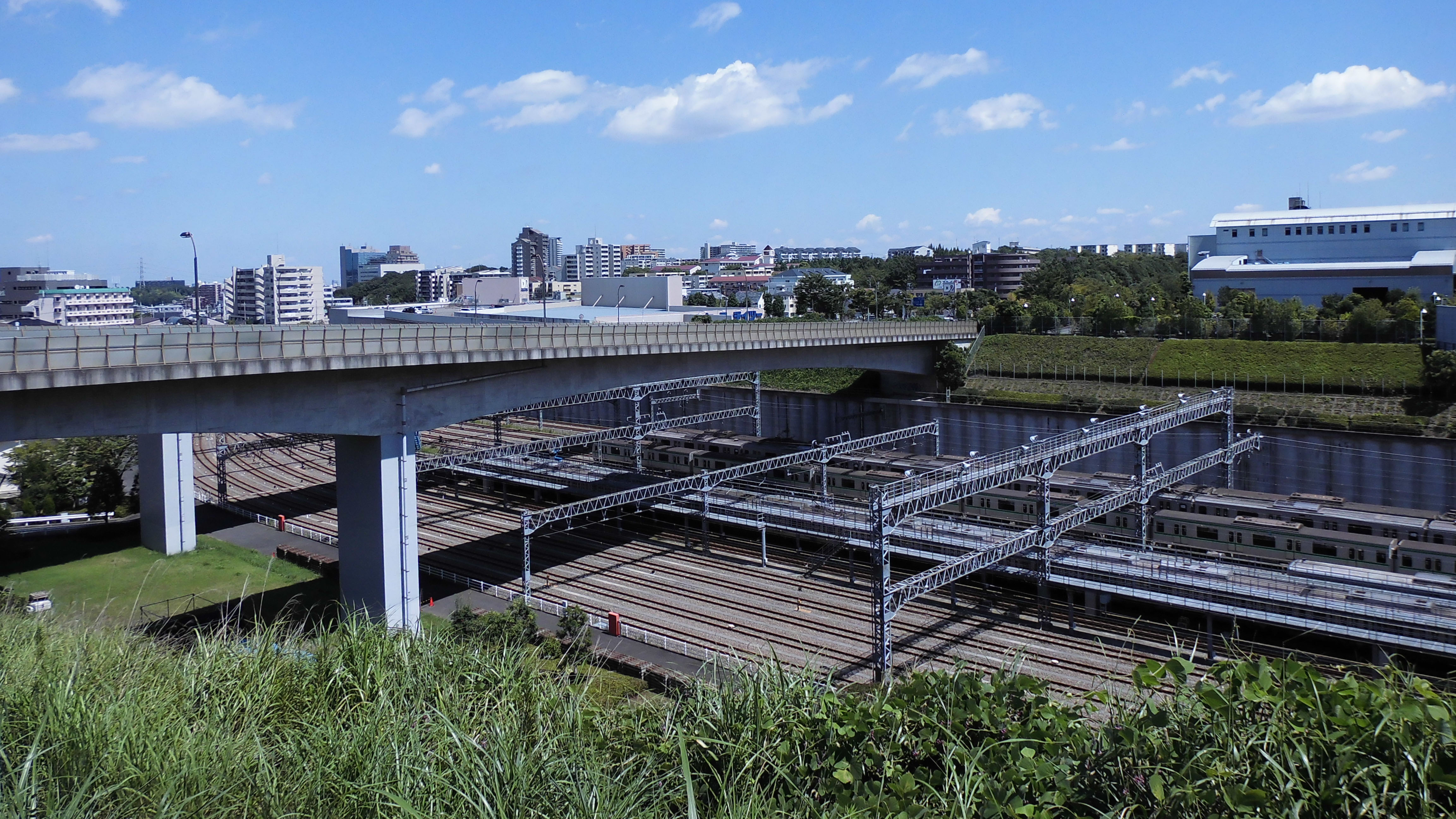
小田急線の唐木田車庫

  - 京王相模原線 - 京王永山駅・京王多摩センター駅
- 小田急電鉄
  - 小田急多摩線 - 小田急永山駅・小田急多摩センター駅・唐木田駅

永山駅・多摩センター駅間では京王相模原線と小田急多摩線の線路が並走し、両線の列車が同方向に並んで走る様子が見られる。
- 多摩都市モノレール
  - 多摩都市モノレール線 - 多摩センター駅
    - 同駅は「多摩ニュータウンの中心に新たに誕生した車輪をイメージしデザインされた駅」として、2000年に関東の駅百選に選定された。

多摩モノレールの多摩センター駅から町田駅方面・八王子駅方面への延伸が、東京都による「次期整備路線（導入空間の確保に着手すべき路線）」とされており、既に町田方面へは多摩市内の全域と町田市内の一部で導入空間が確保されている。2013年には町田市が「多摩都市モノレール町田方面延伸協議会」を設立し、町田市として延伸を推進することとなった。他にも東京都の都市計画において南多摩駅・是政駅への延伸が構想されている。
小田急多摩線の唐木田駅からJR相模原駅・上溝駅への延伸も、国の鉄道整備に関する基本計画で「今後整備について検討すべき路線」となっている。相模原市では、新・相模原市総合計画で「小田急多摩線延伸促進事業」は重点プロジェクトとして位置付けられており、「小田急多摩線延伸ニュース」を不定期で発行するなど積極的である。2011年には町田市と相模原市が合同で、小田急多摩線延伸に向けた検討調査が行われ、事業具現化の可能性があるとされた。

#### 未成線
- 南津電気鉄道 - 多摩一の宮駅（未成駅）
  - 多摩村一の宮を起点に、由木村、相原村を経て川尻村へ至る路線計画がかつて存在した。昭和恐慌や社内紛争の影響を受け工事は進展せず、未成線に終わった[83][84]。サトウマコト『幻の相武電車と南津電車』（230クラブ）に「多摩市役所市史編さん室藤田さんの調べでは『一の宮』の起点は、小野神社入口の向いFマートのところだったと地元の人からの話を教えてくれた」という記述がある[85]。
- 西武多摩川線の延伸計画

### バス路線
- 京王電鉄バス
- 京王バス
- 神奈川中央交通

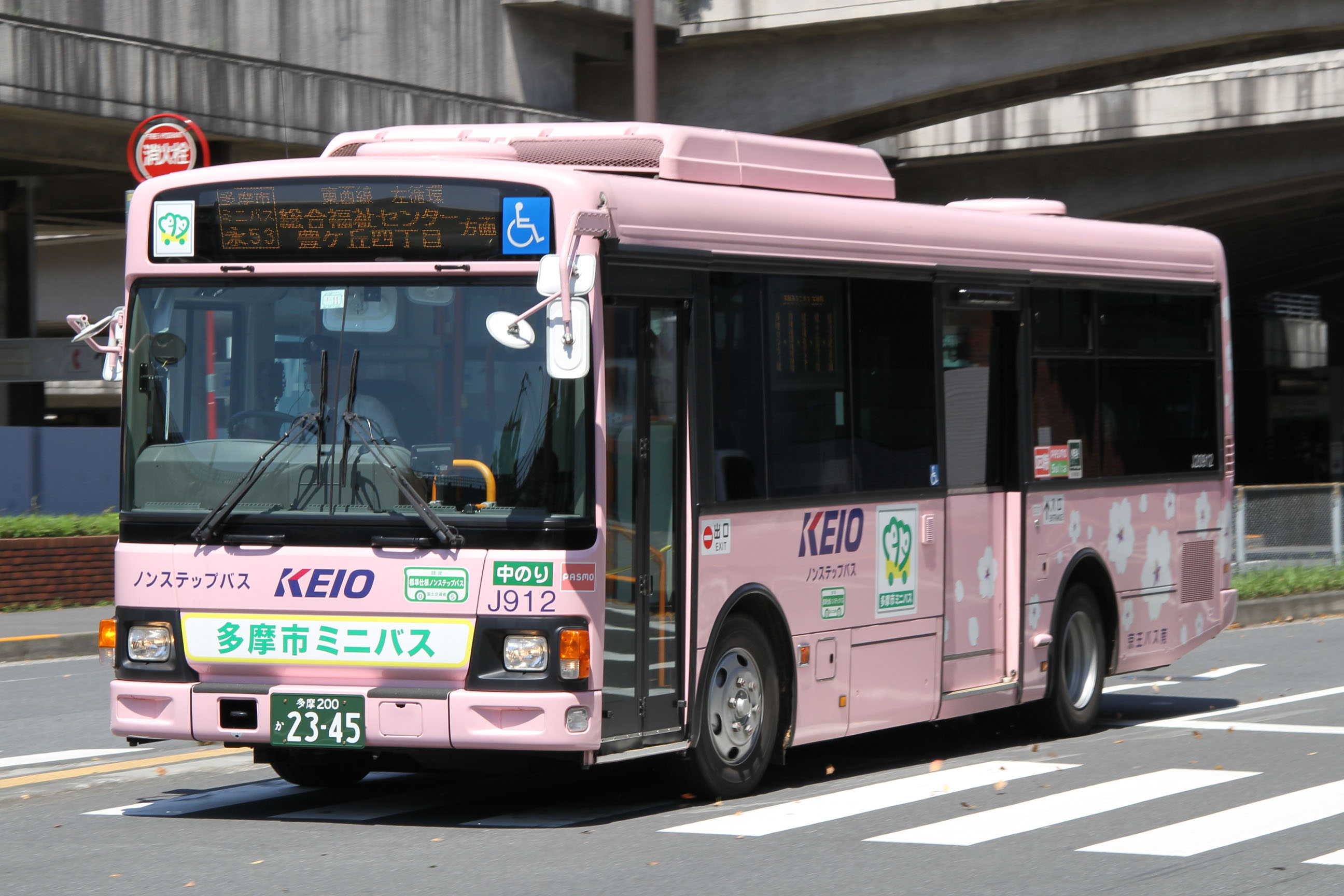
多摩市ミニバス

- 多摩市ミニバス：コミュニティバス（京王バスに運行業務を委託）
- 東京空港交通：高速バス
- しずてつジャストライン：高速バス
  - 2010年12月11日～2011年1月30日までの土日祝日に、しずてつジャストライン岡部営業所～多摩センター駅間を結ぶ直行バス「多摩ライナー」が運行された。

### 道路

多摩ニュータウン通り

- 高速自動車国道及び一般国道は通っていない。

- 主要地方道
  - 東京都道18号府中町田線（鎌倉街道）
  - 東京都道20号府中相模原線（野猿街道）
  - 東京都道41号稲城日野線（川崎街道）
- 一般都道
  - 東京都道137号上麻生連光寺線
  - 東京都道155号町田平山八王子線
  - 東京都道156号町田日野線
  - 東京都道157号乞田東寺方線
  - 東京都道158号小山乞田線（多摩ニュータウン通り・尾根幹線道路・唐木田通り）
  - 東京都道503号相模原立川線

地域高規格道路として核都市広域幹線道路が市内を通ることが構想されているが、具体化していない。

### 歩行者専用道路網

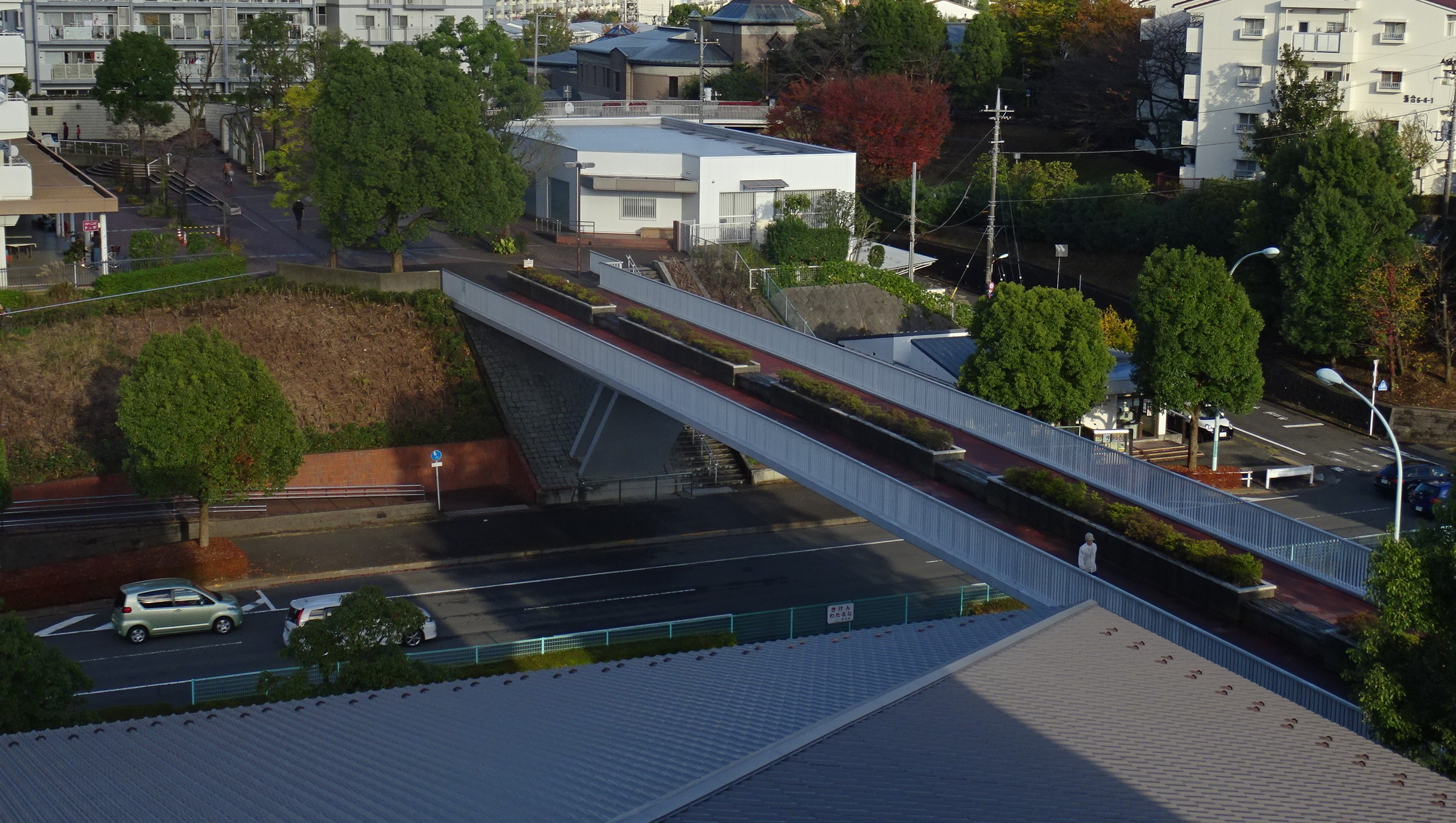
歩車分離として、遊歩道と一般道路が立体交差になっている

多摩ニュータウンの新住宅市街地開発事業で整備された地域（新住区）の都市基盤には、歩行者専用道路（遊歩道）のインフラが網の目のように整備されている。この道路網は多摩丘陵の高低差をうまく利用することで、車道と歩道を平面交差することなく立体的に分離し、モータリゼーションに起因する交通人身事故が発生しにくい安全な街を目指したもの。ほとんどは植栽を施したアメニティー空間の緑道となっており、新住区内のすべての住宅、施設、公園や学校が結ばれている。多摩センター駅前や永山駅前の歩行者デッキにも接続しており、住宅から駅まで歩行者専用道路だけでの移動が可能である。
一部の歩行者専用道路（遊歩道）には愛称が付けられている。
- パルテノン大通り - 多摩センター駅から多摩中央公園を結ぶ。
- レンガ坂 - 多摩センター駅前から住宅街へ続く遊歩道。
- 聖ヶ丘遊歩道 - 聖ヶ丘地区の南北を結び、南側は多摩東公園に接続している。
- 諏訪永山ふれあいの道 - 多摩東公園から諏訪、永山、貝取、豊ヶ丘を横断する。
- 貝取さんぽ道 - 鎌倉街道古道。貝取地区の南北を結ぶ。
- なかよしこみち - 豊ヶ丘から落合の第9住区を結ぶ。
- 落合東遊歩道 - 落合の第9住区の南北を結ぶ。
- そよかぜのみち - 落合、鶴牧を横断する。

## 観光

### レジャー施設
- サンリオピューロランド
- ベネッセ・スター・ドーム（プラネタリウム）
- ＢＯＯＴＶＥＲＳＥ（タイトー　スポーツエンターテインメント施設）
- マグレブEAST - ショッピングセンター
- マグレブビル - 総合アミューズメントビル
- イオンシネマ多摩センター
- 極楽湯 多摩センター店
- アメイジングワールド多摩センター店
- わんにゃんワールド多摩（2009年3月閉鎖）
- インドアステージ多摩（2015年9月閉鎖）
- 銀座deフットサル多摩センタースタジアム
- 永山コパボウル
- 永山健康ランド竹取の湯

### 公園・遊歩道

多摩センター駅から程近い多摩中央公園

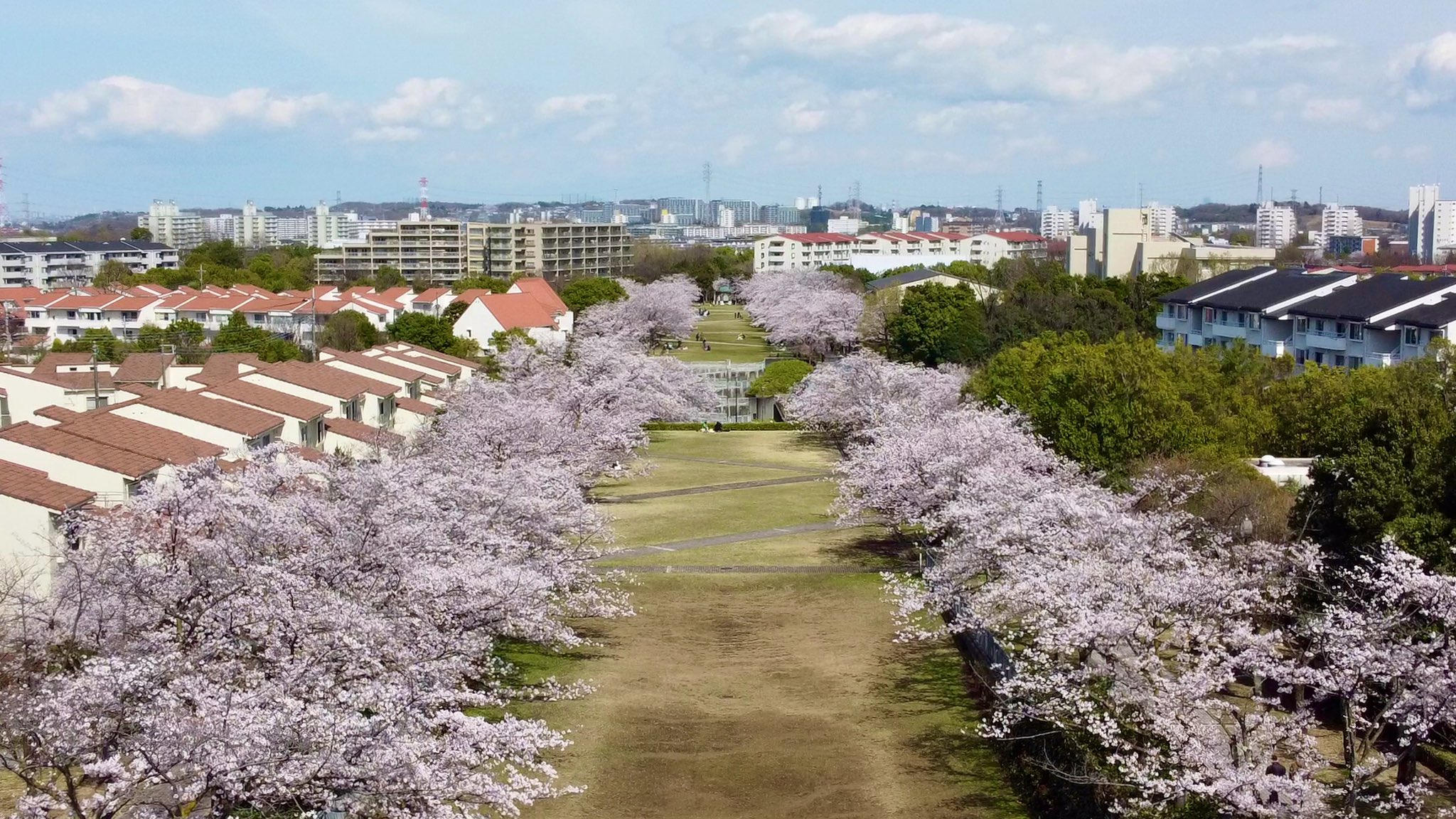
奈良原公園から宝野公園にかけて続く桜並木は、多摩ニュータウンの住宅街を一直線に貫く

ネットワーク化された歩行者専用道路（遊歩道）

ある程度の広さをもつもの、および貯水槽などの設備を有するものを記載する。下記以外にも、公園・緑地は約200箇所に多数存在する。公園面積は多摩市域の11.18%を占め、これは東京都のなかで1位である（人口当たりは2位）。
また、多摩ニュータウンにおいては、歩行者専用道路（遊歩道）が新住区内でネットワーク化されているのが特色である。車道とは立体交差になっていて、これにより住宅地から駅前、公園や学校などへ、車道を一切横断することなく行き来することができる。
- 都立桜ヶ丘公園 - 敷地内に旧多摩聖蹟記念館がある。隣接する多摩市立大谷戸公園・連光寺公園と併せて一体的に整備されている。また全国の満蒙開拓団の記念碑が林立している。
- 多摩中央公園 - パルテノン多摩に隣接する広大な公園。敷地内には「グリーンライブセンター」がありハーブや有用植物、季節の草花を、年間約2万株でローテーションをしている。敷地内の池は「多摩中央公園貯水槽」となっており、災害時においては生活用水として利用される。
- 関戸公園 - 多摩川の南側にあり、敷地内にヘリポートを持つ。
- 一ノ宮公園 - 多摩川の南側にあり、敷地内にヘリポートを持つ。
- 原峰公園 - 旧鎌倉街道沿いにあり、鎌倉時代の面影を残している。自然林が主体。
- 大谷戸公園 - 広大な芝生のキャンプ施設を整えた公園。馬引沢北公園、聖ヶ丘公園といった呼称が用いられることもある。
- 多摩東公園 - 市立陸上競技場および武道館に隣接し、敷地内にヘリポートを持つ。
- さえずりの森 - 多摩ニュータウン開発以前の面影を残す永山駅前のバスロータリーに面した約1万平米の斜面地の雑木林。元は公団の所有地であったが、開発を反対する市民の署名活動により、2006年に多摩市が「緑化基金」で買い取って保全されることとなった。
- 瓜生緑地 - 鎌倉街道に沿って広がる南北に長い緑地。「瓜生緑地貯水槽」がある。
- 貝取山緑地 - 鎌倉街道の西側、鉄道線路の南側に開発前の多摩丘陵の里山を保全した緑地。
- 貝取北公園 - 瓜生緑地から歩行者専用道路で結ばれた芝生主体の公園で、テニスコートがある。
- 愛宕第四公園 - 湧水が公園の傾斜地より湧出している。
- 豊ヶ丘北公園 - 鉄道線路の南側に沿って里山を再生した森林公園。
- 豊ヶ丘南公園 - 豊ヶ丘5丁目。大池が特徴で、敷地内には「豊ヶ丘貯水槽」がある。
- 一本杉公園 - 広域避難場所の指定を受けており、敷地内には一本杉球場もある。
- 宝野・奈良原公園 - 複数の公園を歩行者専用道路で結んだ「富士見通り」があり桜並木の名所となる。他にサッカー練習場とテニスコート、芝生を施した見晴らしの良い小丘を設けている。
- 鶴牧東公園 - 公園内にある小丘の「鶴牧山」からは、タウンハウスが建ちならぶ多摩ニュータウンの住宅街を一望できる。
- 鶴牧西公園 - 広い芝生広場と里山を再生した斜面には農園がある。
- 荻久保公園 - 土地の高低差を活かした長い滑り台がある。
- 中沢池公園 - 市の西端にある。花菖蒲の名所である。
- よこやまの道 - 多摩市と旧都市基盤整備公団多摩ニュータウン事業本部が「多摩の自然と歴史にふれあう道」をテーマに整備した遊歩道である。2004年、美しい日本の歩きたくなるみち500選に選定された[90]。

### 名所・旧跡

#### 都指定文化財
- 稲荷塚古墳
- 霞ノ関南木戸柵跡

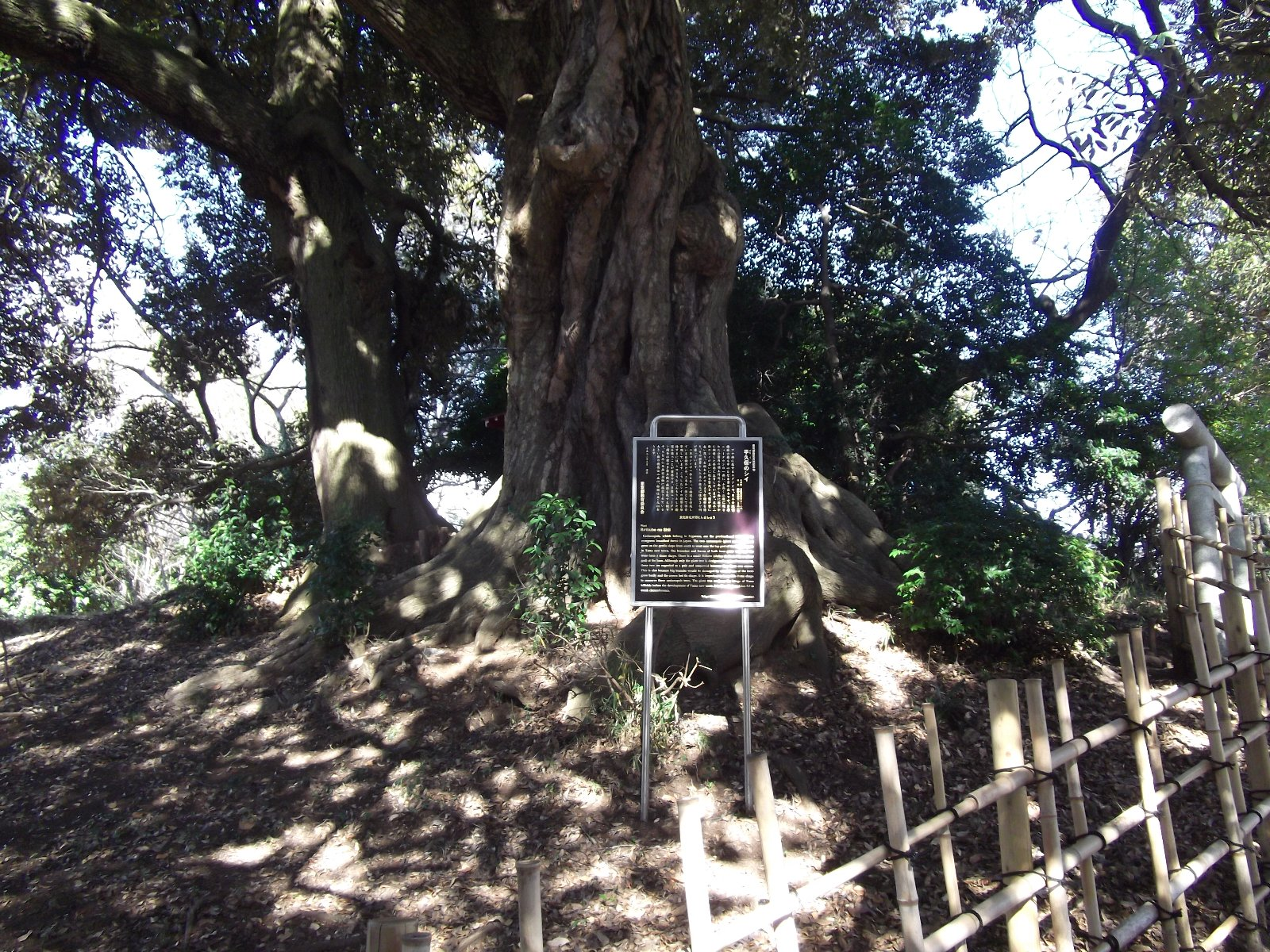
平久保のシイ

- 多摩ニュータウンNo.57遺跡（東京都埋蔵文化財センター）
- 木造随身倚像（小野神社、2体）
- 平久保のシイ

#### 市指定文化財
- 旧多摩聖蹟記念館
- 旧有山家住宅

#### その他
- 多摩御猟場
- 関戸古戦場
- 赤坂駒飼場古戦場
- いろは坂
- 沓切坂
- 旧富澤家住宅
- 旧加藤家住宅

### 名物・特産品
- 原峰のかおり - 味噌
- 原峰のいずみ - 日本酒
- 白加賀 - 梅酒

### 祭事・催事
- どんど焼き（1月15日）

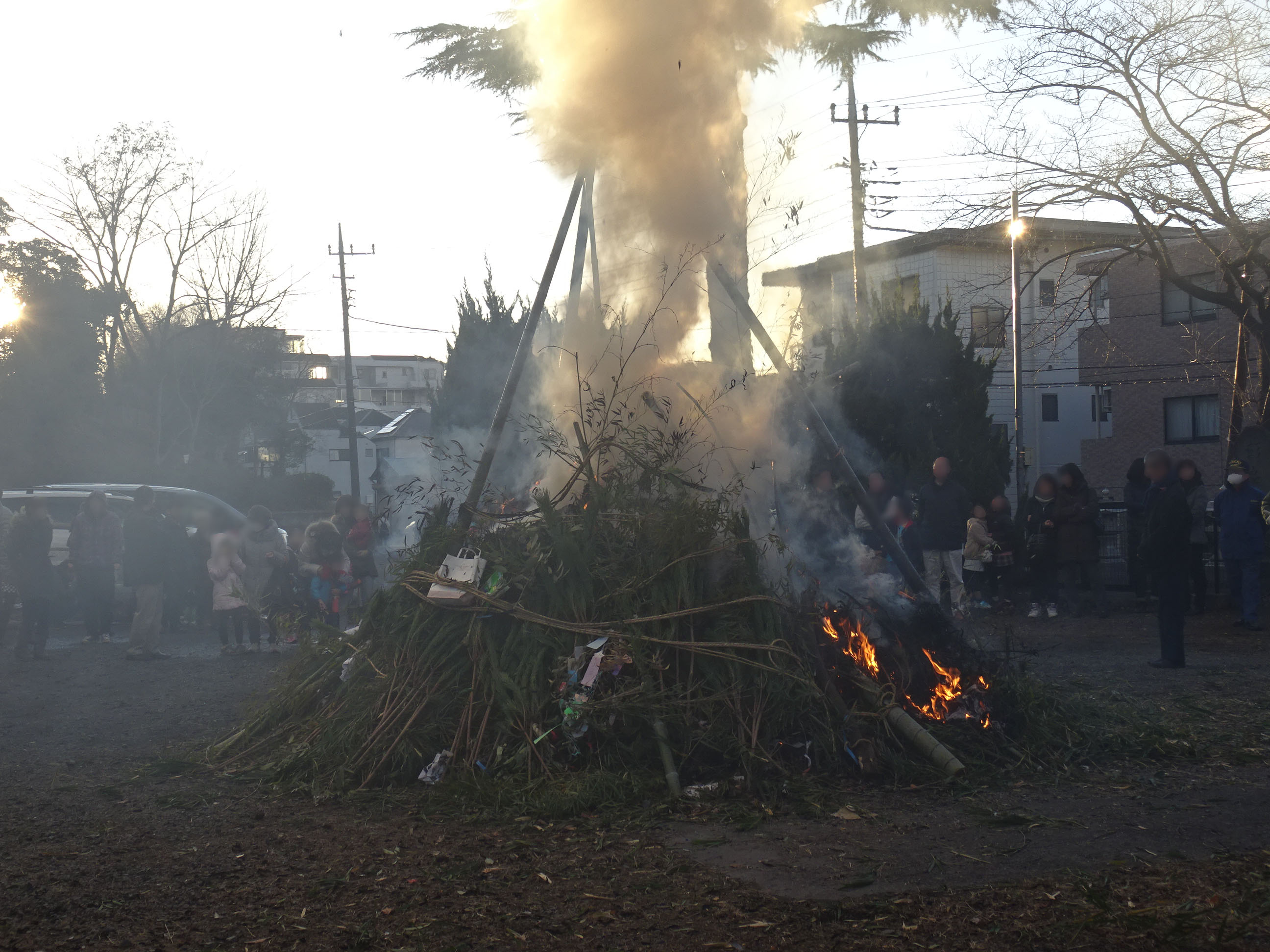
諏訪神社のどんど焼き

多摩センターイルミネーション2014

- 多摩ロードレース大会（3月下旬） - 南多摩尾根幹線を中心に交通規制が実施される。
- 多摩センタースプリングフェスタ（3月下旬）
- せいせき桜まつり（4月上旬）
- ガーデンシティ多摩センターこどもまつり（5月3日・4日・5日） - 2004年までは「ガーデンシティ多摩」の名称で開催されていた。
- ふるさと多摩夏まつり・せいせき朝顔市（7月）
- せいせき多摩川花火大会（8月上旬） - かつては「多摩川関戸橋花火大会」の名称で開催されていたが、2003年に花火師らが多摩川中州に取り残されるという事故[91] が起こったため、翌2004年は中止となり、2005年から「せいせき多摩川花火大会」と改称し再開された[92][93]。
- 落合夏祭盆踊り大会（8月上旬） - 浴衣姿のハローキティが参加する。
- 多摩センター夏祭り（毎年夏に開催）
- 小野神社例大祭（9月の第2日曜日） - 武州六大明神の一つとされる小野神社の例大祭である。
- tamaROCK（9月中旬） - 一ノ宮公園にて開催される野外音楽フェスティバル。2009年までは府中市で開催されていたが、2010年より会場を多摩市に移している。
- 永山フェスティバル（9月下旬）
- せいせきフェスティバル（10月中旬）
- ハロウィンin多摩センター（10月下旬）
- TAMA CINEMA FORUM（11月） - 1991年に市制20周年記念事業としてスタートした映画祭[94][95]。パルテノン多摩（大ホール・小ホール）、ベルブホール（ベルブ永山）、ヴィータホール（関戸公民館）で行われ、約70〜80作品が上映される。市民が主体となり企画・運営を行う映画祭としては高崎映画祭と並んで全国屈指の規模を持つ。
- 多摩センターイルミネーション（11月上旬から翌年1月上旬） - 約40万球のLEDを使用した多摩地域最大級[96] のストリートイルミネーション[97][98]。友好都市である長野県富士見町より寄贈されたモミの木によるメインツリー「センターランドツリー」を中心に、動物トピアリー、キティイルミネーション、光の水族館などの演出が施される[99]。また開催期間中には、サンリオキャラクターによるイルミネーションパレードも行われる。
- 聖蹟サンタマラソン（12月上旬） - 参加者はサンタクロースに扮して多摩川周辺を走る。

### 関東の富士見百景
パルテノン多摩ならびに鶴牧西公園は、「多摩市からの富士」として、関東の富士見百景に選定されている。両地点では年に2回、ダイヤモンド富士を見ることができる。
- 「ダイヤモンド富士」が見られる日
  - パルテノン多摩 - 1月29日〜30日の日没、11月12日〜13日の日没
  - 鶴牧西公園 - 1月29日の日没、11月13日の日没

※上記は、あくまでも目安である。

### 新東京百景
- 天王森公園からの多摩ニュータウンと富士山 - 1982年に東京都によって選定された（新東京百景の項目を参照）。

## 地域放送
- ケーブルテレビ

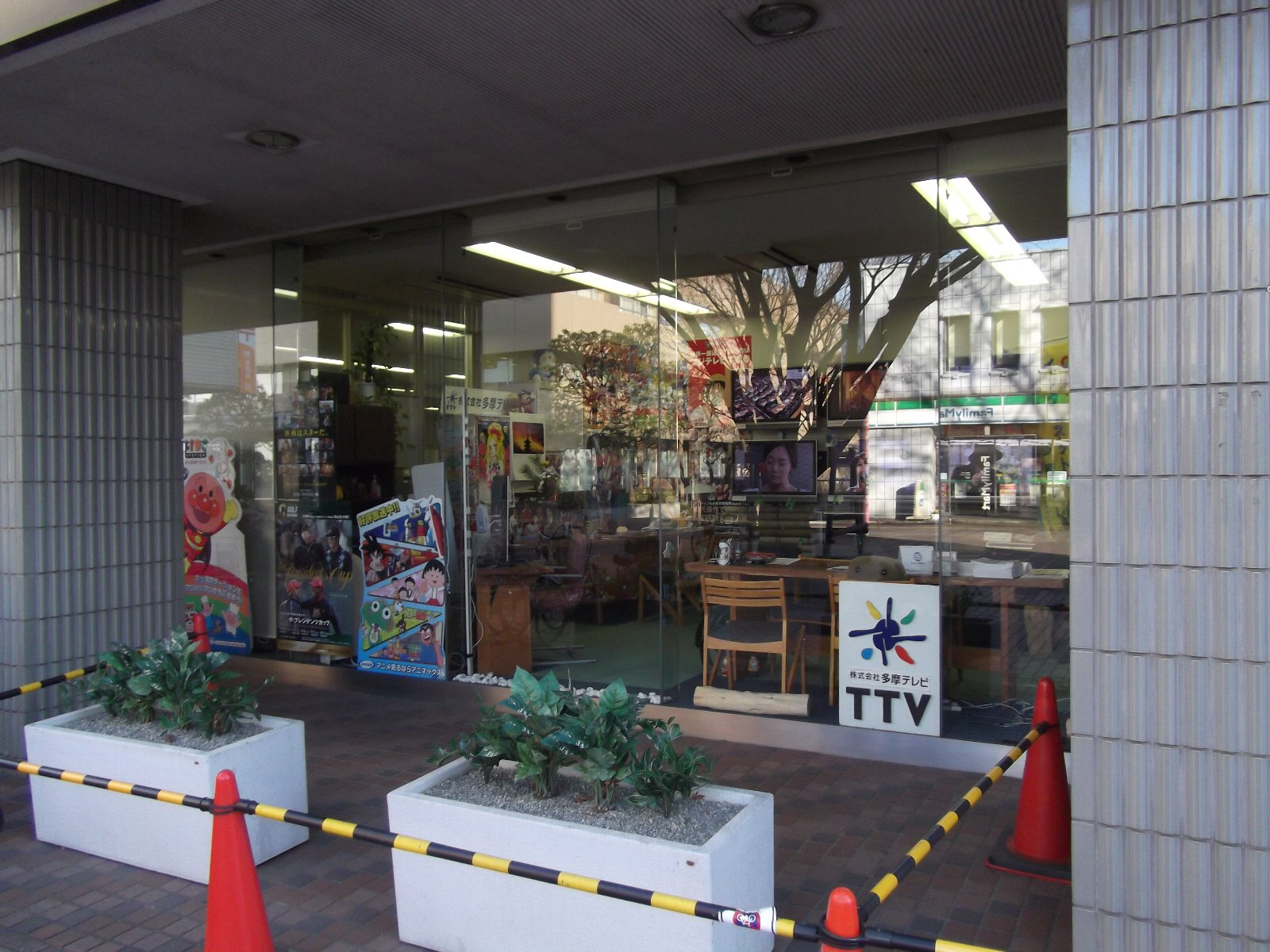
多摩テレビ本社

  - 多摩テレビ - ニュータウン地区が主なサービスエリア。
  - J:COM日野 - 一部地域のみ。

過去
- コミュニティFM
  - エフエム多摩放送 - 愛称「G-WIND」。周波数77.6MHz、コールサインはJOZZ3AE-FM。局舎は一ノ宮に所在。1995年5月から2010年3月[102][103] まで、約15年に亘って放送された。

## 住宅団地

聖蹟桜ヶ丘ビュータワー

メゾン聖ヶ丘

多摩市内の公的賃貸住宅は、下記の通りである。多摩市には、中堅所得者を対象としたUR都市機構賃貸住宅・JKK賃貸住宅、所得の低い方を対象とした都営住宅・市営住宅がある。
- UR都市機構 聖蹟桜ヶ丘ビュータワー（1996年入居開始）
- UR都市機構 百草団地（1969年入居開始）
- UR都市機構 エステート聖ヶ丘（1985年入居開始）
- UR都市機構 メゾン聖ヶ丘（1987年入居開始）
- UR都市機構 ステラ聖ヶ丘（1996年入居開始）
- UR都市機構 グリーンメゾン諏訪（1971年入居開始）
- UR都市機構 諏訪一丁目ハイツ（1985年入居開始）
- UR都市機構 永山団地（1971年入居開始）
- UR都市機構 貝取団地（1976年入居開始）
- UR都市機構 エステート貝取（1983年入居開始）
- UR都市機構 豊ヶ丘団地（1976年入居開始）
- UR都市機構 グリーンヒル豊ヶ丘（1987年入居開始）
- UR都市機構 ライフステージ豊ヶ丘（1989年入居開始）
- UR都市機構 落合六丁目ハイツ（1984年入居開始）
- UR都市機構 エステート鶴牧（1982年入居開始）
- UR都市機構 ステラ唐木田（1995年入居開始）
- UR都市機構 エステート愛宕（1994年入居開始）
- JKK東京 東寺方団地（1972年入居開始）
- JKK東京 落合団地（1976年入居開始）
- JKK東京 落合三丁目団地（1983年入居開始）
- JKK東京 コーシャハイム愛宕四丁目（1984年入居開始）
- JKK東京 新都市わだ弐番館
- JKK東京 都民住宅富志正（豊ヶ丘）
- 都営 関戸三丁目アパート（1999年入居開始）
- 都営 東寺方団地（1973年入居開始）
- 都営 和田団地（1973年入居開始）
- 都営 聖ヶ丘団地（1988年入居開始）
- 都営 諏訪団地（1971年入居開始）
- 都営 貝取団地（1976年入居開始）
- 都営 豊ヶ丘団地（1976年入居開始）
- 都営 落合団地（1976年入居開始）
- 都営 鶴牧団地（1983年入居開始）
- 市営 関戸団地
- 市営 落川団地

## 多目的ドーム建設を求める市民運動
多摩市では1980年代から多目的ドームの建設を求める市民運動が展開されている。
多摩センター球場構想（1980年）
1980年、建設中の多摩中央公園内に、ドーム型の「多摩センター球場」（5〜7万人収容、総建設費約220億円）を建設する構想が一部で持ち上がった。この構想を推進したのは、元多摩市議会議員、多摩市商工会会長の横倉舜三（1982年より多摩ニュータウンタイムズ社主）で、横倉は市民400〜500人の署名を添えて、球場の建設を求める陳情書を市に提出した。臼井千秋市長もこれに同意した ものの、市議会の同意が得られず計画は白紙となった。この計画に代わり建設されたのが複合文化施設「パルテノン多摩」である。
多目的ドーム構想（1993年以降）
1993年2月、多摩市立総合体育館において、サッカー協会、体育協会、商工会などの有志が「多摩市にJリーグを呼ぶ会」（朝倉泰行代表）を発足させた。同会は、誘致希望チームとして読売ヴェルディ（現・東京ヴェルディ1969）の名を挙げ、多摩センター北側の都有地（未利用地、約16万平方メートル）に最低3万人収容の多目的ドームを建設する構想を提唱した。1997年には、同地が住宅建設用から公益施設用に変更されたことを受けて活動を本格化させ、複数の企業から出資を募って第三セクター方式で開閉式の多目的スタジアムを建設したいとの考えを示した が、具体化には至らなかった。2003年、同会は「東京多摩ドーム建設準備室」と名称を改め、京王プラザホテル多摩において、その報告会を行った。

## 外国の施設

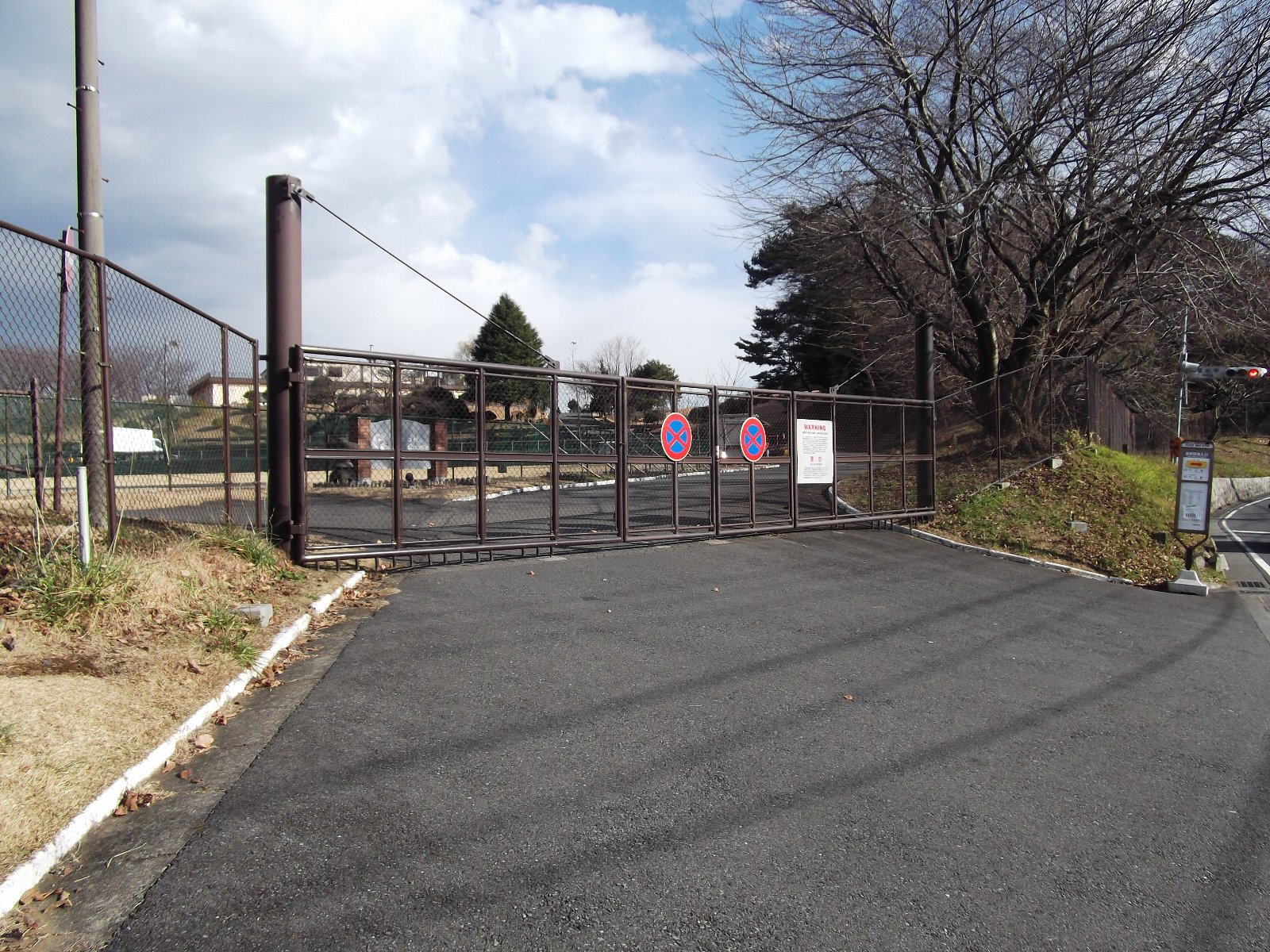
米軍多摩ゴルフ場出入口（連光寺）

- 在日米軍多摩サービス補助施設 - 横田基地のレクリエーション施設。元・多摩弾薬庫。稲城市に跨る。

## 出身著名人
- 小熊美香 - 元日本テレビアナウンサー、現フリーアナウンサー
- 柏木広樹 - チェリスト
- かずはじめ - 漫画家
- 花乃まりあ - 元宝塚歌劇団花組トップ娘役
- 国分博 - 元タレント
- 後藤田正純 - 政治家
- 小林弥生 - 女子サッカー選手
- 西園寺瞳 - 「氣志團」メンバー
- 佐伯直哉 - サッカー選手
- 佐藤弘 - 小説家
- ジャンボ松田（松田道人） - プロレスラー・実業家・地域政党党首
- 三條雅幸 - NHKアナウンサー
- 関口訓充 - サッカー選手
- 立見里歌 - 元アイドル「おニャン子クラブ」メンバー
- 土田亮 - 法学者、上智大学教授
- 坪井慶介 - サッカー選手
- 中島美春 - 元アイドル「おニャン子クラブ」メンバー
- 西村大介/DUNK - 作曲家
- 羽田圭介 - 小説家
- ホラン千秋 - 女優・タレント・キャスター
- 益春菜 - 女子オートレース選手
- 宮田諭 - バスケットボール選手
- 森藤恵美 - フリーアナウンサー
- 森居知子 - 女子プロレスラー
- 森井ユカ - キャラクターデザイナー
- 山田一成 - お笑いコンビ「いつもここから」
- 横尾俊建 - プロ野球選手
- 横山久美 - 女子サッカー選手
- 横山泰明 - 将棋棋士
- ローラ - モデル・タレント

## ゆかりの人物・作品

### 人物
- 赤川次郎 - 小説家。居住歴あり。
- 赤松健 - 漫画家。VITA\COMMUNEの裏にある聖蹟桜ヶ丘ビュータワーに事業所を構えていたことがある。
- 安野モヨコ - 漫画家。出生は杉並区だが、その後すぐ多摩市に引っ越す。
- 生稲晃子 - 歌手。恵泉女学園短期大学卒。
- 石井慧 - 総合格闘家。国士舘大学卒。
- 板場広志 - 漫画家。在住。
- 上田夢人 - 漫画家。在住。
- 植松七九郎 - 医学者。桜ヶ丘記念病院初代院長。
- 内柴正人 - 柔道家。国士舘大学卒。
- 小熊美香 - 日本テレビアナウンサー。出生地。
- 押尾学 - 元俳優。実家。
- きたろう - タレント。テレビ東京『出没!アド街ック天国』の多摩センターの回で地元芸能人として出演。
- 木根尚登 - 音楽家。
- 国分佐智子 - 女優。恵泉女学園短期大学卒。
- 小林公太 - プロ野球選手。多摩大学附属聖ヶ丘高等学校卒。
- 後藤久美子 - 女優。多摩大学附属聖ヶ丘高等学校卒。
- 貞方祥 - プロデューサー、演出家、映画監督、SHOWMAN’S 主宰）。在住。
- 澤穂希 - 女子サッカー選手。東京都立南野高校卒。

- 酒井一圭-歌手。純烈メンバー。小学校時代に在住。
- 杉田かおる - 以前、番組で多摩市を紹介。
- 鈴木愛理 (ヴァイオリニスト) - ヴァイオリニスト。多摩市出身。
- ダンス☆マン - ミュージシャン。
- 蝶野正洋 - プロレスラー。永山高校卒。
- 西村寿行 - 小説家。在住。
- 畠山愛理 - 元新体操選手。多摩市出身。
- 福田秀平 - プロ野球選手。多摩大学附属聖ヶ丘高等学校卒。
- 松本薫 - 柔道家。ロンドンオリンピック金メダリスト。2012年多摩市でイベント。
- 松本英彦 - テナーサックス奏者。本籍を桜ヶ丘に移し、死去するまで在住した。多摩市では松本を偲ぶコンサートやフェスティバルが毎年開催されている[109]。
- 宮本顕治 - 元日本共産党中央委員会議長。
- 柳澤桂子 - サイエンスライター。在住。
- 柳田邦男 - 作家。居住歴有り。
- 山田風太郎 - 小説家。在住。
- ヨシダプロ - 編集者。在住。
- lecca - ミュージシャン。在住。

### 作品

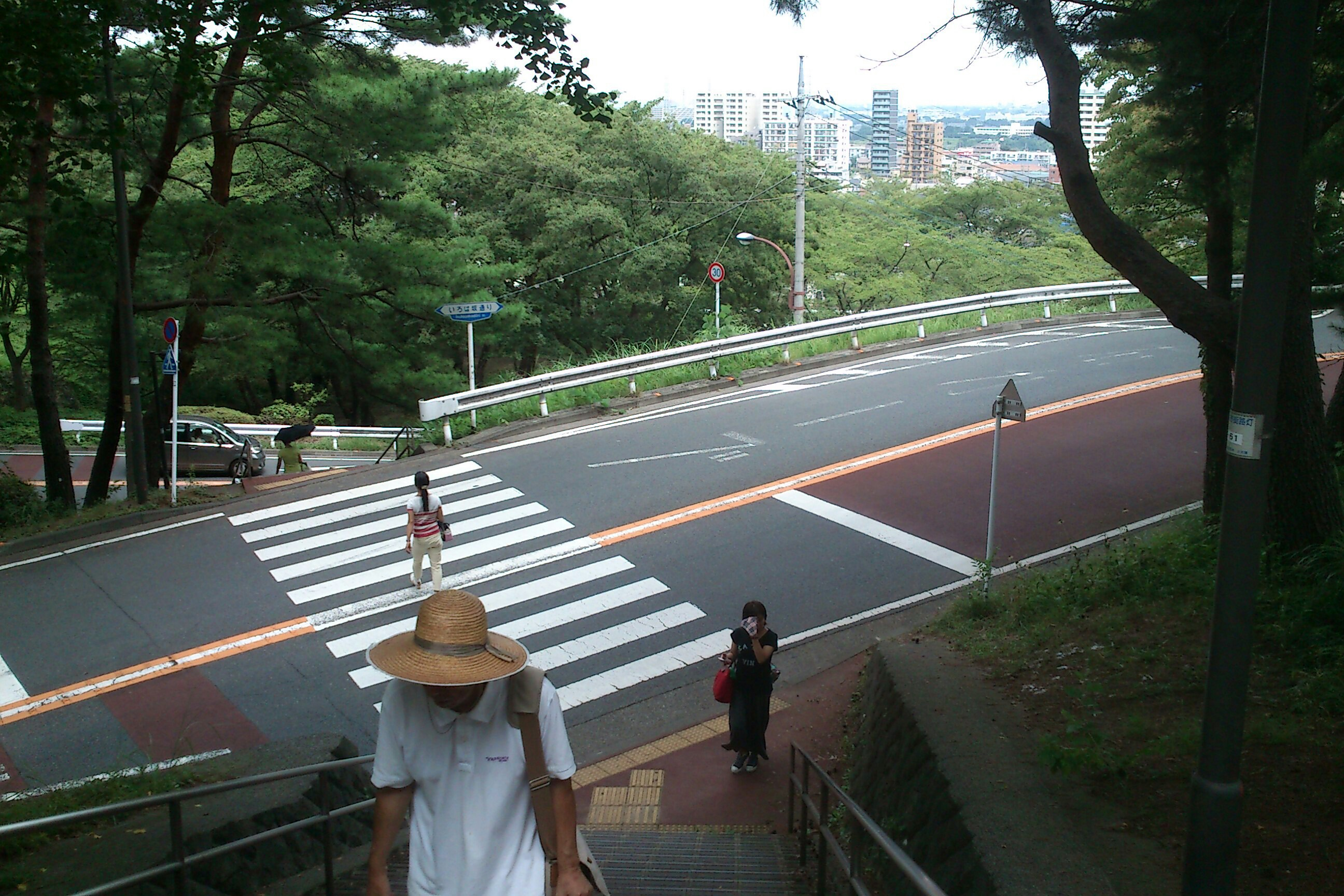
通称「いろは坂」

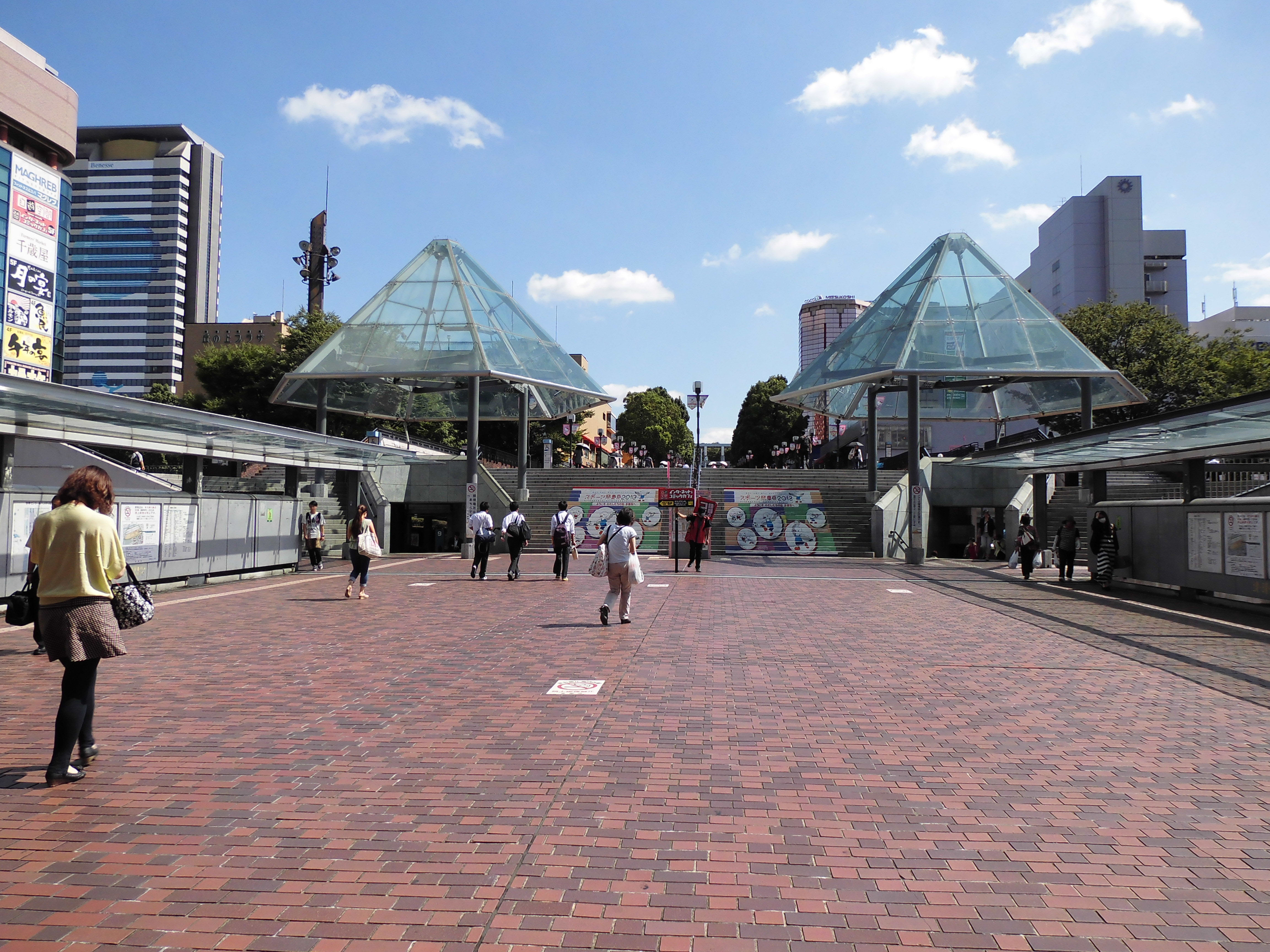
多摩センター駅前

- 耳をすませば（アニメ映画版）：主として聖蹟桜ヶ丘、愛宕（主題歌「カントリーロード」の「丘を巻く坂の道」というフレーズは桜ヶ丘にあるいろは坂がモデル）
- 平成狸合戦ぽんぽこ：主に聖ヶ丘、連光寺、鶴牧、諏訪、永山、落合、南野、唐木田、南大沢
- 毎度おさがわせします：パート１、２は主にオープニング、主人公の自宅としてロケが鶴牧で行われる。
- 東京エレベーターガール：ロケは多摩そごう（現：ココリア多摩センター）で行われた。
- 金曜日の妻たちへ：オープニングで落合、鶴牧の風景が使われている。主人公の自宅としてロケが行われた。
- 少年の町ZF（漫画）：多摩市街が主な舞台になっている。
- とある魔術の禁書目録及びとある科学の超電磁砲：多摩センター駅周辺とよく似た風景が登場する。市では、これにあやかり、立川市や地元企業と協働して「とあるアニメの学園都市化計画」を展開している[110][111]。
- 仮面ライダー：旧多摩聖蹟記念館をロケ地として使用
- スパイダーマン (東映)：旧多摩聖蹟記念館
- ウルトラQ:第15話『カネゴンの繭』のロケ地として造成時の聖ヶ丘及び桜ヶ丘公園が使用された（主役の金男少年はここでカネゴンの繭を拾う）。
- ウルトラマンメビウス：多摩センター駅周辺の市街地で屋外ロケがよく行われた。
- ROOKIES：旧都立南野高等学校、関戸橋
- ケータイ捜査官7：旧多摩市立南落合小学校（現東京医療学院大学）
- 大切なことはすべて君が教えてくれた：恵泉女学園大学
- 電人ザボーガー:多摩川付近
- 刑事犬カール:関戸橋近くの本物の警察の施設を使い、土手のシーンは多摩一小の近くを利用。
- スクール☆ウォーズ：関戸公園野球場
- ゆうひが丘の総理大臣
- ウルトラマンギンガ：小学校跡地、多摩センター駅近辺やパルテノン大通り、鶴牧東公園などでロケが行われた。
- クロクロク：多摩市役所の地下には妖怪のための窓口があるという設定である。
- 境界線上のホライゾン：主人公たちが乗る八艦連結型航空都市艦・武蔵の右舷二番艦が多摩を襲名している。
- 一週間フレンズ。：聖蹟桜ヶ丘駅前が複数回登場。
- 新妹魔王の契約者 : 多摩市聖ケ丘にある多摩大学附属聖ヶ丘中学校・高等学校を中心に、聖蹟桜ヶ丘駅や永山駅とよく似た風景が登場。
- アイドルマスター シャイニーカラーズ：聖蹟桜ヶ丘駅前を中心に複数の場所が登場。
- 私に天使が舞い降りた! : 聖蹟桜ヶ丘駅周辺や桜ヶ丘地区が主な舞台となっている。
- まちカドまぞく : 「多魔市」として、聖蹟桜ヶ丘駅周辺や唐木田地区が舞台となっている。
- すべての夜を思いだす : 諏訪、永山地区が舞台[112]。
- おくさまは18歳 : 主人公夫妻の家として桜ヶ丘を中心にロケが行われた。

その他、ドラマや映画のロケに多摩市が頻繁に登場。

## 「多摩」と名が付く地名・施設名など
近隣市を含め当地は武蔵国多摩郡の一部であり、東京都のうち特別区 と島嶼を除いた地域は多摩地域、多摩地方、あるいは多摩地区と称され、さらに神奈川県にも多摩地域という呼称がある。このため、多摩（多磨、玉川）の付く地名、施設が本市以外にも多く見られる。下記の例は代表的なものであるが、特に施設名や学校名については他にも多数ある。
- 「多摩」で始まるページの一覧
- 地名など
  - 川崎市多摩区 - 稲城市をはさんで数キロ離れている。
  - 東京都西多摩郡、奥多摩町、奥多摩湖 - 東京都の西部にある。
  - 多摩湖 - 東大和市にある。
  - 玉川上水 - 羽村市、福生市、昭島市、立川市、小平市、小金井市、武蔵野市、西東京市、三鷹市、杉並区、世田谷区、渋谷区、新宿区を流れているか、流れていた。
- 鉄道
  - 西武多摩川線多磨駅、京王線多磨霊園駅 - 府中市にある。
  - JR南武線南多摩駅 - 稲城市にある。
  - 京王動物園線・多摩モノレール多摩動物公園駅 - 多摩モノレールで多摩センター駅から4駅と近いが、日野市にある。
  - JR青梅線奥多摩駅 - 奥多摩町にある。
  - 京王相模原線多摩境駅 - 町田市にある。
  - 東急田園都市線たまプラーザ駅 - 横浜市青葉区にある。
- 施設
  - 多摩六都科学館 - 西東京市にある。
  - 多磨霊園 - 府中市にある。
  - 軽自動車検査協会東京主管事務所多摩支所 - 国立市にある。
  - 関東運輸局東京運輸支局多摩自動車検査登録事務所 - 同上。多摩ナンバーを持つ車は多摩市だけにとどまらず、多摩市を含めて20市ある。
  - 多摩動物公園 - 多摩センターに近いが、日野市にある。
  - 多摩警察署 - 川崎市多摩区にある。
- 学校
  - 都立豊多摩高校 - 杉並区にある
  - 都立多摩科学技術高校 - 小金井市にある。
  - 都立南多摩中等教育学校 - 八王子市にある。
  - 法政大学多摩校舎 - 町田市および八王子市にまたがっている。
  - 多摩美術大学 - 八王子市にある八王子キャンパスは多摩ニュータウン内に立地する。
  - 中央大学多摩キャンパス - 多摩モノレールで多摩センター駅から3駅と近いが、八王子市にある。
  - 都立多摩高校 - 青梅市にある。
  - 都立多摩工科高校 - 福生市にある。
  - 神奈川県立多摩高校 - 川崎市多摩区にある。
  - 私立玉川学園 - 町田市および横浜市青葉区に跨っている。